# جائحة فيروس كورونا في الجزائر
تُوثِّق هذه المقالة آثار جائحة فيروس كورونا 2019–20 في الجزائر، وقد لا تتضمن جميع الاستجابات والقياسات والتدابير حتى الآن.
انتشرت جائحة فيروس كورونا لعام 2020 في الجزائر ابتداءً من 25 فبراير 2020، عندما فُحص ايجابيًا بمرض فيروس كورونا 2 المرتبط بالمتلازمة التنفسية الحادة الشديدة (SARS-CoV-2) لعينة من مواطن إيطالي. ثم كُشف عن حالات أخرى مصابة بكوفيد-19، وقد بللغ مجموع الحالات المؤكدة في الجزائر 666 979 حالة منها 860 حالة جديدة ومن بينها 2 154 وفاة و44 633 حالة تعافٍ حتى 15 نوفمبر 2020. واحتلت الصدارة ولاية الجزائر بـ8 491 حالة وتلتها ولاية وهران بـ 5 317 حالة وولاية البليدة بـ 5 569 حالة ثم رابعًا ولاية سطيف بـ 3 958 حالة.

## آخر المستجدات
في 9 نوفمبر 2020 قرر الوزير الأول عبد العزيز جراد عدة تعديلات وهي:
- تكييف مواقيت الحجر الجزئي المنزلي من الساعة الثامنة (سا20) مساء إلى غاية الساعة الخامسة (سا5) من صباح اليوم الموالي، بالنسبة لعشرين (20) ولاية من أصل 48 ولاية لمدة خمسة عشر (15) يوما ابتداء من 10 نوفمبر 2020 ويتعلق الأمر بولايات: باتنة، بجاية، بسكرة، البليدة، البويرة، تبسة، تلمسان، تيارت، تيزي وزو، الجزائر، جيجل، سطيف، عنابة، قسنطينة، المدية، المسيلة، ورقلة، وهران، برج بوعريريج وبومرداس، ونفس الإجراء على مستوى تسع (09) ولايات جديدة: أدرار، قالمة، إيليزي، تندوف، تيسمسيلت، الوادي، خنشلة، تيبازة وعين تموشنت.
- تعليق نشاط النقل الحضري للأشخاص، العمومي والخاص، خلال أيام العطل الأسبوعية على المستوى الوطني.
- غلق أسواق بيع المركبات المستعملة على مستوى كامل التراب الوطني، وذلك لـمدة خمسة عشرة يوما، ابتداء من يوم 09 نوفمبر 2020.
- تمديد الإجراء الحظر لأي نوع من تجمعات الأشخاص والتجمعات العائلية، عبر كامل التراب الوطني، ولاسيما حفلات الزواج والختان وغيرها من المناسبات، مثل التجمعات على مستوى المقابر.
- تأجيل الدخول الجامعي ودخول التكوين الـمهني إلى غاية 15 ديسمبر 2020.

في 15 نوفمبر 2020 قررت الحكومة غلق الأنشطة الآتية لـمدة خمسة عشر (15) يومًا: القاعات متعددة الرياضات والقاعات الرياضية؛ أماكن التسلية والاستجمام وفضاءات الترفيه والشواطئ؛ دور الشباب؛ الـمراكز الثقافية. يطبق إجراء الغلق على الولايات الإثنين والثلاثين (32) الـمعنية بالحجر الجزئي الـمنزلي الجزئي وهي: أدرار، الأغواط، أم البواقي، باتنة، بجاية، بسكرة، البليدة، البويرة، تبسة، تلمسان، تيارت، تيزي وزو، الجزائر، جيجل، سطيف، قالـمة، عنابة، قسنطينة، الـمدية، الـمسيلة، ورقلة، وهران، إليزي، برج بوعريريج، بومرداس، تندوف، تيسمسيلت، الوادي، خنشلة، سوق آهراس، تيبازة، وعين تموشنت. كما تحدد لـمدة خمسة عشر (15) يومًا، أوقات نشاط بعض الـمتاجر التي يجب أن توقف جميع أنشطتها ابتداء من الساعة الثالثة ً (15:00) زوالا.
في 15 نوفمبر 2020 صرحت الرئاسة الجزائرية أن عبد المجيد تبون (74 عاما)، الذي دخل قبل أسبوعين مستشفى في ألمانيا، انتهى من البروتوكول العلاجي لمرض "كوفيد-19″، ويتلقى حاليا الفحوصات الطبية لما بعد البروتوكول.

## خلفية
في 12 يناير 2020، أكدت منظمة الصحة العالمية (WHO) أن فيروس تاجي جديد كان سببًا لمرض تنفسي لمجموعة من الأشخاص في مدينة ووهان، مقاطعة خوبي، الصين، والذين كانوا قد لفتوا انتباه منظمة الصحة العالمية في البداية في 31 ديسمبر 2019. رُبطت هذه المجموعة في البداية بسوق هوانان للمأكولات البحرية بالجملة في مدينة ووهان. ومع ذلك، فإن بعض الحالات الأولى التي أظهرت نتائج مختبرية لا صلة لها بالسوق، فمصدر الوباء غير معروف. على عكس السارس لعام 2003، كانت نسبة إماتة الحالات لـ كوفيد-19  أقل بكثير، لكن انتقال العدوى كان أكبر بكثير، مع إجمالي عدد الوفيات. عادة ما يظهر كوفيد-19 في حوالي سبعة أيام بأعراض شبيهة بالإنفلونزا يُظهرها بعض الأشخاص حيث تتطور إلى أعراض الالتهاب الرئوي الفيروسي الذي يتطلب الدخول إلى المستشفى. اعتبارًا من 19 مارس، أصبح كوفيد-19 يُصنف على أنه «مرض معدي عالي الأثر».

## الخط الزمني

### فبراير 2020
- 25 فبراير 2020

أعراض مرض فيروس كورونا 2019

  - أكدت الدولة الجزائرية أول إصابة بفيروس كورونا لدى رجل إيطالي الجنسية وصل إلى الجزائر في 17 فبراير،[11][12] وقامت الجزائر بترحيله في 28 فبراير من مطار حاسي مسعود الدولي في رحلة خاصة بعد أن تعرض للحجر الصحي حتى تلك الفترة.[13][14]
- الجمعة في 28 فبراير 2020 مغادرة المصاب الإيطالي إلى بلاده على متن طائرة إيطالية.[15]

### مارس 2020
- يوم الاثنين 2 مارس 2020:
  - صدر تصريح رسمي عن اصابتين جديدتين لأم (53 عاما) [16] وابنتها (24 عاماً)[16][17] انتقلت العدوى إليهما من قريب لهما مقيم بفرنسا قدم لزيارتهما في الفترة ما بين 14 إلى 21 فبراير/ شباط الماضي.[16] يذكر أن عدوى الفيروس قد انتقلت من مواطن جزائرى بالغ من العمر 83 سنة وابنته المقيمان بفرنسا واللذين اقاما في الجزائر من 14 إلى 21 فبراير الماضى مع أسرتهما في ولاية البليدة (شمال)، والتى تأكدت اصابتهما بفيروس كورونا بعد عودتهما إلى فرنسا في 21 فبراير الماضي.[18][19] ليصل العدد الكلي ل5 إصابات مؤكدة.
- في 3 مارس 2020
  - تأكيد ثلاث إصابات جديدة بفيروس كورونا ليرتفع عدد الإصابات في الجزائر إلى 8 أشخاص.[20][21]
- يوم الأربعاء 4 مارس 2020
  - سجلت وزارة الصحة والسكان وإصلاح المستشفيات 4 إصابات جديدة، ووفقاً للوزارة هم من ذات العائلة ليرتفع العدد الكلي للاصابات إلى 12 إصابة[22]، فيما صرّحت مساءً عن خمس إصابات جديدة بالفيروس ليرتقع العدد الكلي في ذات اليوم حتى 17 إصابة مؤكدة.[23][24] حيث صرح مدير الصحة لمعسكر بوجود إصابتان مؤكدتان بفيروس كورونا، ويتعلق الأمر بسيدة تبلغ من العمر 78 سنة، وابنتها 54 سنة.[25]
- يوم السبت 7 مارس 2020
  - صرحت وزارة الصحة والسكان وإصلاح المستشفيات حالتين (2) جديدتين مؤكدتين، حيث تنتمي الحالة الأولى للعائلة السابقة والحالة الثانية لشخص عائد من إحدى البلدان الأوروبية ليرتقع العدد الكلي في ذات اليوم حتى 19 إصابة مؤكدة.[26]
- 8 مارس 2020
  - تأكيد إصابة جديدة بالفيروس ليصبح عدد المصابين المؤكدين 20 إصابة.[27]
- 11 مارس 2020
  - أعلنت وزارة الصحة والسكان وإصلاح المستشفيات في بيان لها أنه تم تسجيل خمس حالات جديدة من الإصابة بفيروس كورونا المستجد، بما في ذلك حالة وفاة، في الجزائر ليصل مجموع الحالات المسجلة إلى أربعة وعشرين حالة مؤكدة لحد الآن (صباح يوم الخميس)، ويتعلق الأمر بحالتين أقامتا في فرنسا، إحداها في ولاية سوق أهراس، والأخرى في ولاية تيزي وزو، وثلاث في ولاية البليدة.[28]
  - تسجيل خروج 8 مرضى تماثلوا للشفاء بعد أن لبثوا في الحجر الصحي بالمؤسسة العمومية الاستشفائية ببوفاريك.[28]
  - إجراء 662 فحصا، إلى غاية اليوم، على مستوى معهد باستور الجزائر من بينهم 638 فحصا سلبيا.[28]
- الخميس 12 مارس 2020
  - ارتفع عدد المصابين المؤكدين بفيروس كورونا إلى 26 حالة، وارتفع كذلك عدد الوفيات إلى 2 حسب بيان وزارة الصحة والسكان وإصلاح المستشفيات، الحالة الأولى تمثلت في رجل مسن (78 سنة) كان تحت الحجر الصحي بمستشفى البليدة.[29] والحالة الثانية لرجل عمره 55 سنة أقام لفترة في فرنسا قادمًا منها إلى سكيكدة، إلى جانب ذلك، غادر 10 أشخاص الحجز الصحي بعد شفائهم.[30][31]
  - اصابة امرأة عادت من فرنسا[32]
  - أما الشخص المتوفي الثاني فيبلغ 55 عامًا من ولاية سكيكدة بشرق البلاد وقد عاد مؤخراً من فرنسا.
- يوم 13 مارس 2020
  - ارتفع عدد المصابين المؤكدين بفيروس كورونا إلى 27 حالة (دون إحتساب الرعية الإيطالي[33]) والحالة الجديدة سجلت بالعاصمة لشخص يبلغ 36 سنة ويتعلق الأمر مغترب عاد حديثا من فرنسا.[34][35]
  - تأجيل جميع النشاطات العامة للمجلس الشعبي الوطني إلى وقت لاحق.[36]
  - تقديم العطلة الربيعية وإغلاق جميع المدارس (يشمل التعليم الابتدائي والمتوسط والثانوي) والجامعات، مراكز التكوين المهني، الزوايا والمدارس القرآنية، أقسام محو الأمية.[37][38]
  - اتفاق الجزائر والمغرب بعد التشاور على وقف الرحلات الجوية بين البلدين مُؤقتًا.[39]
- 14 مارس 2020
  - إرتفع عدد الوفيات إلى ثلاث وفيات حسب بيان وزارة الصحة والسكان وإصلاح المستشفيات، ويتعلق الأمر بامرأة تبلغ من العمر 51 سنة من ولاية البليدة، وسجل 10 حالات جديدة مؤكدة للفيروس ليبلغ مجموع الاصابات المؤكدة 37 حالة «7 سجلت بولاية البليدة، حيث  كانت باتصال مع الحالات الأولى وحالتين (2) بولاية تيزي وزو وحالة واحدة (1)  بالجزائر العاصمة.»، كما غادر 12 مصاب الحجر الصحي بعد التأكد من شفائهم[40]
- يوم 15 مارس 2020
  - إرتفع عدد الوفيات إلى أربعة وفيات منها آخرها لامرأة تبلغ من العمر 84 سنة من ولاية البليدة،[41] وتم تسجيل 11 حالة جديدة مؤكدة لفيروس كورونا (كوفيد-19)، وبذلك ارتفعت عدد حالات الإصابة المؤكدة بفيروس كورونا في الجزائر إلى 48 حالة،[42] وهذا حسب ما أعلنته وزارة الصحة والسكان وإصلاح المستشفيات.[41]
  - في المساء كشف مسؤول بمصلحة الوقاية والسكان التابعة لمديرية الصحة والسكان لولاية ادرار تأكید إصابة رعیة إيراني يعمل بالمجمع الغازي برقان. وقال صديقي محمد لـ«البلاد» إن الرعیة الإيراني الذي يشتغل بالمجمع الغازي برقان يخضع للحجر الصحي حالیا بمستشفى رقان وحالته مستقرة لحد الآن. وأضاف ذات المتحدث أن مصالحه من قبل مصالح معھد باستور.[43] كما سجلت وزارة الصحة والسكان وإصلاح المستشفيات 6 حالات جديدة ليرتفع بذلك مجموع الإصابات المؤكدة بالجزائر إلى 54 حالة من بينها أربع وفيات، من بين الحالات الستة الجديدة، خمسة منها سجلت بولاية البليدة كانت باتصال مع الحالات الأولى، فيما تعود الحالة الأخرى لرعية إيرانية متواجدة بولاية أدرار.[44]
  - أمر الوزير الأول الجزائري عبد العزيز جراد، بعد التشاور مع نظيره الفرنسي إدوارد فيليب، بوقف مؤقت لجميع الرحلات الجوية والبحرية بين الجزائر وفرنسا.[45]
  - أعلنت وزارة الشباب والرياضة تعليق جميع الأحداث الرياضية، في جميع التخصصات دون استثناء، وإغلاق جميع المنشآت الرياضية والشبابية والترفيهية حتى 5 أبريل.[46][47]
- يوم 16 مارس 2020
  - ارتفع عدد المصابين المؤكدين بفيروس كورونا إلى 60 حالة حسب بيان وزارة الصحة والسكان وإصلاح المستشفيات، ذلك بعد تسجيل إصابتين في الجزائر العاصمة، وإصابة واحدة بكل من ولاية برج بوعريرج، البويرة، تيزي وزو، عنابة.[48]
  - أول إصابة مؤكدة ولاية برج بوعريريج لشخص عائد من فرنسا عمره 38 سنة.[49]
- يوم 17 مارس 2020:
  - إرتفع عدد الوفيات إلى خمسة وفيات بعد تسجيل حالة وفاة جديدة بفيروس كورونا في البليدة.[50] وهي لشخص يبلغ من العمر 51 عامًا يعاني من مرض مزمن.[51]
  - سجلت أول حالة إصابة في ولاية بجاية، حسب ما أعلنت خلية الاتصال للولاية، وتتعلق الحالة المؤكدة بشخص يبلغ من العمر 42 سنة كان على اتصال مع مغترب قضى عطلته في الجزائر تأكدت إصابته بالفيروس بعد عودته إلى فرنسا.[52][53][54]
- في 18 مارس 2020:
  - سُجلت وفاة سادسة في ولاية البليدة، توفي رجل يبلغ من العمر 62 عامًا في 17 مارس. 12 حالة مؤكدة جديدة تتمثل في «أربعة (4) حالات بولاية الجزائر العاصمة وأربعة (4) حالات بولاية البليدة وحالة واحدة (1) بولاية بجاية وحالة واحدة (1) بولاية سكيكدة وحالة واحدة (1) بولاية تيزي وزو وحالة واحدة (1) بولاية المدية.»" وبه ارتفع العدد الإجمالي للحالات المؤكدة إلى 72.[55][56]
  - سجّلت مديرية الصحة لولاية الوادي مساء اليوم حالة وفاة جديدة بفيروس كورونا تتعلق برجل يبلغ من العمر 63 سنة توفي يوم الإثنین الماضي 16 مارس، تبين اليوم من نتائج التحليل التي أجريت على مستوى معهد باستور، أنه كان مصابًا فالفيروس. بالإضافة لإصابة مؤكدة لشقيقته، والمصابان شقيقان تلقيا العدوى من شقيقهما المقيم بالبليدة.[57][58][59]
  - أعلنت مديرية الصحة لولاية بومرداس مساء الیوم عن تسجیل أول حالة إصابة مؤكدة بفیروس كورونا في الولاية، ويتعلق الأمر بسیدة أتت من فرنسا، وقد وُضعت في الحجر الصحي بمستشفى برج منايل.[60] وبه يرتفع عدد الحالات المؤكدة إلى 75 حالة و 7 وفيات.[61]
  - أول إصابة مؤكدة بولاية عنابة تعود لشخص عائد من فرنسا عمره 34 سنة.[62]
- في 17 مارس 2020،
  - قرار لجنة الفتوى بوزارة الشؤون الدينية والأوقاف تعليق صلاة الجمعة والجماعة، وغلق المساجد في جميع أنحاء البلاد.[63]
  - تسريح نصف الموظفين ووقف جميع وسائل النقل في البلاد.[64][65][66]
- في 19 مارس 2020:
  - سجلت وزارة الصحة والسكان وإصلاح المستشفيات، 10 حالات جديدة مؤكدة لفيروس كورونا المستجد 2 (كوفيد-19)، ووفيتين، ليرتفع عدد الإصابات المؤكدة إلى 82 حالة منها ثمانية وفيات.[67]
  - في اليوم نفسه، سجلت حالة وفاة تاسعة في ولاية المدية، لرجل في 47 من العمر.و تسجيل 8 إصابات جديدة في ذات اليوم ويبلغ إجمالي الإصابات المؤكدة 90 شخصًا.[68] حالة الوفاة الأخيرة تعود للاعب الجودو الجزائري السابق عثمان تيجاني..[69] فيما تتوزع الإصابات بين 49 إصابة عند الرجال و41 إصابة عند النساء.[70]
  - أول إصابة مؤكدة بولاية سطيف ويتعلق الأمر بمغترب يبلغ من العمر 75 سنة.[71][72]
  - أول إصابة مؤكدة تتعلق حالة بمواطن من ولاية تيسيمسيلت، كان قد سافر إلى دولتي فرنسا وألمانيا يوم 3 مارس ودخل إلى الجزائر يوم 15 مارس .[73][73]
  - تعليق جميع الرحلات الداخلية الجوية شركة الخطوط الجوية الجزائرية وشركة طيران الطاسيلي وذلك خلال الفترة الممتدة من 22 مارس 2020، إلى غاية 4 أبريل 2020،[74][75][76]
- في 20 مارس 2020:
  - سجلت حالة وفاة عاشرة في الجزائر بعدما أعلنت مديرية الصحة والسكان لولاية الوادي عن وفاة الحالة الثانية المصابة بفيروس كورونا وهي أخت المتوفي الأول ببلدية المقرن.[77]
  - أعلن عن وفاة امرأة (77 سنة) بفيروس كورونا في أزفون ولاية تيزي وزو، ليرتفع بذلك عدد الوفيات بالفيروس إلى 11 حالة في الجزائر.[78]
  - أعلن مساء اليوم عن الوفاة رقم 12 وتتعلق بشيخ يبلغ من العمر 85 سنة يقيم ببلدية ششار ولاية خنشلة كان قد عاد من فرنسا قبل أيام. أُدخل المستشفى يوم 17 مارس 2020 وأظهرت نتائج التحاليل إصابته بفيروس كورونا يوم 20 مارس 2020 حيث كان قد توفي[79][80]
  - أعلنت السلطات الجزائرية أن 3328 مواطنا تم إخضاعهم للحجر الصحي.[81]
- في 21 مارس 2020:
  - أعلنت لجنة متابعة ورصد وباء كورونا التابعة لوزارة الصحة عن ارتفاع في عدد الوفيات بكورونا إلى 15 حالة بينهم 8 حالات من البليدة وأنهم مصابون بأمراض مزمنة حيث أن متوسط أعمارهم 64 سنة،[82] وارتفع عدد الحالات المؤكدة إلى 139 حالة، فيما سجلت 22 حالة تماثلت للشفاء،[83]
  - سجلت المصالح الاستشفائية أول حالة مؤكدة للإصابة بفيروس كورونا المستجد بتيبازة، ويتعلق الأمر بشاب من مدينة الدواودة يبلغ من العمر 29 سنة ويعمل كمرشد سياحي، يوجد قيد الحجر الصحي بمستشفى تاقزايت عبد القادر بتيبازة.[84]
  - تنصيب لجنة متابعة ورصد وباء كورونا.[85][86]
- 22 مارس 2020:
  - ارتفعت حالات الإصابة المؤكدة بفيروس كورونا في الجزائر إلى 201 حالة منها 17 حالة وفاة.[87][88] المتوفان هما مغتربان في فرنسا من ولايتي بجاية (82 سنة) وخنشلة (85 سنة).[88]
  - تسجيل أول حالة مؤكدة بولاية ورقلة لفيروس كورونا امواطنة جزائرية ويتعلق الأمر بعجوز في العقد الثامن من العمر قدمت من البقاع المقدسة وتقطن بقرية عوينة موسى التابعة لدائرة أنقوسة بورقلة.وتسجيل إصابتين جديدتين بفيروس كورونا في ولاية سطيف.[89][90]
  - كشف المستشفى الجامعي ابن باديس في قسنطينة اليوم عن تسجيل أول حالة لفيروس كورونا، والذي أصاب امرأة تبلغ من العمر 58 سنة، عادت مؤخرا من فرنسا، أين كانت في رحلة علاج.[91]
- 23 مارس 2020:
  - تسجيل 29 حالة جديدة مؤكدة، ليصل العدد الإجمالي إلى 230 حالة مؤكدة موزعة على 21 ولاية منها 125 في ولاية البليدة ما يعادل 54% وذلك دون تسجيل أي حالة وفاة اليوم، حسب ما صرح به الناطق الرسمي للجنة رصد ومتابعة فيروس كورونا، البروفسور جمال فورار.[92]
  - قرار بتطبيق حجر صحي كامل على ولاية البليدة لعشرة أيام، وجزئيا في الفترة الليلية (من الساعة السابعة مساء (19 سا 00) إلى الساعة السابعة صباحا لليوم الموالي (07سا00)) على العاصمة.[93][94][95]
  - قرار بغلق كلي للمقاهي والمطاعم والمحلات، باستثناء محلات المواد الغذائية (المخابز والملبنات والبقالات ومحلات الخضر والفواكه).[93][94][95][96]
  - دخول مخبر التحاليل للكشف عن فيروس كورونا بالصديقية (وهران) والتابع لمعهد باستور حيز الخدمة.[97]
- 24 مارس 2020
  - ارتفع عدد الحالات المؤكدة للإصابة إلى 264 موزعة على 25 ولاية وعدد الوفيات إلى 19 وفاة بعد تسجيل 34 حالة جديدة مؤكدة وحالتي وفاة جديدة والتي بخصوص حالتي الوفاة، برجل يبلغ من العمر 72 سنة من ولاية تيزي وزو انتقلت العدوى إليه من ابنته المغتربة وآخر مغترب عمره 70 سنة من ولاية بومرداس.[98][99][100][101]
  - سُجل 24 حالة شفاء، كما يوجد 388 شخص مشتبه به تحت الرقابة في انتظار ظهور نتائج التحاليل الخاصة بهم.[99]
  - معدل عمر الضحايا هو 67 سنة.[99]
  - بدأ تطبيق الحجر الصحي التام على ولاية البليدة وحظر التجول على العاصمة من السابعة مساءا إلى السابعة صباحا.[102][103]
- 25 مارس 2020
  - ارتفع عدد الحالات المؤكدة للإصابة إلى 302 بتسجيل 38 حالة جديدة، حيث أن 90 بالمائة من الحالات قادمة من أوروبا.[104][105][106]
  - ارتفعت حصيلة الوفيات ليصل العدد إلى 21 وفاة بعد تسجيل حالتين جديدتين اولاهما سجلت بولاية تيبازة لشخص يبلغ من العمر 42 سنة وهو يعمل بولاية البليدة، في حين تتعلق الوفاة الثانية بإمراة من قسنطينة تبلغ من العمر 58 سنة، عادت من فرنسا في 14 مارس الجاري،[104][105][106][107]
  - أعلنت وزارة الصحة الجزائرية أنها أخضعت 2500 شخص لتحاليل فيروس كورونا منذ ظهوره بالجزائر بداية مارس الجاري.[108]
  - إصدار لجنة الفتوى، لدى وزارة الشؤون الدينية، لفتوى متعلقة بدفن المصابين.[109][110]
  - دخول ملحقة قسنطينية التابعة لمعهد باستور بالعاصمة حيز الخدمة بمعهد البيوتكنلوجيا، من أجل التكفل بإجراء التحاليل الخاصة بفيروس كورونا بالولايات الشرقية للبلاد.[111]
- 26 مارس 2020
  - ارتفع عدد الحالات المؤكدة للإصابة إلى 367 بتسجيل 35 حالة جديدة[112][113][114]
  - ارتفعت حصيلة الوفيات ليصل العدد إلى 25 وفاة بعد تسجيل أربعة حالات.[112][113][114]
  - سجلت قسنطينة وفاتين ويتعلق الأمر بشيخ 90 سنة كان على احتكاك بمغترب، والثانية للمرأة عائدة من فرنسا تبلغ من العمر 58 سنة.[114]
  - الوفاة الثالثة بولاية تيزي وزو لمرأة تبلغ من العمر 53 سنة كانت على احتكاك مع مغترب.[114]
  - الوفاة الرابعة في سائق سيارة إسعاف بمستشفى بوفاريك بولاية البليدة.[114]
  - 36 ولاية التي مسها المرض، منها 22 ولاية بها بين حالة إلى 3 حالات.[114]
  - تسجيل أول حالة مؤكدة بولاية الأغواط، وهي امرأة تبلغ من العمر 38 سنة تقطن بولاية البليدة وتعمل أستاذة بمنطقة أولاد يعيش، حيث كانت في زيارة عائلية لأسرتها التي تقيم بحاسي الرمل.[115]
- 27 مارس 2020
  - ارتفع عدد المصابين المؤكدين بفيروس كورونا إلى 409 حالة حسب بيان وزارة الصحة والسكان وإصلاح المستشفيات، ذلك بعد تسجيل 42 حالة إصابة جديدة.[116][117][118]
  - ارتفاع عدد الوفيات إلى 26 حالة، بعد تسجيل حالة وفاة جديدة تتعلق بجزائرية مغتربة تبلغ من العمر 71 عام من ولاية برج بوعريرج.[116][117][118]
  - عدد حالات التعافي من الوباء بقي مستقرا عند 29 حالة.[117][118]
  - توسيع اجراءات الحجر الجزئي إلى الولايات التسع التالية: باتنة، تيزي وزو، سطيف، قسنطينة، المدية، وهران، بومرداس، الوادي وتيبازة. وسيطبق هذا الإجراء في الولايات التسع ابتداء من السبت 28 مارس 2020 وتخص الفترة الزمنية من الساعة ال 19 إلى غاية الساعة السابعة صباحا".[119][120]
  - تسجيل ثالث حالة إصابة مؤكدة بولاية سيدي بلعباس، وتخص شخصا في الـ 53 سنة من العمر.[121]
  - زوالًا وصل فريق طبي صيني إلى الجزائر على متن رحلة للخطوط الجوية الجزائرية، ويتكون الفريق الطبي من 12 طبيبا و 8 مساعدين، نقل معه أجهزة طبية متطورة.[122][123]
- 28 مارس 2020
  - ارتفاع عدد المصابين بفيروس كورونا إلى 454 بعد تسجيل 45 إصابة جديدة.[124][125][126][127][128]
  - ارتفع عدد الوفيات منذ تفشي الفيروس إلى 29 وفاة، بعد تسجيل 3 وفيات جديدة، وتتعلق رجل يبلغ من العمر 65 سنة يقطن بالجزائر العاصمة وهو عائد من اداء مناسك العمرة، والوفاة الثانية من المدية ويتعلق الأمر بشيخ يبلغ من العمر 84 سنة وهو عم الضحية الأولى التي سجلت بنفس الولاية، أما الضحية الثالثة تخص رجل يبلغ من العمر 45 سنة يقطن بولاية مستغانم قام بزيارة إلى دولة إسبانيا.[126][127][128]
  - تماثل شخصين مصابين للشفاء على مستوى كل من ولاية بسكرة والبويرة ليرتفع عدد الحالات التي تماثلت للشفاء 31 حالة.[126][127][128]
  - الجزائر تستلم مساعدات طبية من الصين لمواجهة وباء كورونا.[129]
- 29 مارس 2020
  - ارتفاع الحصيلة إلى 511 إصابة بعد تسجيل 57 إصابة أخرى بفيروس كورونا[130][131]
  - ارتفاع عدد الوفيات إلى 31 حالة وفاة بعد تسجيل وفاتين جديدتين ويتعلق برجل مغترب من تيزي وزو عمره 75 سنة، وشخص عمره 64 سنة من ولاية عين الدفلى.[130][131]
  - عدد الأشخاص المتعافين من الوباء بالمستشفيات استقر عند 31 حالة،[130][131]
  - مازال الوباء منحصرا في 36 ولاية كما كان الحال سابقا.[130][131]
  - دخول الملحق الجهوي لمعهد باستور بولاية ورقلة حيز التشغيل رسميا للتكفل بتحاليل الكشف عن فيروس كورونا لولايات الجنوب الشرقي[130][132]
- 30 مارس 2020
  - تسجيل 73 حالة إصابة جديدة بفيروس كورونا في الجزائر ليرتفع العدد الاجمالي إلى 584 حالة مؤكدة[133][134]
  - تسجيل أربع (4) وفيات جديدة ليرتفع العدد إلى 35 حالة وفاة، حالة الوفاة الأولى سجلت بولاية بجاية وهي لرجل (59 سنة) كان باحتكاك مع مغترب بفرنسا والثانية بولاية البليدة لرجل (69 سنة)، فيما تم تسجيل حالتي الوفاة الاخريين بولاية وهران وتتعلقان برجل (67 سنة) وامرأة (73 سنة).[133][134]
  - ارتفاع عدد الحالات التي تماثلت للشفاء إلى 37 حالة بعد تسجيل 6 حالات جديدة تماثلت للشفاء.[130][131]
  - رحيل الأستاذ نور الدين زيدوني اثر إصابته بفيروس كورونا، الراحل كان أستاذا بالمعهد العالي لمهن فنون العرض والسمعي بصري ببرج الكيفان وكان يدرس مقياس السينوغرافيا.[135][136][137]
  - قررت الحكومة الصينية بناء مستشفى في الجزائر، يخصص لتوفير الخدمات الصحية الموجهة لمحاربة فيروس كورونا المستجد.[138]
- 31 مارس 2020
  - تسجيل 132 إصابة جديدة ليرفع الحصيلة إلى 716 إصابة.[139][140]
  - تسجيل تسع (9) وفيات جديدة ليرتفع العدد إلى 44 حالة وفاة، حالات الوفاة الجديدة تمثلت في 3 (4[141]) حالات بالبليدة (أعمارهم 32 و57 و73 سنة)، و2 بسطيف، و3 حالات بكل من برج بوعريريج وتيبازة ووهران.[139][140]
  - استقرار عدد الحالات التي شفيت من الوباء عند الرقم 37.[139][140]
  - إصابة والي ولاية معسكر عبد الخالق صيودة بفيروس كورونا.[142][143]
  - تأجيل النسخة ال19 من ألعاب البحر الأبيض المتوسط، التي كانت مقررة من 25 يونيو 2021 إلى 5 يوليو 2021 بوهران، بسنة، حيث ستنظم في 2022.[144]

### أبريل 2020
- 1 أبريل 2020
  - ارتفاع عدد الإصابات الجديدة بفيروس كورونا إلى 846 إصابة، بعد تسجيل 131 إصابة جديدة خلال الـ24 ساعة المنصرمة[145][146]
  - ارتفع عدد الوفيات منذ تفشي فيروس كورونا إلى 58 وفاة منذ تفشي الفيروس مع تسجيل 14 وفاة خلال الـ24 ساعة [145].[146] والوفيات فكانت بخمس حالات وفاة في الجزائر العاصمة، و3 حالات بالبليدة ووفاة واحدة في كل من غرداية وأم البواقي وغيليزان وعين تيموشنت بالإضافة إلى المدية وتيزي وزو.[145]
  - ارتفاع عدد الحالات التي تماثلت للشفاء إلى 64 حالة بعد تسجيل 18 حالة جديدة تماثلت للشفاء.[145]
  - أعلنت وزارة الشباب والرياضة عن تمديد تعليق كل المنافسات الرياضية إلى غاية 19 أفريل، بعدما تم تأجيلها في وقت سابق إلى الخامس من نفس الشهر، في إطار مخطط الحكومة المتعلق بالوقاية ومحاربة وباء كورونا .[147][148]
- 2 أبريل 2020
  - سجلت 139 حالة إصابة جديدة مؤكدة بفيروس كورونا في الجزائر ليرتفع العدد الاجمالي إلى 986 حالة مؤكدة.[149][150][151][152]
  - فيما سجلت 52 حالات وفاة جديدة ليصل العدد إلى 83 وفاة.[149][150][151][152]
  - سجلت الوفيات الجديدة في ولايات البليدة (5 حالات)، الجزائر (5)، سطيف (4)، المدية (4) عين الدفلى (2) وحالة واحدة فقط بولايات تيارت وأم البواقي وتيبازة وبومرداس وباتنة.[153]
  - سجلت ولاية تيارت أول حالة وفاة بفيروس كورونا المتجدد، لشخص يبلغ من العمر 65 سنة، بمستشفى يوسف دماجري، تم دفنه بمقبرة طريق قاسمة بمدينة تيارت.[154]
  - غادر المسافرون الـ646، الذين خضعوا للحجر الصحي في مركب الأندلسيات بوهران، اليوم، إقامتهم المؤقتة التي استغرقت 15 يوما، بعد تأكد سلامتهم جميعا من وباء.[155]
- 3 أبريل 2020
  - سجلت 185 حالة إصابة جديدة مؤكدة بفيروس كورونا خلال ال24 ساعة الاخيرة ليرتفع العدد الاجمالي إلى 1171 حالة مؤكدة.[156]
  - سجلت 22 حالة وفاة جديدة ليصل العدد إلى 105 حالة وفاة.[156]
  - رفع الحجر الصحي من فنادق الحـجر الصحي بعدة ولايات وهي كالآتي:[157]
    - أزيد من 700 شخص من فندق مزافرون بزرالدة
    - 153 مقيما بمركب القرن الذهبي بتيبازة
    - 58 شخصا كانوا تحت الحجر الصحي ببلدية شعبة اللحم بعين تموشنت
    - 257 شخص بصابلات في مستغانم

  - أعلنت وزارة التربية، رسميا تمديد تعليق الدراسة إلى 19 أبريل الجاري.[158]
  - استثنت السلطات العمومية لولاية الجزائر العديد من النشاطات التجارية والخدمات الضرورية للمواطنين واستمرارية النشاط الاقتصادي للبلاد من الإجراءات الأخيرة الاحترازية المتزامنة وانتشار فيروس كورونا والتي تقتضي الغلق.[159][160]
  - وصول أول فوج من الجزائريين والذي يضم 212 شخصا الذين كانوا عالقين بتركيا إلى الجزائر إلى فندق “مازافران” لقضاء فترة الحجر الصحي الإحترازي.[161]
- 4 أبريل 2020
  - ارتفعت الحالات المؤكدة إلى 1251 حالة بعد تسجيل 80 حالة جديدة خلال 24 ساعة الأخيرة.[162][163][164]
  - ارتفع العدد الإجمالي للوفيات جراء الإصابة بفيروس كورونا في الجزائر إلى 130 وفاة، بعد تسجيل 25 حالة وفاة جديدة.[162][163][164]
  - يخضع 626 مريضا حاليا للبروتوكول العلاجي (المتضمن لكلوروكين)الذي أقرته وزارة الصحة.[163][164]
  - إجراءات حجر جديدة يسري مفعلوها "ابتداء من يوم الأحد 5 أبريل 2020، وتظل سارية إلى غاية يوم الأحد 19 أبريل 2020".[165][166]
    - تظل ولاية البليدة خاضعة لإجراء الحجر الكلي.
    - توسيع الحجز الجزئي لثمانية وثلاثين (38) ولاية جديدة "يشمل الفترة الزمنية بين الساعة السابعة مساء والساعة السابعة صباحا.
    - تمديد الحجم الساعي ليصبح مطبقا من الساعة الثالثة بعد الظهر إلى الساعة السابعة صباحا، بالنسبة للولايات التسع (09) الآتية: الجزائر، وهران، بجاية، سطيف، تيزي وزو، تيبازة، تلمسان، عين الدفلى والمدية.
- 5 أبريل 2020
  - سجلت 69 حالة إصابة جديدة مؤكدة بفيروس كورونا في الجزائر ليرتفع العدد الإجمالي إلى 1320 حالة مؤكدة،[167][168]
  - سجلت 22 حالة وفاة جديدة ليصل العدد إلى 152 حالة وفاة،[167][168] ستة وفيات في كل من ولاية البليدة والجزائر العاصمة، واثنتان في ولاية برج بوعريريج وواحدة في كل من ولاية تيزي وزو وولاية غليزان وولاية عنابة وولاية عين الدفلى وولاية تيبازة وولاية الشلف وولاية تبسة وولاية أدرار.[169]
  - وصول أول طلبية لوسائل الحماية من فيروس كورونا إلى مطار هواري بومدين الدولي (الجزائر العاصمة) قادمة من مدينة شانغهاي الصينية، تتمثل في 8.5 مليون كمامة من نوع ثلاث طبقات و 100.000 كمامة مرشحة من نوع «اف اف أف بي 2» (FFP2).[170]
- 6 أبريل 2020
  - بلغ عدد حالات الإصابة المؤكدة الجديدة 103 حالة وبهذا تصل الحصيلة الاجمالية لحد الآن للاصابات إلى 1423 حالة.[171][172][173]
  - سُجل 21 حالة وفاة جديدة ليرتفع عدد الوفيات إلى 173.[172][173] سجلت الوفيات الجديدة في الجزائر العاصمة مع 6 وفيات، وهران (3)، البليدة (2)، برج بوعريريج (2)، تيسمسيلت (2) وحالة واحدة في كل من بجاية، جيجل، قسنطينة، بسكرة، ام البواقي وورقلة.[171][174]
  - وفاة طفلة عمرها 9 سنوات بفيروس كورونا في ورقلة.[175]
  - قررالضباط السامون للحماية المدنية من مديرين مركزيين ومديدري الولايات التبرع براتب شهر لدعم جهود الدولة لمواجهة وباء كورونا.[176]
- 7 أبريل 2020
  - بلغ عدد حالات الإصابة المؤكدة الجديدة 45 حالة وبهذا تصل الحصيلة الاجمالية لحد الآن للاصابات إلى 1463حالة.[177]
  - سُجلت 20 حالة وفاة جديدة ليرتفع عدد الوفيات إلى 193.الوفيات المسجلة موزعة عبر 9 ولايات كالآتي: البليدة (11 حالة) والجزائر العاصمة (2) وحالة (1) واحدة في كل من ولايات بجاية وتيزي وزو ومستغانم وبرج بوعريريج وبومرداس وسطيف وباتنة.[177]
  - استلم مستشفى عين الكبيرة (20 كلم شمال سطيف) 200 جهاز سريع من طرف معهد باستور بالعاصمة في دفعة أولى، من مجموع 400 جهاز كشف، لإجراء اختبارات الكشف السريع عن فيروس كورونا المستجد «كوفيد-19».[178]
- 8 أبريل 2020
  - بلغ عدد حالات الإصابة المؤكدة الجديدة 104 حالة وبهذا تصل الحصيلة الاجمالية لحد الآن للاصابات إلى 15572 حالة.[179][180]
  - سُجلت 12حالة وفاة جديدة ليرتفع عدد الوفيات إلى 205.الوفيات الجديدة والبالغ عددها 12، فقد وزعت عبر 5 ولايات.[179][180] كالآتي: 5 في البليدة و3 في الجزائر العاصمة وحالتان (2) ببجاية وحالة واحدة بكل من ولايتي تيبازة وقسنطينة.[181]
  - بلغ عدد الحالات التي تماثلت للشفاء 237 حالة غادرت هياكل العلاج، فيما يبقى عدد الحالات التي خضعت للعلاج بالبروتوكول الجديد 1248 حالة.[179][180]
- 9 أبريل 2020
  - سُجلت 94 حالة إصابة جديدة مؤكدة بفيروس كورونا خلال ال24 ساعة الماضية في الجزائر ليرتفع العدد الإجمالي للإصابات إلى 1666 حالة مؤكدة.[182]
  - سجلت 30 حالة وفاة جديدة ما بين 31 مارس و 9 أبريل ليصل العدد إلى 235 حالة وفاة.[182]
  - الوفيات المسجلة موزعة عبر 34 ولاية فيما توزع حالات الوفيات المسجلة خلال الفترة المذكورة (31 مارس و 9 أبريل) عبر عشر ولايات. ويتعلق الامر بالجزائر العاصمة (13 حالة) والبليدة (5 حالات) وبجاية (2) ووهران (2) وجيجل (2) والوادي (حالة واحدة) وباتنة (1) والمسيلة (1) وعنابة (1).[182]
  - ارتفع العدد الإجمالي للحالات التي تماثلت للشفاء ليصل إلى 347 حالة من بينها 123 حالة بالبليدة و 96 حالة بالجزائر العاصمة.[182]
  - عدد المرضى الذين خضعوا للعلاج الجديد (الكلوروكين) ارتفع ليصل إلى 1704 شخص.[182]
- 10 أبريل 2020
  - سجلت وزارة الصحة ارتفاعا في عدد الإصابات المؤكدة بفيروس كورونا بـ 95 حالة جديدة، ليصل العدد الإجمالي إلى1761.[183][184]
  - سُجلت خلال 24 ساعة الأخيرة ارتفاعا في عدد الوفيات بـ 21 حالة. ليصل العدد إلى 256 وفاة. والوفيات الجديدة موزعة عبر 11ولاية.[184] وهي تتعلق بكل من البليدة (6 وفيات)، الجزائر العاصمة (6 وفيات) ووفاة واحدة في كل من وهران، تيزي وزو، تيبازة، بومرداس، المسيلة، بسكرة، الجلفة، معسكر، والبويرة.[183]
  - وارتفع العدد الإجمالي للحالات التي تماثلت للشفاء إلى 405، منها 126 بالبليدة، و 133 بالعاصمة.[183][184]
  - خضع 1712 حالة للعلاج ببروتوكول “كلوروكين”، منهم الحالات التي شُخصت بالأشعة والسكانير.[183][184]
  - وصلت صباح اليوم الجمعة، إلى مطار هواري بومدين الدولي بالعاصمة قادمة من بكين، ثاني طلبية من المعدات الطبية وتشمل الشحنة التي تقدر بـ 30 طن وسائل الحماية (500 ألف كمامة من نوع اف أف بي 2 (FFP2)) وأجهزة تشخيص فيروس كورونا (40 ألف مشخص) وأجهزة تنفس اصطناعي (100 جهاز) على متن طائرتين تابعتين للقوات الجوية للجيش الوطني الشعبي، في ظرف 38 ساعة.[185]
  - صرح البروفسور رضا محياوي، عضو لجنة رصد ومتابعة تفشي فيروس كورونا بأن العلاج بالكلوروكين الذي دعت إلى وصفه وزارة الصحة منذ 23 مارس إلى جانب دواء زيتروماكس «قد أثبت نجاعته وساهم في تحسين حالات المرضى»، وأن حالات الإصابة بهذا الفيروس التي خضعت للعلاج لم تتعرض إلى مضاعفات استنادا إلى النتائج الأولية.
- 11 أبريل 2020
  - سُجلت 64 حالة إصابة جديدة مؤكدة بفيروس كورونا خلال ال24 ساعة الماضية في الجزائر ليرتفع العدد الإجمالي للإصابات إلى 1825حالة مؤكدة.[186][187]
  - سجلت 19 حالة وفاة جديدة، ليصل العدد الإجمالي إلى 275 وفاة.[186] الوفيات المسجلة موزعة عبر ست ولاية بكل من تيبازة (5 حالات) والبليدة (4) وتلمسان (4) والجزائر العاصمة (3) والوادي (2) بجاية (1).[187]
  - تماثل للشفاء 55 حالة خلال 24 ساعة الاخيرة، ليرتفع العدد إلى 460.[186][187]
  - لحد اليوم خصصت وزارة الصحة 6 000 سرير مدعم بجهاز للتنفس الاصطناعي.[187]
- 12 أبريل 2020
  - سجلت 89 حالة إصابة جديدة مؤكدة بفيروس كورونا في الجزائر خلال ال24 ساعة الماضية ليرتفع العدد الاجمالي إلى 1914 حالة مؤكدة.[188]
  - سجلت 18 حالة وفاة ما بين 1 و 12 أبريل الجاري من بينها 12 حالة خلال ال72 ساعة الاخيرة عبر 7 ولايات، ليصل العدد الإجمالي للوفيات إلى 293 حالة، الوفيات المسجلة موزعة عبر سبع ولايات، مشيرا إلى أن الامر يتعلق بكل من الجزائر العاصمة (7 حالات)، البليدة (5)، بجاية (2) وحالة واحدة بكل من الوادي، وهران، بومرداس وميلة، ليبلغ عدد الوفيات 293 موزعة عبر 34 ولاية.[188]
  - عدد الحالات التي تماثلت للشفاء 591 حالة من بينها 261 في الجزائر العاصمة و 133 في ولاية البليدة.[188]
- 13 أبريل 2020
  - سجلت 69 حالة إصابة جديدة مؤكدة بفيروس كورونا في الجزائر خلال الـ 24 ساعة الماضية ليرتفع العدد الاجمالي إلى 1983 حالة مؤكدة.[189]
  - سجلت 18 حالة وفاة جديدة ليصل العدد الإجمالي للوفيات إلى 313 حالة، الوفيات الجديدة موزعة عبر عشر (10) ولايات، مشيرا إلى أن الامر يتعلق بكل من الجزائر العاصمة (4 حالات) والبليدة (4) وسيدي بلعباس (4) وقسنطينة (2) وحالة واحدة في كل من معسكر والبويرة ومستغانم وبرج بوعريرج وغرداية وأم البواقي.[189]
  - عدد الحالات التي تماثلت للشفاء 601 حالة 59 بالمائة منها بكل من الجزائر العاصمة والبليدة.[189]
  - عدد الحالات التي مرت بالمستشفيات منذ ظهور الوباء 2999 شخص ما بين حالات مؤكدة ومشتبه فيها. ومكث 203 مريض في العناية المركزة.[189]
- 14 أبريل 2020
  - سجلت 87 حالة إصابة جديدة مؤكدة بفيروس كورونا في الجزائر خلال ال24 ساعة الماضية ليرتفع العدد الاجمالي إلى 2070 حالة مؤكدة.[190][191]
  - سجلت 13 حالة وفاة جديدة ليصل العدد الإجمالي للوفيات إلى 326 حالة.[190][191] الوفيات الجديدة موزعة عبر 7 ولايات.[192] ويتعلق الامر بالجزائر العاصمة (4 حالات) والبليدة (2 حالتين) بالإضافة إلى حالتين (02) بالمسيلة وحالتين (02) بولاية تيبازة، كما تم تسجيل حالة وفاة واحدة (01) بكل من ولايات برج بوعريرج وغرداية وسكيكدة .[190]
  - ارتفع عدد المتماثلين للشفاء من الفيروس إلى 691، مع تسجيل 91 حالة شفاء جديدة.[191][192]
  - خضع لحد الآن 2679 مصاب للعلاج البروتوكول الجديد.[191]
  - اطلقت وزارة المؤسسات الصغيرة والمؤسسات الناشئة واقتصاد المعرفة بالتعاون مع عدة قطاعات ومتعاملي التجارة الالكترونية مبادرة تعمل على توفير منصات رقمية للمواطن لتمكنه من اقتناء المواد الغذائية عبرها دون الحاجة إلى التنقل إلى الخارج وذلك تشجيعا لاحترام التدابير الوقائية خلال فترة الحجر الصحي عن طريق توفير خدمات الطلب والدفع والتسليم .[193]
- 15 أبريل 2020
  - وصل العدد الإجمالي للوفيات منذ بداية انتشار الجائحة في الجزائر ارتفع إلى 336 وفاة بعد تسجيل 10 وفيات جديدة.[194] سجلت عبر 6 ولايات.[195] ويتعلق الامر بالجزائر العاصمة (4 حالات) والبليدة (2) وحالة واحدة بولايات كل من سيدي بلعباس وجيجل وقسنطينة وهران.[196]
  - وصل العدد الإجمالي للإصابات فقد بلغ 2 160 حالة بعد تسجيل 90 إصابة جديدة في الـ24 ساعة الأخيرة.[194]
  - تماثل 708 مصابا بفيروس كورونا إلى الشفاء، منهم 17 شخصا في 24 ساعة الاخيرة.[195]
  - تخضع 3 213 حالة للعلاج.[195]
- 16 أبريل 2020
  - سجلت 108 حالة إصابة جديدة مؤكدة بفيروس كورونا في الجزائر خلال ال24 ساعة الماضية ليرتفع العدد الاجمالي إلى 2268 حالة مؤكدة.[197]
  - سجلت 12 حالة وفاة جديدة موزعة عبر ثماني 8 ولاية ويتعلق الامر بالجزائر العاصمة (3 حالات) والبليدة (3 حالات) وحالة وفاة واحدة بكل من ولايات بجاية، خنشلة، ورقلة سكيكدة، تيبازة وعنابة ليصل العدد الاجمالي للوفيات 348 حالة.[197]
  - ارتفاع في عدد الذين تماثلوا للشفاء إلى 783 حالة 46 بالمائة منهم بالعاصمة والبليدة مع وجود 59 مصابا اخرا تحت العناية المركزة.[197]
  - معدل عمر الاشخاص المصابين هو 53 بالمائة بالنسبة للفئة ما بين 25 و60 سنة في حين أن 38 بالمائة يمثلون فئة 60 سنة فما فوق.[197]
  - عدد الاشخاص الذين يخضعون للعلاج هو3495 من بينها 1424 حالة مؤكدة حسب التحاليل المخبرية و2071 حالة محتملة حسب تحاليل الاشعة والسكانير.[197]
- 17 أبريل 2020
  - سجلت 150 حالة إصابة جديدة مؤكدة ر ليرتفع العدد الاجمالي إلى 2418 حالة مؤكدة.[198]
  - سجلت 16 حالة وفاة جديدة ليصل العدد الإجمالي للوفيات 364 حالة، الوفيات الجديدة التي سجلت ما بين 8 و16 أبريل الجاري موزعة عبر إحدى عشر (11) ولاية. ويتعلق الامر بالجزائر العاصمة (3 حالات) والبليدة (حالتان) وتيزي وزو (2) وبرج بوعريرج (2) وحالة وفاة واحدة بكل من ولايات بجاية وورقلة وبسكرة وقسنطينة وسطيف وغرداية ووهران.[198]
  - عدد الاشخاص الذين يخضعون للعلاج هو 3635 من بينها 1529 حالة مؤكدة حسب التحاليل المخبرية و 2106 حالة مشتبهة حسب تحاليل الاشعة والسكانير.[198]
  - وصلت صباح اليوم إلى مطار هواري بومدين الدولي (الجزائر العاصمة)، ثالث طلبية من الوسائل الطبية ومستلزمات الحماية، وتشمل هذه المعدات على شحنة تقدر ب 36 طن من وسائل الحماية وأجهزة تشخيص فيروس كورونا تم شرائها من الصين ونقلت من بكين إلى الجزائر على متن طائرتين تابعتين للقوات الجوية للجيش الوطني الشعبي، في ظرف 38 ساعة.[199]
- 18 أبريل 2020
  - سجلت 116 حالة إصابة جديدة مؤكدة بفيروس كورونا في الجزائر ليرتفع العدد الاجمالي إلى 2534 حالة مؤكدة.[200]
  - سجلت 3 حالات وفاة جديدة خلال ال24 ساعة الأخيرة بولاية البليدة ليصل العدد الإجمالي للوفيات إلى 367 حالة.[200]
  - عدد الحالات التي تماثلت للشفاء ارتفع ليصل إلى 894 حالة.[200]
  - أقرت الحكومة بتجديد العمل بنظام الحجر الصحي الحالي وكذا مجمل التدابير الوقائية المرافقة له لفترة إضافية مدتها عشرة (10) أيام إلى غاية يوم 29 أبريل 2020، ويتمثل النظام المعمول به حاليا في «الحجر الشامل بالنسبة لولاية البليدة، الحجر الجزئي ابتداء من الساعة الثالثة زوالا إلى غاية الساعة السابعة من صباح اليوم الموالي، بالنسبة للولايات التسع (09) الآتية: بجاية، تلمسان، تيزي وزو، الجزائر العاصمة، سطيف، المدية ، وهران ، تيبازة وعين الدفلى»، إلى جانب «الحجر الجزئي ابتداء من الساعة السابعة مساء إلى غاية الساعة السابعة من صباح اليوم الموالي بالنسبة لباقي للولايات الثماني والثلاثين (38)».[201]
  - أعلنت وزارة الشباب والرياضة في الجزائر تمديد تعليق الأنشطة الرياضية في البلاد لمدة عشرة أيام أخرى، حتى يوم 29 أبريل الجاري، في إطار التدابير الوقائية التي تهدف إلى احتواء تفشي فيروس وباء كورونا المستجد.[202]
- 19 أبريل 2020
  - سجلت 95 حالة إصابة جديدة مؤكدة بفيروس كورونا في الجزائر ليرتفع العدد الاجمالي إلى 2629 حالة مؤكدة.[203]
  - سجلت 8 حالات وفاة جديدة ليصل العدد الإجمالي للوفيات إلى 375 حالة.[203]
  - عدد الحالات التي تماثلت للشفاء ارتفع ليصل إلى 1047، مشيرا إلى أن 153 من هذه الحالات سجلت خلال ال24 ساعة الماضية.[203]
  - بلغ عدد الاشخاص الذين يخضعون للعلاج 4156 وتشمل 1571 حالة مؤكدة حسب التحليل المخبري و 2585 حالة مشتبهة حسب التحليل بالأشعة والسكانير، فيما يتواجد 46 مريضا حاليا في العناية المركزة.[203]
- 20 أبريل 2020
- سجلت 89 حالة إصابة جديدة مؤكدة بفيروس كورونا في الجزائر ليرتفع العدد الاجمالي إلى 2718 حالة مؤكدة، فيما سجلت 9 وفيات جديدة خلال 24 ساعة الاخيرة ليصل العدد الإجمالي للوفيات إلى 384 حالة.[204]
- ارتفعت حالات الشفاء إلى 1099 شخصا بعد تسجيل 52 حالة تعافي جديدة.[205][206]
- تخضع 4205 حالة للعلاج ببروتوكول كلوروكين، منها 1587 حالة مؤكدة حسب التحليل المخبري بي سي ار، و2618 مشتبهة حسب تحليل الاشعة والسكانير.[206]
- أكدت لجنة الفتوى بوزارة الشؤون الدينية، أنه لا يجوز إفطار شهر رمضان بسبب وباء كورونا لأنه لا علاقة للمرض بشعيرة الصيام، كما أعلنت منع صلاة التراويح لوجود خطر لانتشار الفيروس. وتشمل الفتوى تحريم إفطار الطواقم الطبية التي تتكفل بعلاج مرضى كورونا، والأسلاك الذين يعملون لمواجهة الوباء إلا لمشقة لا يمكن تحملها.[207][208]
- أكد وزير الصحة أن وفاة 18 شخصا من قطاع الصحة بسبب جائحة كورونا، وأن 200 شخص من القطاع الطبي أظهرت نتائج تحاليلهم إيجابية لاختبار الفيروس كورونا المستجد 2019.[209]
- 21 أبريل 2020
  - سجلت 93 حالة إصابة جديدة مؤكدة بفيروس كورونا في الجزائر ليرتفع العدد الاجمالي إلى 2811 حالة مؤكدة، فيما سجلت 8 وفيات جديدة خلال 24 ساعة الاخيرة، ليصل العدد الإجمالي للوفيات إلى 392 حالة.[210]
  - ارتفع عدد الحالات التي تماثلت للشفاء إلى 1152 شخصا بعد تسجيل 53 حالة تعافي جديدة.[210]
  - تخضع 4 527 حالة للعلاج ببروتوكول كلوروكين، منها 1623 حالة مؤكدة حسب التحليل المخبري و 2904 حالة محتملة حسب التحليل بالأشعة والسكانير، فيما يتواجد 34 مريضا حاليا في العناية المركزة.[210]
- 22 أبريل 2020
  - سجلت وزارة الصحة ارتفاعا في عدد الإصابات المؤكدة بفيروس كورونا بـ 99 حالة جديدة، ليبلغ العدد الإجمالي للإصابات 2910.[211][212]
  - سجلت 10 وفيات جديدة خلال 24 ساعة الأخيرة، ليرتفع عدد الوفيات الى402.[211][212]
  - وسجلت وزارة الصحة، ارتفاعا في عدد حالات الشفاء، بـ 52 حالة، ليصبح عدد المتعافين 1204.[211][212]
  - وتخضع 4852 حالة للعلاج ببروتوكول كلوروكين، منها 1742حالة مؤكدة حسب التحليل المخبري بي سي ار، و3110 محتملة حسب تحليل الاشعة والسكانير.[211][212]
  - تلقت الجزائر الثلاثاء هبة طبية جديدة من الصين تتكون من اقنعة طبية واقنعة من نوع FFP2 واطقم للكشف وأجهزة للتنفس الاصطناعي بكمية تقدر بحوالي 20 طن.[213]
- 23 أبريل 2020
  - سجلت 97 حالة إصابة جديدة مؤكدة بفيروس كورونا في الجزائر خلال ال24 ساعة الماضية ليرتفع العدد الاجمالي إلى 3007 حالة مؤكدة، فيما سجلت 5 وفيات جديدة، ليصل العدد الإجمالي للوفيات إلى 407 حالة.[214]
  - عدد الحالات التي تماثلت للشفاء ارتفع إلى 1355، بعد تسجيل 151 حالة تعافي جديدة في ال24 ساعة الماضية. وتخضع 5235 حالة للعلاج ببروتوكول كلوروكين، منها 1943 حالة مؤكدة حسب التحليل المخبري بي سي ار، و 3292 محتملة حسب تحليل الاشعة والسكانير.[214]
  - في بيان صادر اليوم عن مصالح الوزير الأول، عّدل توقيت نظام الحجر الجزئي المطبق حاليا على مستوى تسع (9) ولايات الساري المفعول من الساعة الثالثة (15:00) بعد الزوال، ليصبح هذا الحجر مطبقا من الساعة الخامسة (17:00) مساء إلى الساعة السابعة (07:00) صباحا، في حين رفع الحجر الشامل على ولاية البليدة، لتصبح خاضعة لنظام الحجر الجزئي من الساعة الثانية (14:00) زوالا إلى غاية السابعة (07:00) ابتداء من أول يوم لشهر رمضان المصادف لغد الجمعة.[215][216]
- 24 أبريل 2020
- سجلت 120 حالة إصابة جديدة مؤكدة بفيروس كورونا في الجزائر خلال ال24 ساعة الماضية ليرتفع العدد الإجمالي إلى 3127 حالة مؤكدة، فيما سجلت 8 وفيات جديدة بكل من الجزائر العاصمة (5 حالات) وحالة واحدة بكل من المدية، تيبازة وورقلة ليصل العدد الإجمالي للوفيات إلى 415 حالة.[217]
- عدد الحالات التي تماثلت للشفاء ارتفع إلى 1408 بعد تسجيل 53 حالة تعافي جديدة خلال ال24 ساعة الماضية، وتخضع 5433 حالة للعلاج ببروتوكول كلوروكين وتشمل 1952 حالة مؤكدة حسب التحليل المخبري و 3481 حالة محتملة حسب التحليل بالأشعة والسكانير، فيما يتواجد 36 مريضا حاليا في العناية المركزة.[217]
- صرح البروفيسور بن بوزيد وزير الصحة والسكان وإصلاح المستشفيات بأن أسباب رفع الحجر الصحي الشامل عن البليدة، وكذا تخفيفه على الولايات الأخرى من بينهم العاصمة جاء بعد تحسن الوضعية الصحية، وكذا انخفاض عدد الوفيات.[218]
- 25 أبريل 2020
  - سجلت 129 حالة إصابة جديدة مؤكدة بفيروس كورونا في الجزائر خلال ال24 ساعة الماضية ليرتفع العدد الاجمالي إلى 3256 حالة مؤكدة، فيما سجلت 4 وفيات جديدة بحالة واحدة بكل من تيبازة وتيزي وزو وسيدي بلعباس والمدية ليصل إجمالي الوفيات إلى 419 حالة. وارتفع عدد الحالات التي تماثلت للشفاء إلى 1479 من بينها 71 حالة خلال ال24 ساعة الماضية. وفي ما يتعلق بالحالات تحت العلاج، فقد بلغ عددها 5644 و تشمل2077 حالة مؤكدة حسب التحليل المخبري و 3567 حالة محتملة حسب التحليل بالأشعة والسكانير، فيما يتواجد 34 مريضا حاليا في العناية المركزة.[219]
  - أعلنت المديرية العامة للوظيفة العمومية والإصلاح الإداري تحديد اوقات عمل جديدة في المؤسسات والادارات العمومية خلال شهر رمضان المبارك وذلك تزامنا والحجر الصحي المطبق على مستوى الولايات وحددت أوقات العمل لكل من ولاية أدرار وتمنراست واليزي وتندوف وبشار وورقلة وغرداية وبسكرة والوادي ما بين الساعة السابعة والنصف صباحا والثانية زوالا طيلة أيام الاسبوع (من الاحد إلى الخميس)، أما بولاية البليدة فأوقات العمل فيها ابتداء من الساعة الثامنة صباحا إلى الساعة الواحدة زوالا وفيما يخص باقي ولايات الوطن فقد حددت أوقات العمل بها ابتداء من الساعة الثامنة صباحا إلى الثالثة زوالا.[220]
  - أصدر الوزير الأول، عبد العزيز جراد، تعليمة إلى الدوائر الوزارية الـمعنية وكذا إلى ولاة الجمهورية من أجل توسيع قطاعات النشاط وفتح محلات تجارية.[221] وأعلند ان استئناف نشاط سيارات الأجرة داخل المحيط الحضري مؤجل إلى غاية إشعار آخر.[222]
- 26 أبريل 2020
  - سجلت 126 حالة إصابة جديدة مؤكدة بفيروس كورونا في الجزائر خلال ال24 ساعة الماضية ليرتفع العدد الاجمالي إلى 3382 حالة مؤكدة، فيما سجلت 6 وفيات جديدة بكل من البليدة (حالتان) وحالة واحدة بكل من سطيف وبرج بوعريريج وتبسة والبويرة، ليصل إجمالي الوفيات إلى 425 حالة. وارتفع عدد الحالات التي تماثلت للشفاء إلى 1508 من بينها 29 حالة جديدة.[223]
- 27 أبريل 2020
  - سجلت 135حالة إصابة جديدة مؤكدة بفيروس كورونا في الجزائر خلال ال24 ساعة الماضية ليرتفع العدد الاجمالي إلى 3517 حالة مؤكدة، فيما سجلت 7 وفيات جديدة بكل من البليدة (3 حالات) وحاتين اثنتين بالعاصمة وحالة واحدة بكل من بومرداس وسطيف ليصل إجمالي الوفيات إلى 432 حالة، ارتفع عدد الحالات التي تماثلت للشفاء إلى 1558 من بينها 50 حالة خلال ال24 ساعة الماضية. وفيما يتعلق بالحالات تحت العلاج، فقد بلغ عددها 6174 وتشمل 2410 حالة مؤكدة حسب التحليل المخبري و 3764 حالة محتملة حسب التحليل بالأشعة والسكانير، فيما يتواجد 31 مريضا حاليا في العناية المركزة.[224]
  - تمديد العمل بنظام الحجر الحالي وكذا مجمل التدابير الوقائية الـمرافقة له، لفترة إضافية مدتها خمسة عشر (15) يوما، أي من 30 أبريل إلى 14 مايو 2020.[225]
- 28 أبريل 2020
  - سجلت 132 حالة إصابة جديدة مؤكدة بفيروس كورونا في الجزائر خلال ال24 ساعة الماضية ليرتفع العدد الاجمالي إلى 3649 حالة مؤكدة، فيما سجلت 5 وفيات جديدة في 4 ولايات بكل من تيارت (حالتين) وحالة واحدة بكل من تيبازة وأم البواقي وعنابة ليصل إجمالي الوفيات إلى 437 حالة، وارتفع عدد الحالات التي تماثلت للشفاء ارتفع إلى 1651 من بينها 93 حالة خلال ال24 ساعة الماضية. بلغ عدد الحالات تحت العلاج 6424 وتشمل 2538 حالة مؤكدة حسب التحليل المخبري و 3886 حالة محتملة حسب التحليل بالأشعة والسكانير، فيما يتواجد 22 مريضا حاليا في العناية المركزة.[226]
- 29 أبريل 2020
  - سجلت 199 حالة إصابة جديدة مؤكدة بفيروس كورونا في الجزائر خلال ال24 ساعة الماضية ليرتفع العدد الاجمالي إلى 3848 حالة مؤكدة، فيما سجلت 7 وفيات جديدة بكل من برج بوعريريج وسطيف (حالتان لكل واحدة منهما) وحالة واحدة بكل من تيبازة وأدرار وورقلة ليصل إجمالي الوفيات إلى 444 حالة، ارتفع عدد الحالات التي تماثلت للشفاء إلى 1702 من بينها 51 حالة خلال ال24 ساعة الماضية، بلغ عدد الحالات تحت العلاج 6666 وتشمل 2681 حالة مؤكدة حسب التحليل المخبري و3985 حالة محتملة حسب التحليل بالأشعة والسكانير، فيما يتواجد 17 مريضا حاليا في العناية المركزة.[227]
  - الجزائر تتسلم شحنة من المعدات الطبية ممنوحة كهبة من روسيا لمواجهة فيروس كورونا.[228]
  - قررت وزارة التربية الإعتماد على معدلات الفصلين الأول والثاني قصد إعداد محاضر التوجيه والقبول لإنتقال التلاميذ إلى الطور الثانوي.[229]
  - قررت وزارة الشباب والرياضة تمديد فترة توقف النشاط الرياضي وذلك بإبقاء الملاعب والمنشآت الرياضية مغلقة إلى غاية ال14 ماي 2020 كما أن عودة الفرق للتدريبات تحسبا لاستئناف الموسم مؤجلة أيضا. بسبب فيروس كورونا.[230]
- 30 أبريل 2020
  - سجلت 158حالة إصابة جديدة مؤكدة بفيروس كورونا في الجزائر خلال ال24 ساعة الماضية ليرتفع العدد الاجمالي إلى 4006 حالة مؤكدة، فيما سجلت 6 وفيات جديدة بكل من الجزائر العاصمة (3 حالات)، سطيف (حالتان) والجلفة (حالة واحدة) ليصل إجمالي الوفيات إلى 450 حالة، ارتفع عدد الحالات التي تماثلت للشفاء إلى 1702 من بينها 51 حالة خلال ال24 ساعة الماضية، بلغ عدد الحالات تحت العلاج 6805 وتشمل 2714 حالة مؤكدة حسب التحليل المخبري و 4091 حالة محتملة حسب التحليل بالأشعة والسكانير، فيما يتواجد 23 مريضا حاليا في العناية المركزة.[231]

### مايو 2020
- 1 مايو

سجلت خلال ال24 ساعة الماضية في الجزائر 148 حالة إصابة جديدة مؤكدة بفيروس كورونا ليرتفع العدد الاجمالي إلى 4154 حالة، فيما سجلت 3 وفيات جديدة بكل من تيزي وزو وبرج بوعريريج وقسنطينة ليصل العدد الإجمالي إلى 453 حالة، عدد الحالات التي تماثلت للشفاء ارتفع إلى 1821 من بينها 42 حالة خلال ال24 ساعة الماضية. وفيما يتعلق بالحالات تحت العلاج، فقد بلغ عددها 7026 وتشمل 2776 حالة مؤكدة حسب التحليل المخبري و 4250 حالة محتملة حسب التحليل بالأشعة والسكانير، فيما يتواجد 24 مريضا حاليا في العناية المركزة.
- 2 مايو

سجلت في الجزائر 141 حالة إصابة جديدة مؤكدة بفيروس كورونا ليرتفع العدد الاجمالي إلى 4295 حالة، فيما سجلت 6 وفيات جديدة بكل من برج بوعريريج (حالتان) وحالة واحدة بكل من العاصمة وتيبازة وتيارت وورقلة وليصل العدد الإجمالي إلى 459 حالة عدد الحالات التي تماثلت للشفاء ارتفع إلى 1872 من بينها 51 حالة خلال ال24 ساعة الماضية، بلغ عدد الحالات تحت العلاج 7305 وتتضمن 2902 حالة مؤكدة حسب التحليل المخبري و4403 حالة محتملة حسب التحليل بالأشعة والسكانير، فيما يتواجد 26 مريضا حاليا في العناية المركزة.
- 3 مايو
  - سجلت خلال ال24 ساعة الماضية في الجزائر 179 حالة إصابة جديدة مؤكدة بفيروس كورونا ليرتفع العدد الاجمالي إلى 4474 حالة، فيما سجلت 4 وفيات جديدة بولايات البليدة والجزائر العاصمة وسطيف وورقلة ليصل العدد الإجمالي إلى 463 حالة، وارتفع عدد الحالات التي تماثلت للشفاء ارتفع إلى 1936 من بينها 64 حالة خلال ال24 ساعة الماضية، وفيما يتعلق بالحالات تحت العلاج، فقد بلغ عددها 7373 وتشمل 2968 حالة مؤكدة حسب التحليل المخبري و4405 حالة محتملة حسب التحليل بالأشعة والسكانير، فيما يتواجد 17 مريضا حاليا في العناية المركزة.[234]
  - قرر مجلس الوزراء تشكيل لجنة يرأسها الوزير الأول تتولى تقديم الاقتراحات اللازمة لانهاء السنة الدراسية الحالية 2019/2020 على أن يتخذ القرار النهائي حولها الاحد القادم اثناء اجتماع مجلس الوزراء.[235]
- 4 مايو
  - ارتفع العدد الاجمالي إلى 4648 حالة بعد تسجيل 174 حالة إصابة جديدة مؤكدة، فيما سجلت حالتي (2) وفاة جديدة بكل من الجزائر العاصمة وبرج بوعريريج، ليصل العدد الإجمالي إلى 465 حالة، وسُجل 62 حالة تعافي ليرتفع عدد الحالات التي تماثلت للشفاء ارتفع إلى 1998. وقد بلغ عدد الحالات تحت العلاج 7710 وتشمل 3115 حالة مؤكدة حسب التحليل المخبري و4595 حالة محتملة حسب التحليل بالأشعة والسكانير، فيما يتواجد 17 مريضا حاليا في العناية المركزة.[236]
- 5 مايو
  - ارتفع العدد الاجمالي إلى 4838 حالة بعد تسجيل 190 حالة إصابة جديدة مؤكدة، فيما سجلت سجلت 5 وفيات جديدة بكل من من البليدة (حالتان) والجزائر العاصمة (2) وأدرار (1)، ليصل العدد الإجمالي إلى 470 حالة، وسُجل 69 حالة تعافي ليرتفع عدد الحالات التي تماثلت للشفاء ارتفع إلى 2067. وقد بلغ عدد الحالات تحت العلاج 7994 وتشمل 3292 حالة مؤكدة حسب التحليل المخبري و4702 حالة محتملة حسب التحليل بالأشعة والسكانير، فيما يتواجد 18 مريضا حاليا في العناية المركزة.[237]
- 6 مايو
  - سجلت خلال ال24 ساعة الماضية 159 حالة إصابة مؤكدة بفيروس كورونا في الجزائر ليرتفع العدد الاجمالي إلى 4997 حالة، فيما سجلت 6 وفيات جديدة بكل من الجزائر العاصمة، وهران، خنشلة، تيبازة، تيارت ومعسكر بحالة واحدة لكل منها، ليصل الاجمالي إلى 476 حالة، وسُجل 130 حالة تعافي ليرتفع عدد الحالات التي تماثلت للشفاء ارتفع إلى 2197، وفيما يتعلق بالحالات تحت العلاج، فقد ارتفع عددها إلى 8298 وتشمل 3390 حالة مؤكدة حسب التحليل المخبري (بي.سي.آر) و 4908 حالة محتملة حسب التحليل بالأشعة والسكانير، فيما يتواجد 16 مريضا في العناية المركزة.[238]
- 7 مايو
  - سجلت خلال ال24 ساعة الماضية 185 حالة إصابة مؤكدة بفيروس كورونا في الجزائر ليرتفع العدد الاجمالي إلى 5182 حالة، فيما سجلت 7 وفيات جديدة بكل من بجاية (2) وحالة (01) في كل من الولايات التالية: البليدة وبرج بوعريريج وتيبازة وتلمسان وورقلة ليصل الاجمالي إلى 483 حالة، عدد الحالات التي تماثلت للشفاء ارتفع إلى 2323 بعد تسجيل 126 حالة خلال ال24 ساعة الماضية. وفيما يتعلق بالحالات تحت العلاج، فقد ارتفع عددها إلى 8706 وتشمل 3569 حالة مؤكدة حسب التحليل المخبري (بي.سي.آر) و 5137 حالة محتملة حسب التحليل بالأشعة والسكانير، فيما يتواجد 16 مريضا في العناية المركزة.[239]
  - أصدر والي ولاية قسنطينة قرارا يلزم المواطنين وأصحاب المحلات والعاملين بارتداء الكمامات إجباريا، حيث يعاقب كل مخالف له بغرامة ما بين 10 إلى 20 ألف دينار (من 78 إلى 165دولار أمريكي)، مع إمكانية غلق المحل والمتابعة القضائية لصاحبه.[240][241]
- 8 مايو
  - سجلت خلال ال24 ساعة الماضية 187 حالة إصابة مؤكدة بفيروس كورونا في الجزائر ليرتفع العدد الاجمالي إلى5369 حالة، فيما سجلت 5 وفيات جديدة بكل من ولاية قسنطينة حالتين وحالة واحدة في كل من ولايات الجزائر العاصمة، تيبازة وغرداية ليصل العدد إلاجمالي للوفيات 488 حالة. عدد الحالات التي تماثلت للشفاء خلال نفس الفترة ارتفع إلى 144 ليصل العدد الاجمالي 2467 حالة شفاء و18 مريض متواجد في العناية المركزة بلغ عدد الحالات التي استفادت من العلاج 8880، وتشمل 3648 حالة مؤكدة حسب التحليل المخبري (بي.سي.آر) و 5232حالة محتملة حسب التحليل بالأشعة والسكانير.[242]
  - دعا وزير الصحة عبد الرحمان بن بوزيد المستشفيات إلى استئناف برمجة العمليات الجراحية بعد تجميدها لمدة شهرين، بسبب وجود مرضى حسبه ينتظرون العلاج. وصرح على هامش إعلان الحصيلة اليومية لوباء كورونا «نطلب من كل المستشفيات استئناف العمل بصفة تدريجية ومنظمة لان العديد من المرضى يحتاجون علاج».[243]
- 9 مايو
  - ارتفع العدد الاجمالي للإصابات المؤكدة بفيروس كوروناإلى 5558 حالة بعد تسجيل 189 حالة جديدة، فيما سجلت 6 وفيات جديدة بكل من البليدة وتيبازة والمسيلة وورقلة والبويرة وميلة بحالة واحدة ليصل العدد الإجمالي إلى 494 حالة، كما ارتفع عدد الحالات التي تماثلت للشفاء إلى 2546 من بينها 79 حالة خلال ال24 ساعة الماضية. وتوجد 9157 حالة تحت العلاج من بينها 3800 حالة مؤكدة حسب التحليل المخبري و5357 حالة محتملة حسب التحليل بالأشعة والسكانير، فيما يتواجد 19 مريضا حاليا في العناية المركزة.[244]
- 10 مايو
  - ارتفع العدد الاجمالي للإصابات المؤكدة بفيروس كوروناإلى 5723 حالة بعد تسجيل 165 حالة جديدة، فيما سجلت 8 وفيات جديدة بكل من سطيف (حالتان)، ورقلة (حالتان)، برج بوعريريج (حالتان) وحالة واحدة بكل من البليدة وسيدي بلعباس ليصل العدد الإجمالي إلى 502 حالة، كما ارتفع عدد الحالات التي تماثلت للشفاء إلى 2678 من بينها 132 حالة خلال ال24 ساعة الماضية. وتوجد 9323 حالة تحت العلاج من بينها 3879 حالة مؤكدة حسب التحليل المخبري و 5444 حالة محتملة حسب التحليل بالأشعة والسكانير، فيما يتواجد 18 مريضا حاليا في العناية المركزة.[245]
  - تقرر تأجيل امتحاني شهادتي البكالوريا والتعليم المتوسط إلى شهر سبتمبر المقبل وإلغاء امتحان نهاية مرحلة التعليم الابتدائي ويكون الانتقال في التعليم الابتدائي والمتوسط والثانوي من مستوى إلى آخر باحتساب معدل الفصلين الأول والثاني وتخفيض معدل القبول. وتقرر تأجيل الدخول المدرسي للعام الدراسي 2020 -2021 إلى بداية شهر أكتوبر القادم.[246]
- 11 مايو
  - ارتفع العدد الاجمالي للإصابات المؤكدة بفيروس كوروناإلى 5851 حالة بعد تسجيل 168 حالة جديدة، فيما سجلت 5 وفيات جديدة بكل من البليدة وتيارت وباتنة وسيدي بلعباس وسكيكدة ليصل العدد الإجمالي إلى 507 حالة، كما ارتفع عدد الحالات التي تماثلت للشفاء إلى 2841 من بينها 163 حالة خلال ال24 ساعة الماضية. وتوجد 9557 حالة تحت العلاج من بينها 3936 حالة مؤكدة حسب التحليل المخبري و 5621 حالة محتملة حسب التحليل بالأشعة والسكانير، فيما يتواجد 18 مريضا حاليا في العناية المركزة.[247]
  - شرعت الجزائر في إنتاج كاشف سريع لفيروس كورونا (كوفيد-19) يظهر النتيجة في 15 دقيقة وذلك بمعدل 200 ألف وحدة أسبوعيا ستنتجه شركة جزائرية (فيتال كار)، المتواجد مقرها ببابا علي (الجزائر العاصمة)، بالشراكة مع شركات أردنية وكندية.[248]
  - صرح وزير الصحة و السكان و إصلاح المستشفيات، عبد الرحمن بن بوزيد، «عندما نسجل تراجعا في عدد الحالات الايجابية الجديدة إلى مستوى غير مقلق، و حين نقترب من مستوى صفر وفاة، عندها يمكننا الحديث عن مسالة رفع الحجر الصحي.».[249]
  - أكد المدير العام للتعليم والتكوين العاليين على مستوى الوزارة السيدة بوعلام سعيداني استمرار السنة الجامعية 2019 -2020 في شكلها الرقمي حيث صرح «بالنسبة لنا السنة الجامعية مستمرة في شكلها الرقمي من خلال المنصات البيداغوجية إلى غاية نهاية شهر أغسطس أو مطلع سبتمبر وفقا لتطور الوضع الصحي».[250]
  - أصدر والي ورقلة قرارا بإلزامية ارتداء الكمامات على أصحاب المراكز التجارية ومرتاديها وكذا مختلف المصالح الإدارية، حيث يتعرض مخالفوا التعليمة لعقوبة الغلق وغرامة مالية بمليون سنتيم (حوالي 78 دولار أمريكي).[251]
- 12 مايو
  - ارتفع العدد الاجمالي للإصابات المؤكدة بفيروس كورونا إلى 6067 حالة بعد تسجيل 176 حالة جديدة، فيما سجلت 8 وفيات جديدة بكل من باتنة (حالتان) وحالة واحدة بكل من البليدة، أم البواقي، المسيلة، الجلفة، معسكر والبيض ليصل العدد الإجمالي إلى 515 حالة. وتوجد 9876 حالة تحت العلاج من بينها 4178 حالة مؤكدة حسب التحليل المخبري و 5698 حالة محتملة حسب التحليل بالأشعة والسكانير، فيما يتواجد 22 مريضا حاليا في العناية المركزة.[252]
  - قررت الحكومة، برئاسة الوزير الأول عبد العزيز جراد تمديد العمل بنظام الحجر الحالي وكذا مجمل التدابير الوقائية المرافقة له لفترة إضافية مدتها 15 يوما أي من 15 ماي إلى غاية 29 ماي 2020.[253]
- 13 مايو
  - ارتفع العدد الاجمالي للإصابات المؤكدة بفيروس كورونا إلى 6253 حالة بعد تسجيل 186 حالة جديدة، فيما سجلت 7 وفيات جديدة بكل من الجزائر (حالتان) وحالة واحدة بكل من البليدة وتيزي وزو وسطيف وتلمسان وورقلة ليصل العدد الإجمالي إلى 522 حالة. وتوجد 10307 حالة تحت العلاج من بينها 4328 حالة مؤكدة حسب التحليل المخبري و 5979 حالة محتملة حسب التحليل بالأشعة والسكانير، فيما يتواجد 25 مريضا حاليا في العناية المركزة.[254]
  - أفتت اللجنة الوزارية للفتوى بأداء صلاة عيد الفطر المبارك في البيوت جماعة بين أفراد الأسرة الواحدة أو فرادى، ويمكن أداؤها لأصحاب المداومات في أماكن العمل في حدود المتاح لهم.[255]
- 14 مايو
  - سجلت خلال ال24 ساعة الماضية 189 حالة إصابة مؤكدة بفيروس كورونا في الجزائر ليرتفع العدد الاجمالي إلى 6442 حالة، فيما سجلت 7 وفيات جديدة بكل من ولاية عين الدفلى (حالتان) وحالة واحدة بكل من ولايات تبسة ووهران وبجاية والبويرة وورقلة ليصل العدد إلاجمالي للوفيات 529 حالة. عدد الحالات التي تماثلت للشفاء خلال نفس الفترة ارتفع إلى 100 ليصل العدد الاجمالي 3158 حالة شفاء و 17 مريض متواجد في العناية المركزة بلغ عدد الحالات التي استفادت من العلاج 10 753، وتشمل 4 474 حالة مؤكدة حسب التحليل المخبري (بي.سي.آر) و 6 279 حالة محتملة حسب التحليل بالأشعة والسكانير.[256]
  - صرح عبد الرحمان بن بوزيد وزير الصحة والسكان وإصلاح المستشفيات بتيبازة «في حال تسجيل تواصل انتشار وباء كوفيد-19 ولم نتحكم فيه، يمكن للجنة العلمية لمتابعة تفشي وانتشار وباء كورونا أن تطلب من السلطات فرض إجبارية لباس الكمامة بقوة القانون.»"، مبرزا أنه يشترط أيضا أن يكون عدد الكمامات المصنوعة «تكفي بشكل كبير».[257] كما أعلن وزير التجارة، كمال رزيق، أن ارتداء التجار للكمامات الواقية “إجباريا” ابتداء من الأحد القادم.[258][259]
  - حطت اليوم بالجزائر العاصمة طائرة تنقل فريق من الخبراء الطبيين الصينيين ومعدات طبية، في إطار التعاون الجزائري الصيني في مكافحة جائحة كورونا (كوفيد-19).[260] وصرح مدير المصالح الصحية بوزارة الصحة والسكان وإصلاح المستشفيات، محمد الحاج للصحافة، أن الهدف من إرسال هذا الفريق الطبي «المختص في مكافحة كوفيد-19، يتمثل في تقاسم خبرات وتجارب البلدين فيما يخص كيفيات وطرق علاج الأمراض المرتبطة بفيروس كورونا».[261]
  - ستكون عودة الطلبة إلى الجامعة مباشرة بعد إعلان السلطات رفع الحجر الصحي، حيث سيتمكن الطلبة من مراجعة الدروس التي تلقوها عن بعد وكذا استكمال البرنامج الخاص بالسداسي الثاني. وهذا حسب تصريح جمال بوكرزاطة، مدير التكوين على مستوى وزارة التعليم العالي والبحث العلمي.[262]
  - أعلنت وزارة الشباب والرياضة عن تمديد تعليق كل المنافسات الرياضية إلى غاية 29 مايو المقبل[263]
- 15 مايو
  - سجلت خلال ال24 ساعة الماضية 189 حالة إصابة مؤكدة ليرتفع العدد الاجمالي إلى 6629 حالة، فيما سجلت 7 وفيات جديدة بكل من ولاية قسنطينة بحالتين وحالة واحدة في كل من ولايات الجزائر، الجلفة، معسكر، سيدي بلعباس وميلة ليصل العدد إلاجمالي للوفيات 529 حالة. عدد الحالات التي تماثلت للشفاء خلال نفس الفترة ارتفع إلى 60 حالة ليصل العدد الاجمالي 4812 حالة شفاء و 21 مريض متواجد في العناية المركزة بلغ عدد الحالات التي استفادت من العلاج 11246، وتشمل 4812 حالة مؤكدة حسب التحليل المخبري (بي.سي.آر) و 6434 حالة محتملة حسب التحليل بالأشعة والسكانير.[264][265]
  - شُيعت جنازة الطبيبة بوديسة زوجة سمارة شوقي بمستشفى عين الكبيرة، بولاية سطيف والتي وافتها المنية أمس بفيروس كورونا وهي حامل في شهرها السابع وتؤدي مهنتها طبيبةً بمستشفى راس الوادي.[266] وعلى خلفية هذه الوفاة قرر وزير الصحة إنهاء مهام مدير المؤسسة العمومية الإستشفائية رأس الوادي.[267]
  - صرح عبد الرحمان بن بوزيد وزير الصحة والسكان وإصلاح المستشفيات في فيديو نشره موقع “الصحة كوم” انه «رفع تقرير للحكومة بخصوص فرض حجر شامل يومي عيد الفطر.».[268]
- 16 مايو
  - ارتفع العدد الاجمالي للإصابات المؤكدة بفيروس كورونا إلى 3821 حالة بعد تسجيل 192 حالة جديدة، فيما سجلت 6 وفيات جديدة بكل من الجزائر العاصمة (حالتان) وحالة واحدة بكل من قسنطينة وسيدي بلعباس وسطيف والمدية ليصل العدد الإجمالي إلى 542 حالة. وتوجد 11472 حالة تحت العلاج من بينها 4918 حالة مؤكدة حسب التحليل المخبري و 6554 حالة محتملة حسب التحليل بالأشعة والسكانير، فيما يتواجد 20 مريضا حاليا في العناية المركزة.[269]
  - حتى اليوم، سجلت وزارة الصحة الجزائرية 19 حالة وفاة بسبب فيروس كورونا في صفوف الطواقم الطبية وشبه الطبية منذ بداية الجائحة بالجزائر.[270] كما أن 20 صيدليا أصيبوا بكورونا ومنهم أيضا عمال بالصيدلية عبر 11 ولاية، كما سُجلت وفاة واحدة بولاية مستغانم، في حين شفي 11 آخرون ويتواجد 8 أشخاص يخضعون للبروتوكول العلاجي.[271]
  - أقر اجتماع للمجلس الأعلى للأمن، تجديد الإجراءات المتعلقة بمواجهة فيروس كورونا، لأنها أثبتت نجاعتها، دون الذهاب إلى حجر عام خلال العيد كما اقترحت وزارة الصحة.[272]
- 17 مايو
  - ارتفع العدد الاجمالي للإصابات المؤكدة بفيروس كورونا إلى 7019 حالة بعد تسجيل 198 حالة جديدة، فيما سجلت 6 وفيات جديدة بكل من الجزائر العاصمة والبويرة وقسنطينة وبرج بوعريريج وباتنة وتيارت ليصل العدد الإجمالي إلى 522 حالة. عدد الحالات التي تماثلت للشفاء 3507 من بينها 98 خلال ال24 ساعة الماضية مع وجود 11.754 حالة تحت العلاج من بينها 4.942 حالة مؤكدة حسب التحليل المخبري و 6.812 حالة محتملة حسب التحليل بالأشعة والسكانير، فيما يتواجد 26 مريضا حاليا في العناية المركزة.[273]
  - أعلن وزير الشؤون الدينية يوسف بلمهدي إطلاق حملة وطنية لتعقيم المساجد في إطار تدابير مواجهة فيروس كورونا، دون أن يوضح إن كانت الخطوة تمهيدا لإعادة فتحها للصلاة.[274]
- 18 مايو
  - سجلت خلال ال24 ساعة الماضية في الجزائر 182 حالة إصابة مؤكدة بفيروس كورونا و118حالة تماثلت للشفاء فيما سجلت 7 وفيات جديدة، بكل من سطيف (3 حالات) وحالة واحدة بكل من الجزائر العاصمة، عين الدفلى، سيدي بلعباس وبجاية، وبذلك ارتفع العدد الاجمالي للإصابات المؤكدة إلى 7.201 حالة، فيما بلغ إجمالي الوفيات 555 وعدد الحالات التي تماثلت للشفاء 3.625. وفيما يتعلق بالحالات تحت العلاج، فقد بلغ عددها 12.002 وتشمل 4.950 حالة مؤكدة حسب التحليل المخبري و7.052 حالة محتملة حسب التحليل بالأشعة والسكانير، فيما يتواجد 25 مريضا حاليا في العناية المركزة.[275]
- 19 مايو
  - ارتفع العدد الاجمالي للإصابات المؤكدة بفيروس كورونا إلى 7377 حالة بعد تسجيل 176 حالة جديدة، فيما سجلت 6 وفيات جديدة بكل من ولايات البليدة ووهران وسطيف وتيارت وورقلة وسيدي بلعباس ليصل العدد الإجمالي إلى 561 حالة. عدد الحالات التي تماثلت للشفاء 3746 من بينها 121 خلال ال24 ساعة الماضية مع وجود 12.433 حالة تحت العلاج من بينها 5220 حالة مؤكدة حسب التحليل المخبري و 7.213 حالة محتملة حسب التحليل بالأشعة والسكانير، فيما يتواجد 26 مريضا حاليا في العناية المركزة.[276]
  - تقرر تطبيق على جميع الولايات خلال يومي عيد الفطر حجر جزئي منزلي من الساعة الواحدة زوالا إلى غاية الساعة السابعة صباحا من اليوم الموالي، مع منع حركة الـمرور بالنسبة لجميع السيارات، بما فيها الدراجات النارية، بين الولايات وداخل الولاية.[277][278]
  - فند المفتش العام بوزارة الشؤون الدينية والأوقاف لخميسي بزاز فتح المساجد حاليًا بعد إطلاق حملة وطنية لتعقيمها، قائلاً: «ليس لدينا تاريخ محدد لعودة الصلاة في المساجد، والحملة هي مجرد استعداد لأي قرار في الأفق».[279]
- 20 مايو
  - سجلت خلال ال24 ساعة الماضية في الجزائر 165 حالة إصابة مؤكدة بفيروس كورونا و222 حالة تماثلت للشفاء فيما سجلت 6 وفيات جديدة، بكل من الجزائر العاصمة (حالتان) وحالة واحدة بكل من البليدة، المدية، برج بوعريريج، سطيف والبيضن وبذلك ارتفع العدد الاجمالي للإصابات المؤكدة إلى 7 542 حالة، فيما بلغ إجمالي الوفيات 568 وعدد الحالات التي تماثلت للشفاء 3968. وفيما يتعلق بالحالات التي استفادت من العلاج حسب البروتوكول المعمول به، فقد بلغ عددها 12.935 وتشمل الحالات المؤكدة حسب التحليل المخبري والمحتملة حسب التحليل بالأشعة والسكانير، فيما يتواجد 31 مريضا حاليا في العناية المركزة.[280]
  - قررت الحكومة إجبار المواطنين على وضع الكمامات اعتبارا من أول أيام عيد الفطر، حيث سيتعرض المخالفون لهذا الإجراء الصارم إلى عقوبات قانونية.[281]
- 21 مايو
  - سجلت خلال ال24 ساعة الماضية في الجزائر 186 حالة إصابة مؤكدة بفيروس كورونا و 94 حالة تماثلت للشفاء، فيما سجلت سبع (7) وفيات جديدة بكل من قسنطينة (حالتان) وحالة واحدة بكل من الجزائر العاصمة والمدية وعين تموشنت وتيارت وورقلة وبذلك ارتفع العدد الاجمالي للإصابات المؤكدة إلى 7728 أي بنسبة تقدر ب 17.6 حالة لكل مئة ألف ساكن، وإجمالي الوفيات بلغ 575 حالة.وفيما يتعلق بالحالات التي استفادت من العلاج حسب البروتوكول المعمول به، فقد بلغ عددها 13.332 وتشمل الحالات المؤكدة حسب التحليل المخبري والمحتملة حسب التحليل بالأشعة والسكانير، فيما يتواجد 32 مريضا حاليا في العناية المركزة.[282]
  - حددت المديرية العامة للوظيفة العمومية والإصلاح الإداري، مواقيت العمل خلال الفترة من بعد عيد الفطر المبارك إلى غاية يوم 29 ماي الجاري، ففي ولاية البليدة ستكون مواقيت العمل من الاحد إلى الخميس من الساعة الثامنة صباحا إلى الساعة الواحدة زوالا. أما في ولايات بجاية، تلمسان، تيزي وزو، الجزائر، سطيف، المدية، وهران، تيبازة، وعين الدفلى، فستكون مواقيت العمل من الأحد إلى الخميس من الساعة الثامنة صباحا إلى الساعة الرابعة زوالا.في حين باقي الولايات الأخرى، فسيكون العمل فيها من الأحد إلى الخميس من الساعة الثامنة صباحا إلى الساعة الرابعة والنصف زوالا.[283]
  - قررت الحكومة الجزائرية تعليق حركة الـمرور بالنسبة لجميع السيارات، بما في ذلك الدراجات النارية، خلال اليوم الأول واليوم الثاني من عيد الفطر. ويخص هذا الإجراء كافة الولايات، ويظل مطبقا حتى خارج أوقات الحجر الجزئي الـمنزلي، الذي تقرر بهذه الـمناسبة، من الساعة الواحدة زوالا إلى غاية الساعة السابعة من صباح اليوم الـموالي.[284]
  - صدر اليوم في الجريدة الرسمية، المرسوم التنفيذي المتعلق بالتدابير التكميلية للوقاية من انتشار وباء فيروس كورونا ومجابهته. وينص بأن ارتداء القناع الواقي، يعد إجراء وقائيا ملزما لجميع المواطنين«في الطرق، والأماكن العمومية، وأماكن العمل، وكذا في الفضاءات المفتوحة أو المغلقة التي تستقبل الجمهور، لاسيما المؤسسات والإدارات العمومية، والمرافق العمومية، ومؤسسات تقديم الخدمات، والأماكن التجارية» دون تحديد العقوبات في حالة المخالفة.[285]
- 22 مايو
  - سجلت خلال ال24 ساعة الماضية في الجزائر 190 حالة إصابة مؤكدة بفيروس كورونا و 194 حالة تماثلت للشفاء، فيما سجلت سبع (7) وفيات جديدة بكل من تيبازة (حالتان) وحالة واحدة بكل من الجزائر العاصمة وقسنطينة وسطيف وتيارت ومعسكر، ارتفع العدد الاجمالي للإصابات المؤكدة إلى 7918 أي بنسبة تقدر ب 18 حالة لكل مئة ألف ساكن مع تسجيل 317 حالة سلبية سجلت خلال ال24 ساعة الماضية، بلغ إجمالي الوفيات بلغ 582 حالة، في حين بلغ العدد الاجمالي للاشخاص الذين تماثلوا للشفاء 4256. وفيما يتعلق بالحالات التي استفادت من العلاج حسب البروتوكول المعمول به، فقد بلغ عددها 13.732 وتشمل الحالات المؤكدة حسب التحليل المخبري والمحتملة حسب التحليل بالأشعة والسكانير، فيما يتواجد 31 مريضا حاليا في العناية المركزة.[286]
  - اقترح الاتحاد الجزائري لكرة القدم، لِإنهاء موسم البطولة الوطنية، التي أوقفت منذ أكثر من شهرَين، بِسبب تفشّي جائحة “كورونا” ثلاثة خيارات حيث بقي في السباق 8 جولات عن إسدال ستار بطولة القسم الأوّل، و7 جولات في بطولة القسم الثاني، بينما بلغت منافسة كأس الجمهورية الدور ربع النهائي إياب.[287]
- 23 مايو
  - سجلت خلال ال24 ساعة الماضية في الجزائر 195 حالة إصابة مؤكدة بفيروس كورونا و 170 حالة تماثلت للشفاء، فيما سجلت10 وفيات جديدة بحالتين بكل من البليدة ووهران  وسطيف وحالة واحدة في كل من الجزائر العاصمة وبجاية وتيبازة وباتنة، ارتفع العدد الاجمالي للإصابات المؤكدة إلى 8113 وبلغ إجمالي الوفيات بلغ 592 حالة، في حين بلغ العدد الاجمالي للاشخاص الذين تماثلوا للشفاء 4426. وفيما يتعلق بالحالات التي استفادت من العلاج حسب البروتوكول المعمول به، فقد بلغ عددها 14059 وتشمل الحالات المؤكدة حسب التحليل المخبري والمحتملة حسب التحليل بالأشعة والسكانير، فيما يتواجد 25 مريضا حاليا في العناية المركزة.[288]
- 24 مايو
  - ارتفاع العدد الإجمالي للإصابات بفيروس كورونا المستجد إلى 8306 حالة، بينما بلغ عدد الوفيات 600 وفاة وعدد الحالات التي تماثلت للشفاء بلغ 4578، بعد تسجيل 8 وفيات و193 حالة إصابة جديدة بفيروس كورونا.[289] سجلت الوفيات الجديدة بكل من الجزائر العاصمة (حالتان) وحالة واحدة بكل من وهران، سطيف، ورقلة، الأغواط، بشار والنعامة، بلغ عدد الحالات التي استفادت من العلاج حسب البروتوكول المعمول به 14.776، فيما يتواجد 26 مريضا حاليا في العناية المركزة.[290]
- 25 مايو
  - ارتفاع العدد الإجمالي للإصابات بفيروس كورونا المستجد إلى 8 503 حالة، بينما بلغ عدد الوفيات 609 وفاة وعدد الحالات التي تماثلت للشفاء بلغ 4 747 حالة، بعد تسجيل 9 وفيات و197 حالة إصابة جديدة بفيروس كورونا وتعافي 169 مصاب.[291] سجلت الوفيات الجديدة بكل من ولايات الوادي، مستغانم، تيبازة، تيارت، أدرار، ورقلة، ميلة، سكيكدة وتندوف، بلغ عدد الحالات التي استفادت من العلاج حسب البروتوكول المعمول به 15 013 حالة، فيما يتواجد 27 مريضا حاليا في العناية المركزة.[292]
- 26 مايو
  - أعلنت وزارة الصحة عن تسجيل 194 إصابة جديدة بفيروس كورونا خلال 24 ساعة الأخيرة، وبذلك ارتفع عدد الإصابات إلى 8697 حالة وارتفع إجمالي الوفيات إلى 617 حالة وفاة، وهذا بعد تسجيل 8 وفيات خلال 24 ساعة الأخيرة بكل من الوادي، عين الدفلى، سطيف، البويرة، البيض والأغواط، بينما تماثلت  171 حالة شفاء خلال 24 ساعة الأخيرة ليرتفع الإجمالي إلى 4918.[293]
  - قررت مصالح ولاية وهران غلق فندق “الزينيت” وقاعة حفلات بعد تنظيم حفل وإحتضان نشاط عام (حفل ساهر) من دون ترخيص ليلة ثاني أيام العيد وتم بثه على قناة خاصة سهرة الاثنين.[294]
  - أحالت مصالح الأمن الوطني خلال يومي العيد أزيد من 5 آلاف شخص على العدالة بتهمة مخالفة تدابير الحجر المنزلي، وتحويل 1647 مركبة و602 دراجة على المحشر.[295]
- 27 مايو
  - تسجيل 160 إصابة جديدة، 211 حالة شفاء و 6 وفيات في الجزائر خلال 24 ساعة الماضية، الوفيات الجديدة سجلت بكل من ولايات سطيف (حالتان)، المدية (1) وقسنطينة (1) ومعسكر (1) وسكيكدة (1).[296]
  - عودة 300 مواطن جزائري مساء اليوم والذين كانوا عالقين في العاصمة البريطانية لندن نتيجة توقف حركة النقل الجوي منذ مارس الماضي، على متن طائرة تابعة لشركة الخطوط الجوية الجزائرية حطت بمطار الجزائر الدولي.[297]
- 28 مايو
  - سجلت خلال ال24 ساعة الماضية في الجزائر 140 حالة إصابة بفيروس كورونا و 7 وفيات جديدة بكل من ولايات المدية (حالتان)، الجزائر العاصمة (1)، تيارت (1)، المسيلة (1)، سيدي بلعباس (1) والبيض (1). فيما تماثل 148 مريضا للشفاء، وبذلك ارتفع العدد الاجمالي للإصابات المؤكدة ارتفع إلى 8.997 حالة، أي ما يمثل نسبة 20 حالة لكل 100 ألف نسمة، فيما بلغ إجمالي الوفيات 630 وفاة وعدد الحالات التي تماثلت للشفاء 5.277 حالة، بلغ عدد الحالات التي استفادت من العلاج حسب البروتوكول المعمول به 16.149 حالة وتشمل 7.286 حالة مؤكدة حسب التحليل المخبري و 8.863 حالة محتملة حسب التحليل بالأشعة والسكانير، في الوقت الذي يتواجد فيه 31 مريضا في العناية المركزة.[298]
  - قرر الوزير الأول، السيد عبد العزيز جراد، تمديد العمل بنظام الحجر الجزئي الـمنزلي ابتداء من يوم السبت 30 مايو إلى غاية يوم السبت 13 جوان 2020، والرفع الكلي للحجر الصحي على ولايات سعيدة، تندوف، إليزي وتمنراست.[299]
- 29 مايو
  - تسجيل 137 إصابة جديدة، 145 حالة شفاء و 8 وفيات في الجزائر خلال 24 ساعة الماضية،[300] الوفيات الجديدة سجلت بكل من وهران، سطيف، ورقلة، المدية، المسيلة، ميلة، البيض وتمنراست. اجمالي عدد الإصابات بلغ 9134 إصابة، فيما ارتفع الوفيات إلى 635 وفاة بفيروس كورونا، وبلغ اجمالي الذين تماثلوا للشفاء 5422 حالة.[301]
- 30 مايو
  - سُجل في الجزائر خلال 24 ساعة الماضية 133 إصابة جديدة، 127 حالة شفاء و 8 وفيات بكل من ولايات المدية، الجزائر العاصمة، الأغواط، المسيلة، تيبازة، غرداية، وهران وورقلة، وبذلك ارتفع العدد الاجمالي للإصابات المؤكدة ارتفع إلى 9267 حالة، أي ما يمثل نسبة 21 حالة لكل 100 ألف نسمة، فيما بلغ إجمالي الوفيات 638 وفاة وعدد الحالات التي تماثلت للشفاء 5.549 حالة، بلغ عدد الحالات التي استفادت من العلاج حسب البروتوكول المعمول به 17.445 وتشمل 8.056 حالة مؤكدة حسب التحليل المخبري و 9.389 حالة محتملة حسب التحليل بالأشعة والسكانير، فيما يتواجد 28 مريضا حاليا في العناية المركزة.[302]
- 31 مايو
  - سُجل في الجزائر خلال 24 ساعة الماضية 127 إصابة جديدة، 199 حالة شفاء و 7 وفيات بكل من ولايات تيارت وسطيف والشلف والمسيلة وورقلة والجزائر العاصمة والأغواط، وبذلك ارتفع العدد الاجمالي للإصابات المؤكدة ارتفع إلى 9 394 حالة، أي ما يمثل نسبة 21 حالة لكل 100 ألف نسمة، فيما بلغ إجمالي الوفيات 638 وفاة وعدد الحالات التي تماثلت للشفاء 5 549 حالة، بلغ عدد الحالات التي استفادت من العلاج حسب البروتوكول المعمول به 17 753 حالة وتشمل 8 162 حالة مؤكدة حسب التحليل المخبري و 9 591 حالة محتملة حسب التحليل بالأشعة والسكانير، فيما يتواجد 23 مريضًا حاليًا في العناية المركزة.[303]

### يونيو 2020
- 1 يونيو
  - سُجل في الجزائر خلال 24 ساعة الماضية 119 إصابة جديدة، 146 حالة شفاء و 8 وفيات بكل من البليدة وسوق اهراس والجزائر العاصمة وسطيف وباتنة والوادي وقسنطينة وادرار. ارتفع العدد الاجمالي للإصابات المؤكدة إلى 9 513 حالة، أي ما يمثل نسبة 21,7 حالة لكل 100 ألف ساكن، فيما بلغ إجمالي الوفيات 661 وعدد الحالات التي تماثلت للشفاء 5 894 حالة، بلغ عدد الحالات تحت العلاج 18 470 حالة وتشمل 8 197 حالة مؤكدة حسب التحليل المخبري و10 273 حالة محتملة حسب التحليل بالأشعة والسكانير، فيما يتواجد 25 مريضا حاليا في العناية المركزة.[304]
- 2 يونيو
  - سُجل في الجزائر خلال 24 ساعة الماضية 113 إصابة جديدة، 173 حالة شفاء و 6 وفيات بكل من ولايات البليدة وسوق أهراس وسطيف والمسيلة والشلف وباتنة. ارتفع العدد الاجمالي للإصابات المؤكدة إلى9 626 حالة، أي ما يمثل نسبة 21,7 حالة لكل 100 ألف ساكن، فيما بلغ إجمالي الوفيات 667 وعدد الحالات التي تماثلت للشفاء 6 067 حالة، بلغ عدد الحالات تحت العلاج 18 545 حالة وتشمل 8 256 حالة مؤكدة حسب التحليل المخبري و10 289 حالة محتملة حسب التحليل بالأشعة والسكانير، فيما يتواجد 27 مريضا حاليا في العناية المركزة.[305]
- 3 يونيو
  - سُجل في الجزائر خلال 24 ساعة الماضية 107 إصابة جديدة، 151 حالة شفاء و 6 وفيات بكل بكل من ولايات بسكرة (حالتان)، بجاية (1) الجزائر العاصمة (1) سطيف (1) والوادي (1). ارتفع العدد الاجمالي للإصابات المؤكدة إلى9 733 حالة، أي ما يمثل نسبة 22 حالة لكل 100 ألف ساكن، فيما بلغ إجمالي الوفيات 673 وعدد الحالات التي تماثلت للشفاء 6 218 حالة، بلغ عدد الحالات تحت العلاج 18 681 حالة وتشمل 8 305 حالة مؤكدة حسب التحليل المخبري و10 376 حالة محتملة حسب التحليل بالأشعة والسكانير، فيما يتواجد 32 مريضًا حاليًا في العناية المركزة.[306]
- 4 يونيو
  - سُجلت 98 إصابة جديدة 79 حالة شفاء و 8 وفيات في الجزائر خلال ال24 ساعة الماضية، الوفيات الجديدة سجلت بكل من ولايات البليدة وسطيف وسوق أهراس وخنشلة وأدرار وبجاية والجلفة وورقلة. وبذلك فالعدد الاجمالي للإصابات المؤكدة ارتفع إلى 9 831 حالة، أي ما يمثل نسبة 22 حالة لكل 100 ألف ساكن، فيما بلغ إجمالي الوفيات 681 وعدد الحالات التي تماثلت للشفاء 6.297، بلغ عدد الحالات تحت العلاج 18 853 حالة وتشمل 8 396 حالة مؤكدة حسب التحليل المخبري و10 457 حالة محتملة حسب التحليل بالأشعة والسكانير، فيما يتواجد 31 مريضًا حاليًا في العناية المركزة.[307]
  - حدد الوزير الأول السيد عبد العزيز جراد خارطة طريق لرفع الحجر، بصفة تدريجية ومرنة في آن واحد على مرحلتين تبدأ المرحلة الأولى يوم 7 جوان والثانية يوم 14 من الشهر نفسه، أعطيت فيها الأولوية لعدد من الأنشطة وفق أثرها الاقتصادي والاجتماعي وخطر انتقال عدوى (كوفيد ـ 19).[308][309]
- 5 يونيو
  - سُجلت 104 إصابة جديدة 156 حالة شفاء و 9 وفيات في الجزائر خلال ال24 ساعة الماضية، الوفيات الجديدة سجلت بكل من ولايات سطيف (حالتان) وحالة واحدة بكل من بومرداس وبشار وسيدي بلعباس والجزائر العاصمة وقسنطينة وتيبازة، وبذلك فالعدد الاجمالي للإصابات المؤكدة ارتفع إلى 9 935 حالة، أي ما يمثل نسبة 22,6 حالة لكل 100 ألف ساكن، فيما بلغ إجمالي الوفيات 690 وعدد الحالات التي تماثلت للشفاء 6 453 حالة، بلغ عدد الحالات تحت العلاج 18 950 حالة وتشمل 8 459 حالة مؤكدة حسب التحليل المخبري و10 491 حالة محتملة حسب التحليل بالأشعة والسكانير، فيما يتواجد 22 مريضًا حاليًا في العناية المركزة.[310]
- 6 يونيو
  - سُجلت 115إصابة جديدة 178 حالة شفاء و 8 وفيات في الجزائر خلال ال24 ساعة الماضية، الوفيات الجديدة سجلت بكل من ولايات المسيلة (حالتان) وحالة واحدة بكل من البليدة والبويرة وسوق اهراس وبشار وسطيف وبجاية وقسنطينة، وبذلك فالعدد الاجمالي للإصابات المؤكدة ارتفع إلى 10 050 حالة، أي ما يمثل نسبة 23 حالة لكل 100 ألف ساكن، فيما بلغ إجمالي الوفيات 698 وعدد الحالات التي تماثلت للشفاء 6 631 حالة، بلغ عدد الحالات تحت العلاج 19 406 حالة وتشمل 8 715 حالة مؤكدة حسب التحليل المخبري و10 691 حالة محتملة حسب التحليل بالأشعة والسكانير، فيما يتواجد 22 مريضًا حاليًا في العناية المركزة.[311]
- 7 يونيو
  - أعلنت وزارة الصحة السكان وإصلاح المستشفيات عن تسجيل 9 وفيات (حالتان بكل من سطيف والجزائر العاصمة وحالة واحدة بكل من ولايات المدية والوادي وبومرداس وغرداية وورقلة) و104 حالة إصابة جديدة و86 حالة شفاء. وبذلك سجل ارتفاع العدد الإجمالي للإصابات بفيروس كورونا المستجد إلى 10 154 حالة، بينما بلغ عدد الوفيات 707 وفاة، فيما بلغ العدد الإجمالي للمتعافين إلى 6717.[312] وفيما يتعلق بالحالات التي استفادت من العلاج حسب البروتوكول المعمول به في الجزائر، فقد بلغ عددها 19792 وتشمل 8 819 حالة مؤكدة حسب التحليل المخبري و 10 973 حالة محتملة حسب التحليل بالأشعة والسكانير، فيما يتواجد 30 مريضا حاليا في العناية المركزة.[313]
- 8 يونيو
  - سجلت وزارة الصحة 111 إصابة جديدة بفيروس كورونا ووفاة 8 بكل من ولايات البليدة والجزائر العاصمة وتيسمسيلت وباتنة وغرداية وورقلة وسطيف والجلفة.بينما تماثلت 82 حالة للشفاء خلال 24 ساعة المنصرمة. إرتفاع حصيلة الإصابات إلى 10 265 حالة مؤكدة ووصل عدد الوفيات إلى 715 حالة وفاة وعدد المتعافين إلى 6 799 حالة. ويتواجد حاليًا 36 شخصا بالعناية المركزة.[314][315]
  - قلصت الشركة الوطنية للنقل الحضري وشبه الحضري للجزائر “إيتوزا” عدد ركاب حافلاتها إلى 25 راكبا فقط بدلًا من 100 راكب، تحسبا لإستئناف نشاطاتها بعد الحجر الصحي.[316]
- 9 يونيو
  - سجلت خلال الـ24 ساعة الماضية في الجزائر 117 حالة إصابة جديدة و9 وفيات جديدة بكل من البويرة والجزائر العاصمة بحالتين لكل واحدة منهما فيما يتوزع باقي الحالات على كل من ولايات عنابة وجيجل وبسكرة والاغواط والوادي. فيما تماثل 152 مريضا للشفاء، وبذلك ارتفع العدد الإجمالي للإصابات المؤكدة إلى 10 382 حالة، أي ما يمثل نسبة 23.6 حالة لكل 100 ألف ساكنن فيما بلغ إجمالي الوفيات 724 وعدد الحالات التي تماثلت للشفاء 6951، وبلغ عدد الحالات تحت العلاج 20 578 حالة وتشمل 8 967 حالة مؤكدة حسب التحليل المخبري و11 611 حالة محتملة حسب التحليل بالأشعة والسكانير، فيما يتواجد 39 مريضًا حاليًا في العناية المركزة.[317][318]
  - نظم الجزائريون العالقون في اسبانيا اعتصامًا أمام مقر قنصلية الجزائر بمدينة اليكانت، صبيحة اليوم، لمطالبة السلطات الجزائرية للتعجيل بترحيل المواطنين القابعين منذ شهور في اسبانيا بسبب غلق الحدود بعد جائحة «كوفيد 19».[319]
- 10 يونيو
  - كشفت تعليمة داخلية للشركة الوطنية للنقل بالسكك الحديدية عن إستئناف جزئي ووفق معايير محددة لرحلات القطار بداية من يوم 14 يونيو 2020، تزامنا مع المرحلة الثانية لرفع الحجر.[320]
  - تسجيل 8 وفيات (بولايات كل من البليدة والجزائر العاصمة وعنابة والطارف وغرداية والمسيلة والجلفة وتيبازة) و 102 حالة إصابة جديدة و123 حالة شفاء. وبذلك سجل ارتفاع العدد الإجمالي للإصابات بفيروس كورونا المستجد إلى 10 484 حالة، بينما بلغ عدد الوفيات 732 وفاة، فيما بلغ العدد الإجمالي للمتعافين إلى 7 074 حالة. وبلغ عدد الحالات تحت العلاج 20 904 حالة وتشمل 9 114 حالة مؤكدة حسب التحليل المخبري و11 790 حالة محتملة حسب التحليل بالأشعة والسكانير، فيما يتواجد 33مريضًا حاليًا في العناية المركزة.[321][322]
  - إصابة 12 طفلا و10 مستخدمين بمستشفى أورام السرطان بفيروس كورونا بوهران.[323]
  - أكد الاتحاد الجزائري أمر استئناف نشاط المنافسات الكروية، حيث تُنسّق الفاف هذه الأيّام مع وزارة الشباب والرياضة، لِضبط الإجراءات والتدابير اللازمَين، قبيل إعطاء إشارة استئناف منافستَي البطولة الوطنية وكأس الجمهورية لِكرة القدم.[324]
  - رئيس الجمهورية يأمر بإنشاء خلية عملياتية تعنى حصريا بالتحري ومتابعة التحقيقات الوبائية حول حالات “كوفيد 19” المؤكدة أو المشتبهة.[325] وقد نُصب البروفسور بلحسين على رأس الخلية العملياتية للتحري ومتابعة التحقيقات الوبائية.[326] وصرح السيد جراد بأن عمل هذه الخلية سيساهم مستقبلا، في «تدعيم وتقييم وتطوير استراتيجيات التصدي لتفشي الأوبئة في بلادنا»[327]
  - أصدرت شركة خطوط الجوية الجزائرية، تعليمة خاصة تأمر خلالها بتحضير جدول عمل شهري، وهذا باستخدام 50 بالمائة من الموظفين تحسبا للاستئناف التدريجي للنشاط.[328]
- 11 يونيو
  - تسجيل 9 وفيات (بولايات كل من سطيف وأم البواقي وتبسة والمسيلة وتيارت وبسكرة وسيدي بلعباس والوادي وسوق أهراس) و 105حالة إصابة جديدة و 180 حالة شفاء. وبذلك سجل ارتفاع العدد الإجمالي للإصابات إلى 10 698 حالة، بينما بلغ عدد الوفيات 751 وفاة، فيما بلغ العدد الإجمالي للمتعافين إلى 7 322 حالة. وبلغ عدد الحالات تحت العلاج 21 213 حالة وتشمل 9 170 حالة مؤكدة حسب التحليل المخبري و11 043 حالة محتملة حسب التحليل بالأشعة والسكانير، فيما يتواجد 36 مريضًا حاليًا في العناية المركزة.[329]
- 12 يونيو
  - تسجيل 10 وفيات (ثلاث حالات بولايتي سطيف والمسيلة ووفاتين في الوادي ووفاة في كل منتبسة وعنابة) و 109 حالة إصابة جديدة و 68 حالة شفاء. وبذلك سجل ارتفاع العدد الإجمالي للإصابات إلى 10 698 حالة، بينما بلغ عدد الوفيات 751 وفاة، فيما بلغ العدد الإجمالي للمتعافين إلى 7 322 حالة. وبلغ عدد الحالات تحت العلاج 21 544 حالة وتشمل 9 207 حالة مؤكدة حسب التحليل المخبري و12 337 حالة محتملة حسب التحليل بالأشعة والسكانير، فيما يتواجد 39 مريضًا حاليًا في العناية المركزة.[330]
- 13 يونيو
  - قررت الحكومة رفع الحجر المنزلي كاملا في 19 ولاية (تمنراست وتندوف وإيليزي وسعيدة وغرداية والنعامة والبيض وتيارت وقالمة وسكيكدة وجيجل ومستغانم وتبسة وتلمسان وعين تيموشنت والطارف وتيزي وزو وعين الدفلى وميلة.) وتعديل توقيت هذا الإجراء من الساعة الثامنة مساء إلى غاية الخامسة صباحا في 29 ولاية المتبقية، وتدخل هذه الإجراءات حيز التنفيذ يوم الأحد 14 يونيو 2020.[331]
  - رفع اجراءات العطل الاستثنائية (50 بالمئة) في القطاع الاقتصادي العام والخاص بشرط ضمان النقل، والترخيص لعودة النشاط لمحلات الحلاقة للسيدات، ومحلات الملابس والأحذية، ومدارس تعليم السياقة، وكالات كراء السيارات، وذلك في كل الولايات، وأيضا استئناف النقل الحضري عن طريق الحافلات والترامواي، مع تأجيل البحث في إمكانية فتح المجال الجوي والحدود البرية والبحرية إلى مطلع الشهر القادم.[331]
  - نصب رئيس الجمهورية، السيد عبد المجيد تبون البروفسور كمال صنهاجي على رأس الوكالة الوطنية للأمن الصحي المستحدثة مؤخرًا،[332] وأردفه بتنصيب إلياس زرهوني مستشارا خاصا للوكالة وهو شخصية علمية مرموقة تخصص في التصوير الطبي لتشخيص الأمراض مكنته من شغل منصب رئيس لمعاهد الصحة الأمريكية.[333]
  - تسجيل 9 وفيات (حالاتين بولايتي سطيف والجزائر العاصمة وحالة وفاة واحدة بكل من ولايات تيبازة والمسيلة وجيجل وتيارت ومعسكر) و 112 حالة إصابة جديدة و 98 حالة شفاء. وبذلك سجل ارتفاع العدد الإجمالي للإصابات إلى 10 810 حالة، بينما بلغ عدد الوفيات 760 وفاة، فيما بلغ العدد الإجمالي للمتعافين إلى 7 420 حالة. وبلغ عدد الحالات تحت العلاج 21 750 حالة وتشمل 9 295 حالة مؤكدة حسب التحليل المخبري و 12 455 حالة محتملة حسب التحليل بالأشعة والسكانير، فيما يتواجد 39 مريضًا حاليًا في العناية المركزة.[334]
- 14 يونيو

سجلت 109 إصابة جديدة بفيروس كورونا و 7 وفيات جديدة (حالتان بكل من ولايات البليدة والوادي وحالة واحدة سطيف وتيسمسيلت والمسيلة.)، فيما تماثل 186 مريضا للشفاء، والعدد الاجمالي للإصابات المؤكدة ارتفع إلى 10 919 حالة، فيما بلغ إجمالي الوفيات 767 وعدد الحالات التي تماثلت للشفاء 7606، وبلغ عدد الحالات التي استفادت من العلاج 22282 وتشمل 9 373 حالة مؤكدة و12 909 حالة محتملة، فيما يتواجد 42 مريضا حاليا في العناية المركزة.
- 15 يونيو
  - سجلت 112 إصابة جديدة و 10 وفيات جديدة (بولايات البليدة سطيف سيدي بلعباس البويرة أم البواقي تيارت تيسمسيلت بجاية المسيلة وقسنطينة) ، فيما تماثل 129 مريضا للشفاء ارتفع العدد الاجمالي للوفيات إلى 787 وفاة وعدد اللإصابات المؤكدة إلى 11 031 حالة والمعافاة إلى 7 735 حالة ، وبلغ عدد الحالات التي استفادت من العلاج 22 539 حالة وتشمل 9 458 حالة مؤكدة و13 081 حالة محتملة ، فيما يتواجد 39 مريضا حاليا في العناية المركزة.[336]
- 16 يونيو
  - ارتفع العدد الاجمالي للإصابات المؤكدة إلى 11 147 حالة، فيما بلغ إجمالي الوفيات 788 وللمتعافين إلى 7 842 حالة. وذلك بعد تسجيل 116 إصابة جديدة و 11 وفيات جديدة (بحالتين بكل من ولايات ميلة والوادي وحالة واحدة بكل من الجزائر العاصمة وأم البواقي وسطيف وباتنة والبويرة وبجاية وتيبازة)، فيما تماثل 107 مريضًا للشفاء، وبلغ عدد الحالات التي استفادت من العلاج 22965 وتشمل 9 493 حالة مؤكدة و13 472 حالة محتملة ، فيما يتواجد 42 مريضا حاليا في العناية المركزة.[337]
- 17 يونيو
  - سجلت 121 إصابة جديدة و 11 وفيات جديدة (بحالاتان بكل من ولاية ميلة وتيارت وحالة واحدة بكل من البليدة وام البواقي وسطيف وباتنة والبويرة وبجاية وو تيبازة)، فيما تماثل 101 مريضا للشفاء، وبذلك ارتفع العدد الاجمالي للوفيات إلى 799 والإصابات المؤكدة إلى 11 268 حالة والمعافاة إلى 7 943 حالة، وبلغ عدد الحالات التي استفادت من العلاج 23 632 حالة وتشمل 9 627 حالة مؤكدة و14 005 حالة محتملة ، فيما يتواجد 41 مريضًا حاليًا في العناية المركزة.[338]
- 18 يونيو
  - سجلت 117 إصابة جديدة و 12 وفيات جديدة (بكل من جيجل، سطيف، الجزائر ، مسيلة، البيض، ورقلة، تيارت، ميلة، برج بوعريريج، بجاية والاغواط وسكيكدة.)، فيما تماثل 135 مريضا للشفاء، وبذلك ارتفع العدد الاجمالي للوفيات إلى 825 والإصابات المؤكدة إلى 11 385 حالة والمعافاة إلى 8 078 حالة، وبلغ عدد الحالات التي استفادت من العلاج 24 184 حالة وتشمل 9 790 حالة مؤكدة و14 394 حالة محتملة ، فيما يتواجد 54 مريضًا حاليًا في العناية المركزة.[339]
- 19 يونيو
  - سجلت 119 إصابة جديدة و 14 وفيات جديدة (ثلاث حالات بولاية تمنراست وحالتان بكل من البليدة وسطيف وبسكرة وحالة واحدة بكل من ام البواقي وتبسة وأدرار وعنابة وميلة)، فيما تماثل 118 مريضا للشفاء، وبذلك ارتفع العدد الاجمالي للوفيات إلى 825 والإصابات المؤكدة إلى 11 504 حالة والمعافاة إلى 8 196 حالة، وبلغ عدد الحالات التي استفادت من العلاج 24 603 حالة وتشمل 9 864 حالة مؤكدة و14 739 حالة محتملة ، فيما يتواجد 53 مريضا حاليا في العناية المركزة.[340]
- 20 يونيو
  - سجلت 127 إصابة جديدة و12 وفيات جديدة (بولايات باتنة (حالتنان) والاغواط (2) وحالة واحدة بكل من المسيلة وقسنطينة والوادي وغرداية ووهران وورقلة ومعسكر وبجاية)، فيما تماثل 128 مريضا للشفاء.[341]
- 21 يونيو
  - سجلت 140 إصابة جديدة و 8 وفيات جديدة (بولايات الاغواط ومعسكر وسيدي بلعباس والبويرة وسطيف وباتنة والمسيلة وأدرار،)، فيما تماثل 98 مريضا للشفاء.[342]
  - باشرت لجنة خاصة موفدة من طرف وزارة الصحة والسكان وإصلاح المستشفيات العمل لإجراء تحقيق وبائي على مستوى ولاية سطيف (العلمة) التي عرفت ارتفاعا مقلقا في عدد الإصابات.[343]
- 22 يونيو
  - سجلت 149 إصابة جديدة و 7 وفيات جديدة ()، فيما تماثل 149 مريضا للشفاء.[344]
- 23 يونيو
  - سجلت 157 إصابة جديدة و 9 وفيات جديدة ()، فيما تماثل 115 مريضا للشفاء.[345]
- 24 يونيو
  - سجلت 171 إصابة جديدة و 8 وفيات جديدة ()، فيما تماثل 118 مريضًا للشفاء.[346]
- 25 يونيو
  - سجلت 197 إصابة جديدة و 6 وفيات جديدة ()، فيما تماثل 128 مريضا للشفاء، وبذلك ارتفع العدد الاجمالي للوفيات إلى 878 والإصابات المؤكدة إلى 12 445 حالة والمعافاة إلى 8 920 حالة، وبلغ عدد الحالات التي استفادت من العلاج 27 330 حالة، فيما يتواجد 45 مريضا حاليا في العناية المركزة.[347]
- 26 يونيو
  - سجلت 240 إصابة جديدة و 7 وفيات جديدة ()، فيما تماثل 146 مريضا للشفاء، وبذلك ارتفع العدد الاجمالي للوفيات إلى 885 والإصابات المؤكدة إلى 12 685 حالة والمعافاة إلى 9 066 حالة، وبلغ عدد الحالات التي استفادت من العلاج 29 832 حالة، فيما يتواجد 48 مريضا حاليا في العناية المركزة.[348]
- 27 يونيو
  - سجلت 283 إصابة و 7 وفيات جديدة، وتماثل 136 شخص للشفاء، فيما يتواجد 42 شخص بالعناية المركزة. وبذلك ارتفع العدد الاجمالي للوفيات إلى 892 والإصابات المؤكدة إلى 12 968 حالة والمعافاة إلى 9 202 حالة، وبلغ عدد الحالات التي استفادت من العلاج 30 345 حالة.[349]
- 28 يونيو
  - سجلت 305 إصابة و 5 وفيات جديدة، وتماثل 169 شخص للشفاء، فيما يتواجد 44 شخص بالعناية المركزة.[350]
- 29 يونيو
  - سجلت 298 إصابة و 8 وفيات جديدة، وتماثل 303 شخص للشفاء، فيما يتواجد 42 شخص بالعناية المركزة. وبذلك ارتفع العدد الاجمالي للوفيات إلى 905 والإصابات المؤكدة إلى 13 571 حالة والمعافاة إلى 9 674 حالة.[351]
  - قررت الحكومة اقرار نفس الاجراءات الحجر المنزلي المتخذة في 13 يونيو 2020، وذلك إلى غاية 13 يوليو 2020.[352]
- 30 يونيو
  - سجلت 336 إصابة و 7 وفيات جديدة، وتماثل 233 شخص للشفاء، فيما يتواجد 47 شخص بالعناية المركزة. وبذلك ارتفع العدد الاجمالي للوفيات إلى 912 والإصابات المؤكدة إلى 13 907 حالة والمعافاة إلى 9 897 حالة.[353]

### يوليو 2020
- 1 يوليو، سجلت 365 إصابة و 8 وفيات جديدة، وتماثل 143 شخص للشفاء، فيما يتواجد 48 شخص بالعناية المركزة. وبذلك ارتفع العدد الاجمالي للوفيات إلى 920 والإصابات المؤكدة إلى 14 272 حالة والمعافاة إلى 10 040 حالة.[354]
- 2 يوليو، سجلت 385 إصابة و 8 وفيات جديدة، وتماثل 302 شخص للشفاء، فيما يتواجد 48 شخص بالعناية المركزة. وبذلك ارتفع العدد الاجمالي للوفيات إلى 928 والإصابات المؤكدة إلى 14 657 حالة والمعافاة إلى 10 342 حالة.[355]
- 3 يوليو، سجلت 413 إصابة و 9 وفيات جديدة، وتماثل 490 شخص للشفاء، فيما يتواجد 54 شخص بالعناية المركزة. وبذلك ارتفع العدد الاجمالي للوفيات إلى 937 والإصابات المؤكدة إلى 15 070 حالة والمعافاة إلى 10 832 حالة.[356]
- 4 يوليو
  - سجلت 430 إصابة و 9 وفيات جديدة، وتماثل 349 شخص للشفاء، فيما يتواجد 56 شخص بالعناية المركزة. وبذلك ارتفع العدد الاجمالي للوفيات إلى 946 والإصابات المؤكدة إلى 15 500 حالة والمعافاة إلى 11 181 حالة.[357]
  - كشف وزير الصحة والسكان وإصلاح المستشفيات البروفسور عبد الرحمن بن بوزيد مساء الجمعة بالجزائر العاصمة عن وفاة 26 مستخدم بالقطاع الصحي جراء فيروس كورونا وإصابة 1515 أخرين بالوباء.[358]
- 5 يوليو، سجلت 441 إصابة و 6 وفيات جديدة، وتماثل 311 شخص للشفاء، فيما يتواجد 53 شخص بالعناية المركزة. وبذلك ارتفع العدد الاجمالي للوفيات إلى 952 والإصابات المؤكدة إلى 15 941 حالة والمعافاة إلى 11 492 حالة.[359]
- 6 يوليو، سجلت 463 إصابة و 7 وفيات جديدة، وتماثل 392 شخص للشفاء، فيما يتواجد 53 شخص بالعناية المركزة. وبذلك ارتفع العدد الاجمالي للوفيات إلى 959 والإصابات المؤكدة إلى 16 404 حالة والمعافاة إلى 11 884 حالة.[360]
- 7 يوليو
  - سجلت 475 إصابة و 9 وفيات جديدة، وتماثل 210 شخص للشفاء، فيما يتواجد 55 شخص بالعناية المركزة. وبذلك ارتفع العدد الاجمالي للوفيات إلى 968 والإصابات المؤكدة إلى 16 879 حالة والمعافاة إلى 12 094 حالة.[361]
  - فرضت وزارة الداخلية و الجماعات المحلية والتهيئة العمرانية حجر منزلي جزئي على 18 بلدية بولاية سطيف من الساعة الواحدة زوالا إلى غاية الخامسة صباحا من اليوم الموالي لمدة 15 يوما ابتداء من يوم الأربعاء8 يونيو 2020، ويتضمن هذا الإجراء البلديات الآتية: سطيف، عين ارنات، عين عباسة، أوريسيا، عين ولمان، قصر الأبطال، قلال، عين ازال، عين الحجر، بئر حدادة، العلمة، بازر سكرة، القلتة الزرقاء، بوقاعة، عين الروى، بني أوسين، بيضاء برج (مركز) وعين الكبيرة.[362]
- 8 يوليو، سجلت 469 إصابة و 10 وفيات جديدة، وتماثل 235 شخص للشفاء، فيما يتواجد 52 شخص بالعناية المركزة. وبذلك ارتفع العدد الاجمالي للوفيات إلى 978 والإصابات المؤكدة إلى 17 348 حالة والمعافاة إلى 12 329 حالة.[363]
- 9 يوليو،
  - سجلت 460 إصابة و 10 وفيات جديدة، وتماثل 308 شخص للشفاء، فيما يتواجد 53 شخص بالعناية المركزة. وبذلك ارتفع العدد الاجمالي للوفيات إلى 988 والإصابات المؤكدة إلى 17 808 حالة والمعافاة إلى 12 637 حالة.[364]
  - تزويد مخبر مستشفى الحكيم سعدان ببسكرة بجهاز بي سي أر للكشف عن كوفيد-19.[365]
  - قرر رئيس الجمهورية، السيد عبد المجيد تبون، جلسة عمل لدراسة الوضعية الصحية في البلاد منع حركة المرور، ويشمل كذلك السيارات الخاصة، من وإلى وبين الولايات الـ29 لمدة اسبوع ابتداء من غد الجمعة وهي ولايات بومرداس، سوق أهراس، تيسمسيلت، الجلفة ، معسكر، ام البواقي، باتنة، البويرة، غليزان، بسكرة، خنشلة، المسيلة، الشلف، سيدي بلعباس، المدية، البليدة، برج بوعريريج، تيبازة، ورقلة، بشار، الجزائر العاصمة، قسنطينة، وهران، سطيف، عنابة، بجاية، أدرار، الأغواط والوادي. ومنع النقل الحضري العمومي والخاص في يومي 10 و 11 يوليو في الولايات الـ29 المتضررة.[366]
- 10 يوليو
  - منعت مصالح ولاية الجزائر حركة مرور مركبات النقل الحضري الجماعي العمومي والخاص ، تحت طائلة العقوبات المنصوص عليها قانونا ، خلال عطل نهاية الأسبوع ابتداء من يوم الجمعة [367]
  - سجلت 434 إصابة و 8 وفيات جديدة، وتماثل 487 شخص للشفاء، فيما يتواجد 53 شخص بالعناية المركزة. وبذلك ارتفع العدد الاجمالي للوفيات إلى 996 والإصابات المؤكدة إلى 18 242 حالة والمعافاة إلى 13 124 حالة.[368]
- 16 يوليو
  - مدد الحكومة ابتداء من 18 يوليو إجراء الحجر الجزئي المنزلي حيث أعلنت أن «الحجر الجزئي المنزلي من الثامنة مساء إلى الخامسة صباحاً المفروض في 29 ولاية مُدد 10 أيام اعتباراً من السبت، علاوة على تمديد تعليق النقل الحضري العمومي والخاص للأشخاص في هذه المناطق خلال نهاية الأسبوع».[369][370]
- 17 يوليو
  - أعلنت وزارة الداخلية، بعد الزيادة المحسوسة في عدد الإصابات المؤكدة، تعديل مواقيت الحجر المنزلي الجزئي ببلديات الوادي وجامعة المغير وكوينين في ولاية الوادي، لمدة 10 أيام ابتداء من قالب:تاؤيخ، وذلك بتوقيف شامل لكل الأنشطة التجارية والاقتصادية والاجتماعية بما في ذلك توقيف حركة نقل المسافرين والسيارات.[371]
  - تسجيل 40 وفاة في صفوف السلك الطبي بسبب فيروس كورونـا وقالب:وحدة 2600 مؤكدة منذ بداية الجائحة [372]
- 18 يوليو
  -     -       - سجلت 601 إصابة و 11 وفيات جديدة، وتماثل 314 شخص للشفاء، فيما يتواجد 53 شخص بالعناية المركزة. وبذلك ارتفع العدد الاجمالي للوفيات إلى 1 068 والإصابات المؤكدة إلى 22 549 حالة والمعافاة إلى 15 744 حالة.[373]
- 19 يوليو
  - سجلت 535 إصابة و 10 وفيات جديدة، وتماثل 307 شخص للشفاء، فيما يتواجد 53 شخص بالعناية المركزة. وبذلك ارتفع العدد الاجمالي للوفيات إلى 1 078 والإصابات المؤكدة إلى 23 084 حالة والمعافاة إلى 16 051 حالة.[374]

### أغسطس 2020
في 8 أغسطس 2020 عُدلت مواقيت الحجر الجزئي المنزلي من الساعة الحادية عشر (23:00) ليلا إلى غاية الساعة السادسة (6:00) من صباح اليوم الموالي على مستوى 29 ولاية، وهذا في الفترة الممتدة من 9 إلى 31 أغسطس الجاري. وقررت الحكومة رفع الإجراء المتعلق بمنع حركة مرور السيارات الخاصة من وإلى الولايات التسعة والعشرين (29) المعنية بإجراء الحجر الجزئي وتمديد الإجراء الـمتعلق بمنع حركة مرور وسائل النقل الحضري الجماعي العمومي والخاص خلال عطلة نهاية الأسبوع. وقررت أيضًا الفتح التدريجي والمراقب للمساجد «في مرحلة أولى  وعلى مستوى الولايات الخاضعة لحجر منزلي جزئي  وعددها 29 ولاية  لن تكون معنية إلا المساجد التي لديها قدرة استيعاب تفوق 1.000 مصلي وحصريا بالنسبة لصلوات الظهر والعصر والمغرب والعشاء ابتداء من يوم السبت 15 أوت 2020  وعلى مدى أيام الأسبوع  باستثناء يوم الجمعة الذي سيتم فيه أداء صلوات العصر والمغرب والعشاء فقط  إلى أن تتوفر الظروف الملائمة للفتح الكلي لبيوت الله  وذلك في مرحلة ثانية».
في 31 أغسطس 2020 قررت الحكومة تعديل قائمة الولايات الـمعنية بتدابير الحجر الجزئي الـمنزلي من 29 إلى 18 ولاية حسب وهي: بومرداس، البويرة، غليزان، الـمدية، البليدة، تيبازة، الجزائر، وهران، عنابة، بجاية، تبسة، إليزي، الطارف، عين الدفلى، تلمسان، تيزي وزو، تندوف وجيجل وذلك لـمدة ثلاثين (30) يوما ابتداء من 1 سبتمبر 2020 من الساعة الحادية عشر  مساء إلى غاية الساعة  السادسة صباحا من اليوم الـموالي.

### سبتمبر 2020
في 27 سبتمبر 2020 بلغ مجموع الحالات المؤكدة في الجزائر 50 914 حالة من بينها 1 711 وفاة و35 756 حالة تعافٍ فيما سجلت 13 447 حالة نشطة. واحتلت الصدارة ولاية الجزائر بـ5 675 حالة وتلتها ولاية البليدة بـ 4 101 حالة وولاية وهران بـ 3 932 حالة ثم رابعًا ولاية سطيف بـ 3 222 حالة
في 30 سبتمبر 2020
- قد بلغ مجموع الحالات المؤكدة في الجزائر 51 530 حالة من بينها 1 734 وفاة و36 174 حالة تعافٍ[379] فيما سجلت 13 622 حالة نشطة. واحتلت الصدارة ولاية الجزائر بـ5 790 حالة وتلتها ولاية البليدة بـ 4 158 حالة وولاية وهران بـ 3 972 حالة ثم رابعًا ولاية سطيف بـ 3 237 حالة
- قررت الحكومة تكييف قائمة الولايات المعنية بإجراء الحجر الجزئي المنزليكما يأتي:
  - رفع الحجر الجزئي المنزلي عن عشر ولايات وهي: البويرة، تبسة، المدية، إيليزي، بومرداس، الطارف، تندوف، تيبازة، عين الدفلى وغليزان.
  - تمديد إجراء الحجر الجزئي المنزلي لمدة ثلاثين يوما، ابتداء من 1  أكتوبر 2020، من الساعة الحادية عشر ليلا إلى الساعة السادسة من صباح اليوم الموالي، بالنسبة لثماني ولايات. ويهي: بجاية، البليدة، تلمسان، تيزي وزو، الجزائر، جيجل، عنابة ووهران.
  - تطبيق نفس الإجراءات على ثلاث ولايات جديدة وهي : باتنة وسطيف وقسنطينة.

## أكتوبر 2020
حتى 20 أكتوبر 2020 بلغ مجموع الحالات المؤكدة في الجزائر 54 829 حالة من بينها 1 873 وفاة و38 346 حالة تعافٍ فيما سجلت 14 610 حالة نشطة . واحتلت الصدارة ولاية الجزائر بـ6 380 حالة وتلتها ولاية البليدة بـ 4 356 حالة وولاية وهران بـ 4 180 حالة ثم رابعًا ولاية سطيف بـ 3 363 حالة.

## نوفمبر 2020
- بلغ مجموع الحالات المؤكدة في الجزائر 6 666 979 حالة منها 860 حالة جديدة ومن بينها 2 154 وفاة و44 633 حالة تعافٍ[1]

## الحالات المسجلة
|         | الولاية            | عدد الحالات | عدد الوفيات | عدد حالات الشفاء | تاريخ تسجيل أول حالة | ملاحظات |
| ------- | ------------------ | ----------- | ----------- | ---------------- | -------------------- | --- |
| 2       | البليدة            | 1643        | 131         | 133              | 2 مارس 2020          | |
| 7       | الجزائر العاصمة    | 1495        | 145         | 261              | 13 مارس 2020         | إصابة شخص عائد من فرنسا عمره 36 سنة                                                                           |
| 17      | سطيف               | 1281        | 61          | 2                | 19 مارس 2020         | أول إصابة مؤكدة ويتعلق الأمر بمغترب يبلغ من العمر 75 سنة. وتسجيل إصابتين جديدتين بفيروس كورونا في ولاية سطيف. |
| 19      | وهران              | 858         | 22          | 234              | 19 مارس 2020         | أغلبهم عادوا من خارج الوطن                                                                                    |
| 21      | قسنطينة            | 603         | 25          | 0                | 22 مارس 2020         | تسجيل أول حالة لامرأة تبلغ من العمر 58 سنة، عادت مؤخرا من فرنسا.                                              |
| 1       | ورقلة              | 474         | 26          | 100              | 26 مارس 2020         | |
| 22      | تيبازة             | 447         | 37          | 0                | 21 مارس 2020         | أول حالة مؤكدة للاصابة ويتعلق الأمر بشاب من مدينة الدواودة يبلغ من العمر 29 سنة.                              |
| 31      | عين الدفلى         | 432         | 9           | 1                | 17 مارس 2020         | أول إصابة مؤكدة بالولاية لشخص عائد من فرنسا (مغترب).                                                          |
| 32      | باتنة              | 360         | 17          | 1                | 25 فبراير 2020       | أول حالة إصابة بالجزائر لمواطن إيطالي وصل إلى الجزائر في17 فبراير أول حالة مؤكدة بولاية ورقلة                 |
| 13      | بجاية              | 356         | 28          | 0                | 23 مارس 2020         | |
| 27      | تلمسان             | 351         | 8           | 73               | 18 مارس 2020         | |
| 14      | المدية             | 307         | 19          | 107              | 16 مارس 2020         | أول إصابة مؤكدة بالولاية لشخص عائد من فرنسا عمره 38 سنة.                                                      |
| 30      | أم البواقي         | 274         | 10          | 142              | 26 مارس 2020         | |
| 10      | عنابة              | 273         | 10          | 3                | 16 مارس 2020         | أول إصابة مؤكدة بالولاية تعود لشخص عائد من فرنسا عمره 34 سنة.                                                 |
| 37      | الجلفة             | 267         | 11          | 0                | 2 أبريل 2020         | |
| 12      | برج بوعريرج        | 254         | 30          | 42               | 26 مارس 2020         | |
| 40      | تيارت              | 251         | 22          | 100              | 27 مارس 2020         | |
| 4       | تيزي وزو           | 244         | 16          | 14               | 31 مارس 2020         | |
| 38      | المسيلة            | 235         | 29          | 37               | 12 مارس 2020         | |
| 35      | الأغواط            | 226         | 9           | 0                | 3 أبريل 2020         | |
| 16      | بومرداس            | 219         | 10          | 0                | 20 مارس 2020         | |
| 15      | الوادي             | 211         | 23          | 2                | 4 مارس 2020          | يتعلق الأمر بسيدة تبلغ من العمر 78 سنة، وابنتها 54 سنة.                                                       |
| 3       | معسكر              | 205         | 12          | 3                | 12 مارس 2020         | |
| 29      | بسكرة              | 202         | 12          | 2                | 26 مارس 2020         | |
| 11      | البويرة            | 193         | 13          | 1                | 18 مارس 2020         | [ 60 ] |
| 20      | خنشلة              | 193         | 5           | 0                | 27 مارس 2020         | |
| 6       | سكيكدة             | 190         | 8           | 0                | 15 مارس 2020         | تسجيل اصابة رعية إيراني.                                                                                      |
| 9       | أدرار              | 183         | 8           | 0                | 18 مارس 2020         | |
| 42      | تبسة               | 182         | 7           | 0                | 23 مارس 2020         | |
| 41      | بشار               | 179         | 3           | 15               | 16 مارس 2020         | |
| 36      | غرداية             | 156         | 10          | 0                | 27 مارس 2020         | |
| 26      | عين تموشنت         | 139         | 5           | 86               | 3 أبريل 2020         | |
| 24      | مستغانم            | 135         | 4           | 0                | 23 مارس 2020         | |
| 5       | سوق أهراس          | 130         | 7           | 60               | 23 مارس 2020         | |
| 43      | ميلة               | 121         | 11          | 1                | 19 مارس 2020         | تتعلق حالة بمواطن من الولاية، كان قد سافر إلى دولتي فرنسا وألمانيا يوم 3 مارس ودخل إلى الجزائر يوم 15 مارس .  |
| 25      | سيدي بلعباس        | 120         | 16          | 0                | 12 مارس 2020         | تعلق بحالة أقامت في فرنسا تتواجد حاليا بالمستشفى في ولاية سوق أهراس.                                          |
| 18      | تيسيمسيلت          | 119         | 5           | 0                | 4 أبريل 2020         | |
| 8       | جيجل               | 114         | 8           | 17               | 15 مارس 2020         | [ 383 ] |
| 33      | قالمة              | 112         | 1           | 0                | 22 مارس 2020         | |
| 23      | الشلف              | 99          | 3           | 1                | 6 أبريل 2020         | |
| 45      | البيض              | 85          | 6           | 51               | 27 مارس 2020         | |
| 44      | النعامة            | 84          | 1           | 38               | 26 مارس 2020         | |
| 28      | غليزان             | 75          | 3           | 15               | 6 أبريل 2020         | |
| 34      | الطارف             | 61          | 1           | 20               | 27 مارس 2020         | |
| 47      | تمنراست            | 56          | 4           | 0                | 13 أبريل 2020        | |
| 46      | سعيدة              | 40          | 0           | 0                | 10 أبريل 2020        | |
| 48      | تندوف              | 25          | 1           | 0                | 1 مايو 2020          | |
| 39      | إليزي              | 13          | 0           | 0                | 31 مارس 2020         | |
| المجموع | المجموع            | 14272       | 920         | 7,255            | /                    | / |
|         | تحديث 1 يوليو 2020 |             |             |                  |                      | |

### الوفيات حسب العمر والولاية
| الولاية             | عدد الوفيات | أقل من 1 سنة | 14-5 سنة | 24-15 سنة | 44-24 سنة | 59-45 سنة | أكبر من 60 سنة |
| ------------------- | ----------- | ------------ | -------- | --------- | --------- | --------- | -------------- |
| الجزائر العاصمة     | 141         | -            | 1        | -         | 14        | 23        | 103            |
| البليدة             | 126         | -            | -        | -         | 10        | 19        | 97             |
| سطيف                | 49          | -            | -        | -         | 4         | 7         | 38             |
| تيبازة              | 35          | -            | -        | -         | 3         | 1         | 31             |
| برج بوعريرج         | 29          | -            | -        | -         | -         | 3         | 26             |
| ورقلة               | 24          | -            | 1        | 1         | 2         | 6         | 14             |
| قسنطينة             | 23          | -            | -        | -         | 3         | 2         | 18             |
| بجاية               | 22          | -            | -        | -         | 3         | 3         | 16             |
| وهران               | 21          | -            | -        | -         | 2         | 6         | 13             |
| المسيلة             | 21          | -            | -        | -         | 2         | -         | 19             |
| المدية              | 18          | -            | -        | -         | 1         | 4         | 13             |
| تيارت               | 17          | -            | -        | -         | -         | 1         | 16             |
| الوادي              | 17          | -            | -        | -         | 1         | 1         | 15             |
| تيزي وزو            | 16          | -            | -        | -         | 1         | 4         | 11             |
| سيدي بلعباس         | 14          | -            | -        | -         | -         | 1         | 13             |
| باتنة               | 12          | -            | -        | -         | -         | 3         | 9              |
| البويرة             | 10          | -            | -        | -         | 2         | 1         | 7              |
| الجلفة              | 10          | -            | -        | -         | -         | -         | 10             |
| عين الدفلى          | 9           | -            | -        | -         | 1         | 2         | 6              |
| معسكر               | 9           | -            | -        | -         | 2         | 1         | 6              |
| بومرداس             | 9           | -            | -        | -         | 1         | 1         | 7              |
| بسكرة               | 9           | -            | -        | -         | 4         | 1         | 5              |
| غرداية              | 9           | -            | -        | -         | 1         | 3         | 5              |
| تلمسان              | 8           | -            | -        | -         | -         | 2         | 6              |
| سكيكدة              | 7           | -            | -        | -         | -         | -         | 7              |
| أم البواقي          | 7           | -            | -        | -         | -         | 1         | 6              |
| عنابة               | 7           | -            | -        | -         | -         | -         | 7              |
| أدرار               | 6           | -            | -        | -         | -         | 3         | 3              |
| جيجل                | 6           | -            | -        | -         | 1         | -         | 5              |
| سوق أهراس           | 6           | -            | -        | -         | 3         | 1         | 2              |
| تبسة                | 6           | -            | -        | -         | 1         | 3         | 2              |
| عين تموشنت          | 5           | -            | -        | -         |           | 1         | 4              |
| البيض               | 5           |              |          |           |           |           |                |
| ميلة                | 5           | -            | -        | -         | -         | 1         | 2              |
| الأغواط             | 5           | -            | -        | -         | -         | -         | 5              |
| خنشلة               | 4           | -            | -        | -         | 1         | -         | 3              |
| مستغانم             | 3           | -            | -        | -         | -         | 1         | 2              |
| غليزان              | 3           | -            | -        | -         |           | 1         | 1              |
| الشلف               | 3           | -            | -        | -         | 2         | -         | 1              |
| بشار                | 3           | -            | -        | -         | -         | 2         | 1              |
| تيسيمسيلت           | 3           | -            | -        | -         | 1         | 1         | 1              |
| قالمة               | 1           | -            | -        | -         | -         | -         | 1              |
| النعامة             | 1           |              |          |           |           |           | 1              |
| تندوف               | 1           |              |          |           |           |           |                |
| تمنراست             | 1           |              |          |           |           |           |                |
| الطارف              | 1           | -            | -        | -         | -         | 1         | -              |
| إليزي               | 0           | -            | -        | -         | -         | -         | -              |
| المجموع             | 751         | 0            | 2        | 1         | 66        | 116       | 566            |
| تحديث 12 يونيو 2020 |             |              |          |           |           |           |                |

## الوفيات

وفيات مرض فيروس كورونا 2019

| الرقم | التاريخ      | الولاية         | الجنس | العمر | الحالة | ملاحظات                                                                                           |
| ----- | ------------ | --------------- | ----- | ----- | ------ | ------------------------------------------------------------------------------------------------- |
| 1     | 12 مارس 2020 | البليدة         | ذكر   | 78    |        | وهي رجل مسن (78 سنة) كان تحت الحجر الصحي بمستشفى البليدة.                                         |
| 2     | 12 مارس 2020 | سكيكدة          | ذكر   | 55    | مستورد | رجل يبلغ 55 عامًا، عاد مؤخراً من فرنسا.                                                             |
| 3     | 14 مارس 2020 | البليدة         | أنثى  | 51    |        | وهي لامرأة تبلغ من العمر 51 سنة من ولاية البليدة.                                                 |
| 4     | 15 مارس 2020 | البليدة         | أنثى  | 84    |        | وهي لامرأة تبلغ من العمر 84 سنة من ولاية البليدة.                                                 |
| 5     | 17 مارس 2020 | البليدة         | ذكر   | 51    |        | لشخص يبلغ من العمر 51 عامًا يعاني من مرض مزمن                                                      |
| 6     | 18 مارس 2020 | البليدة         | ذكر   | 62    |        | رجل يبلغ من العمر 62 عامًا                                                                         |
| 7     | 18 مارس 2020 | الوادي          | ذكر   | 63    | محلي   | تتعلق برجل يبلغ من العمر 63 سنة.                                                                  |
| 8     | 19 مارس 2020 | البليدة         |       |       |        |                                                                                                   |
| 9     | 19 مارس 2020 | المدية          | ذكر   | 47    | محلي   | للاعب الجودو الجزائري السابق عثمان تيجاني الذي يبلغ من العمر 47 سنة.                              |
| 10    | 20 مارس 2020 | الوادي          | أنثى  |       | محلي   | أخت المتوفي الأول (رقم 7) ببلدية المقرن.                                                          |
| 11    | 20 مارس 2020 | تيزي وزو        | أنثى  | 77    |        | امرأة 77 سنة في أزفون ولاية تيزي وزو.                                                             |
| 12    | 20 مارس 2020 | خنشلة           | ذكر   | 85    | مغترب  | وتتعلق بشيخ يبلغ من العمر 85 سنة يقيم ببلدية ششار العائد من فرنسا. أُدخل المستشفى يوم 17 مارس 2020 |
| 13    | 21 مارس 2020 | البليدة         |       |       |        |                                                                                                   |
| 14    | 21 مارس 2020 | البليدة         |       |       |        |                                                                                                   |
| 15    | 21 مارس 2020 | الجزائر العاصمة |       |       |        |                                                                                                   |
| 16    | 22 مارس 2020 | بجاية           | ذكر   | 82    | مغترب  | تتعلق بمغترب في فرنسا يبلغ من العمر من82 سنة.                                                     |
| 17    | 22 مارس 2020 | خنشلة           | ذكر   | 85    | مغترب  | تتعلق بمغترب في فرنسا يبلغ من العمر 85 سنة.                                                       |
| 18    | 24 مارس 2020 | تيزي وزو        | ذكر   | 72    | محلي   | برجل يبلغ من العمر 72 سنة من ولاية تيزي وزو انتقلت العدوى إليه من ابنته المغتربة.                 |
| 19    | 24 مارس 2020 | بومرداس         | ذكر   | 70    | مغترب  | مغترب عمره 70 سنة من ولاية بومرداس.                                                               |
| 20    | 25 مارس 2020 | تيبازة          | ذكر   | 42    | محلي   | وتتعلق لشخص يبلغ من العمر 42 سنة وهو يعمل بولاية البليدة.                                         |
| 21    | 25 مارس 2020 | قسنطينة         | أنثى  | 58    | مستورد | تتعلق بإمراة من قسنطينة تبلغ من العمر 58 سنة، عادت من فرنسا في 14 مارس الجاري،                    |
| 22    | 26 مارس 2020 | قسنطينة         | ذكر   | 90    | محلي   | يتعلق الأمر بشيخ 90 سنة كان على احتكاك بمغترب                                                     |
| 23    | 26 مارس 2020 | قسنطينة         | أنثى  | 58    | مستورد | للمرأة عائدة من فرنسا تبلغ من العمر 58 سنة.                                                       |
| 24    | 26 مارس 2020 | تيزي وزو        | أنثى  | 53    | محلي   | لمرأة تبلغ من العمر 53 سنة كانت على احتكاك مع مغترب.                                              |
| 25    | 26 مارس 2020 | البليدة         | ذكر   | 50    | محلي   | لسائق سيارة إسعاف بمستشفى بوفاريك بولاية البليدة.                                                 |
| 26    | 27 مارس 2020 | برج بوعريريج    | أنثى  | 71    | مغترب  | امرأة مغتربة تبلغ من العمر 71 سنة.                                                                |
| 27    | 28 مارس 2020 | الجزائر العاصمة | ذكر   | 65    | مستورد | وتتعلق رجل يبلغ من العمر 65 سنة وهو عائد من اداء مناسك العمرة.                                    |
| 28    | 28 مارس 2020 | المدية          | ذكر   | 84    | محلي   | و يتعلق الأمر بشيخ يبلغ من العمر 84 سنة وهو عم الوفاة رقم 9.                                      |
| 29    | 28 مارس 2020 | مستغانم         | ذكر   | 45    | مستورد | رجل يبلغ من العمر 45 سنة يقطن قام بزيارة إلى إسبانيا.                                             |
| 30    | 29 مارس 2020 | تيزي وزو        | ذكر   | 75    | مغترب  | رجل مغترب من تيزي وزو عمره 75 سنة.                                                                |
| 31    | 29 مارس 2020 | عين الدفلى      | ذكر   | 64    | محلي   | شخص عمره 64 سنة.                                                                                  |
| 32    | 30 مارس 2020 | بجاية           | ذكر   | 59    | محلي   | لرجل (59 سنة) كان باحتكاك مع مغترب بفرنسا                                                         |
| 33    | 30 مارس 2020 | البليدة         | ذكر   | 69    | محلي   | رجل (69 سنة) سيد أحمد مهدي رئيس مصلحة الجراحة العامة بمستشفى فرانس فانون بالبليدة                 |
| 34    | 30 مارس 2020 | وهران           | ذكر   | 67    | محلي   | رجل (67 سنة)                                                                                      |
| 35    | 30 مارس 2020 | وهران           | أنثى  | 73    | محلي   | امرأة (73 سنة).                                                                                   |
| 36    | 31 مارس 2020 | البليدة         |       | 32    |        | [ 139 ] [ 140 ]                                                                                   |
| 37    | 31 مارس 2020 | البليدة         |       | 57    |        | [ 139 ] [ 140 ]                                                                                   |
| 38    | 31 مارس 2020 | البليدة         |       | 73    |        | [ 139 ] [ 140 ]                                                                                   |
| 39    | 31 مارس 2020 | البليدة         |       | 72    |        | [ 141 ]                                                                                           |
|       |              |                 |       |       |        |                                                                                                   |
| 40    | 31 مارس 2020 | سطيف            |       |       |        | [ 139 ] [ 140 ]                                                                                   |
| 41    | 31 مارس 2020 | سطيف            |       |       |        | [ 139 ] [ 140 ]                                                                                   |
| 42    | 31 مارس 2020 | برج بوعريريج    |       |       |        | [ 139 ] [ 140 ]                                                                                   |
| 43    | 31 مارس 2020 | تيبازة          |       |       |        | [ 139 ] [ 140 ]                                                                                   |
| 44    | 31 مارس 2020 | وهران           |       |       |        | [ 139 ] [ 140 ]                                                                                   |
| 45    | 31 مارس 2020 | تيزي وزو        |       | 64    |        | بمواطن يقطن بقرية إكنيش ببلدية إفليسن بدائرة تيڨزرت يبلغ من العمر حوالي 64 سنة.                   |
| 46    | 1 أبريل 2020 | البليدة         |       |       |        | [ 145 ]                                                                                           |
| 47    | 1 أبريل 2020 | البليدة         |       |       |        | [ 145 ]                                                                                           |
| 48    | 1 أبريل 2020 | البليدة         |       |       |        | [ 145 ]                                                                                           |
| 49    | 1 أبريل 2020 | الجزائر العاصمة |       |       |        | [ 145 ]                                                                                           |
| 50    | 1 أبريل 2020 | الجزائر العاصمة |       |       |        | [ 145 ]                                                                                           |
| 51    | 1 أبريل 2020 | الجزائر العاصمة |       |       |        | [ 145 ]                                                                                           |
| 52    | 1 أبريل 2020 | الجزائر العاصمة |       |       |        | [ 145 ]                                                                                           |
| 53    | 1 أبريل 2020 | الجزائر العاصمة |       |       |        | [ 145 ]                                                                                           |
| 54    | 1 أبريل 2020 | غرداية          |       |       |        | [ 145 ]                                                                                           |
| 55    | 1 أبريل 2020 | أم البواقي      |       |       |        | [ 145 ]                                                                                           |
| 56    | 1 أبريل 2020 | غيليزان         |       |       |        | [ 145 ]                                                                                           |
| 57    | 1 أبريل 2020 | عين تيموشنت     |       |       |        | [ 145 ]                                                                                           |
| 58    | 1 أبريل 2020 | المدية          |       |       |        | [ 145 ]                                                                                           |
|       |              |                 |       |       |        |                                                                                                   |
| 173   | 6 أبريل      | ورقلة           | أنثى  | 9     | محلي   | [ 175 ]                                                                                           |

## التدابير الصحية والوقائية

### تأجيل عطل جميع مستخدمي الصحة بالمستشفيات
أجلت وزارة الصحة، منح العطل لجميع مستخدمي قطاع الصحة، بما فيهم الذين يشتغلون في إطار عقود الإدماج المهني، ووجهت وزارة الصحة تعليمة إلى مديري الصحة الولائيين ومديري المراكز الاستشفائية لتعليق كل العطل الخاصة بالعاملين على مستوى المستشفيات والمراكز الصحية عبر الوطن.

### الحد من التجمعات

#### غلق جميع المدارس والجامعات
في 12 مارس 2020، أمر رئيس الجمهورية عبد المجيد تبون، بتقديم العطلة الربيعية وإغلاق جميع المدارس (يشمل التعليم الابتدائي والمتوسط والثانوي) والجامعات، مراكز التكوين المهني، الزوايا والمدارس القرآنية، أقسام محو الأمية، مُستثنيا المؤسسات الجامعية التي سوف تجرى بها الامتحانات الاستدراكية،
بتاريخ 14 مارس 2020 قررت عدة جامعات على غرار جامعة العربي بن مهيدي بأم البواقي، وجامعة فرحات عباس ومحمد لمين دباغين بسطيف تأجيل الامتحانات الاستدراكية ومختلف النشاطات البيداغوجية إلى تاريخ 5 أبريل 2020.

#### فتوى حول صلاة الجماعة ودفن موتى كورونا
في 17 مارس 2020، في تصريح ليوسف بلمهدي، وزير الشؤون الدينية والأوقاف في الجزائر، قررت لجنة الفتوى تعليق صلاة الجمعة والجماعة، وغلق المساجد في جميع أنحاء البلاد.
في 25 مارس 2020 أكدت لجنة الفتوى، لدى وزارة الشؤون الدينية، في بيان لها، «بما أن وزارة الصحة، أخذت على عاتقها التكفل بغسل الموتى المصابين بكورونا، وتكفينهم ودفنهم، ووضعت جملة من الإجراءات الوقائية الصارمة، فإنه يجب شرعا احترام هذه الإجراءات والالتزام بها حفاظا على الأنفس»، وقالت اللجنة أن جمهور العلماء اتفقوا على أن غسل الميت من فروض الكفاية التي إذا قام بها البعض سقطت عن الآخرين، لأمر النبي صلى الله عليه وسلم بذلك.
ودعت لجنة الفتوى إلى
- وضع الجثة في تابوت مغلق محكم قبل أي عملية نقل،
- تعيين فرد أو اثنين فقط من عائلة الميت لحضور الجنازة،
- عدم السماح لأهل الميت برؤيته إلى بعد تجهيزه مع منع لمسه.
- ضرورة استرجاع وتجميع الأغراض التي يكون قد استعملها الميت قبل موته كالفراش والألبسة ووضعها في كيس بغرض حرقها، مشددة على
- تنظيف الغرف وملحقاتها التي يشك في تعرضها للعدوى، * تنظيف وتعقيم أغراض الميت التي استعملها مثل الأواني وغيرها.
- حرق جميع الأفرشة التي تلطخت بإفرازات جسم الميت،
- ارتداء الأشخاص المكلفين بنقل الجثة لقفازات خاصة
- إنزال الجثة بشكل بطئ داخل القبر.
- غسل الأيدي جيدا على الاشخاص الذين شاركوا في عملية نقل ودفن الجثة،
- الحفاظ على مسافة الأمان بنحو متر أثناء القيام بصلاة الجنازة على الميت.
- منع على الأشخاص المصابين بعلة أو مرض حضور مراسم الجنازة،

#### فتوى حول صلاة العيد
في 13 مايو 2020، أفتت اللجنة الوزارية للفتوى بأداء صلاة عيد الفطر المبارك في البيوت جماعة بين أفراد الأسرة الواحدة أو فرادى، ويمكن أداؤها لأصحاب المداومات في أماكن العمل في حدود المتاح لهم.
في 15 مايو 2020، كشفت اللجنة الوزارية للفتوى عن كيفية أداء صلاة عيد الفطر المبارك في البيوت، بعد تعذر أدائها في المساجد بسبب جائحة كورونا، حيث جاء في بيان للجنة أن «صلاة العيد تصلى كما تصلى مع الإمام، ركعتين يكبر في الأولى سبع تكبيرات، بما فيها تكبيرة الإحرام، وفي الثانية ست تكبيرات بما فيها تكبيرة القيام...ويقرأ في كل ركعة الفاتحة مع سورة جهرا، ولا تُشرع خطبة العيد في البيوت». وأن صلاة العيد، يبدأ وقتها بحل صلاة النافلة، أي بعد شروق الشمس بنحو نصف ساعة، ويمتد إلى الزوال.

#### إجراءات التحضير لفتح المساجد
في 17 مايو 2020، أعلن وزير الشؤون الدينية يوسف بلمهدي إطلاق حملة وطنية لتعقيم المساجد في إطار تدابير مواجهة فيروس كورونا، دون أن يوضح إن كانت الخطوة تمهيدا لإعادة فتحها للصلاة، من جهة أخرى وجه مدراء الشؤون الدينية تعليمات للأئمة واللجان الدينية بالشروع في التحضيرات لإعادة فتح المساجد لإستقبال المصلين بالعمل على نزع السجاد كليًا والتعاون مع مصالح البلدية والمجتمع المدني لتنظيف وتعقيم قاعات الصلاة ووالتعليم القرآني ودورات المياه .
في 19 مايو 2020، فند المفتش العام بوزارة الشؤون الدينية والأوقاف لخميسي بزاز فتح المساجد حاليًا بعد إطلاق حملة وطنية لتعقيمها، قائلاً: «ليس لدينا تاريخ محدد لعودة الصلاة في المساجد، والحملة هي مجرد استعداد لأي قرار في الأفق».

#### تسريح نصف العمال
في 17 مارس 2020، في إطار اجتماع تكميلي لجلسة العمل بخصوص تفشي فيروس كورونا في البلاد أصدر المجتمعون بالرئاسة في إطار الحد من انتشار الوباء عددا من القرارات وتطبيق العزل على حالات الإصابة سواء كانت مشبوهة أو مؤكدة، ومنها:
- تسريح نصف من الموظفين والاحتفاظ فقط بمستخدمي المصالح الحيوية الضرورية مع الاحتفاظ برواتبهم.
- تسريح النساء العاملات اللواتي لهن أطفال صغار.

في 21 مارس 2020، أصدر الوزير الأول، عبد العزيز جراد مرسوما تنفيذيا يحدد كيفيات تطبيق الإجراءات التي أقرها رئيس الجمهورية. والرامية إلى الوقاية من انتشار وباء كورونا (كوفيد-19) ومكافحته، نشر المرسوم (رقم 20-69) في العدد 15من الجريدة الرسمية
في 23 مارس 2020 قرر رئيس الجمهورية عبد المجيد تبون اثر انعقاد اجتماعاللمجلس الأعلى للأمن بجملة من الإجراءات الجديدة وتكملة للإجراءات المنصوص عليها في المرسوم التنفيذي رقم 20-69 المؤرخ في 21 مارس 2020 ومنها:
- يُطبق إجراء تسريح 50 بالمائة من العمال كذلك في القطاع الاقتصادي والخدمات العمومية والخاصة، بحيث سيتم دراسة الخسائر المنجرة عن هذا الإجراء لتتكفل بها الدولة في وقت لاحق.

اصدر الوزير الأول عبد العزيز جراد بتاريخ 21 مارس 2020 مرسوما تنفيذيا للإبقاء على عمال القطاعات الحيوية وهي:
- الصحة
- الأمن الوطني
- الحماية المدنية
- الجمارك
- إدارة السجون
- المواصلات السلكية ولا سلكية
- مخابر مراقبة الجودة
- مصالح البيطرية
- مصالح النظافة والتطهير
- الموظفين المكلفين بالمراقبة والحراسة
- سلطة الصحة النباتية

#### غلق كلي للمحلات ومكافحة المضاربة

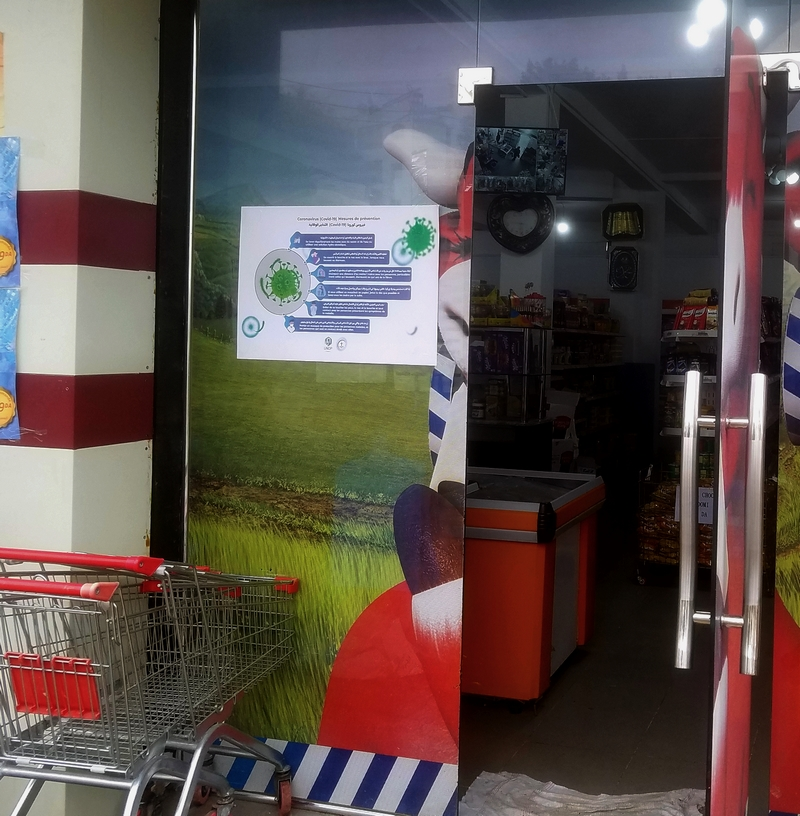
لافتة في مدخل أحل المحلات التجارية للتحسيس ضد مرض فيروس كورونا "كوفيد19"

بتاريخ 17 مارس 2020 وفي إطار في الاجتماع التكميلي لجلسة العمل بخصوص تفشي فيروس كورونا في البلاد أصدر المجتمعون برئاسة الجمهورية القرارات التالية
- غلق المقاهي والمطاعم في المدن الكبرى بصفة مؤقتة، إبتداء من يوم الأحد 22 مارس 2020 على الساعة الواحدة صباحا إلى غاية 4 أبريل 2020 ويمكن رفعها أو تمديدها إذا اقتضت الضرورة.
- ضبط السوق لمحاربة الندرة بتوفير جميع المواد الغذائية الضرورية.
- تكليف وزارة الداخلية بالتنسيق مع وزارتي التجارة والفلاحة والتنمية الريفية بتعقب المضاربين واتخاذ الإجراءات اللازمة ضدهم بما فيها تشميع مستودعاتهم ومتاجرهم، والتشهير بهم في وسائل الإعلام وتقديمهم للعدالة.[396][397][398]

في 23 مارس 2020 قرر رئيس الجمهورية عبد المجيد تبون اثر انعقاد اجتماعاللمجلس الأعلى للأمن بجملة من الإجراءات الجديدة وتكملة للإجراءات المنصوص عليها في المرسوم التنفيذي رقم 20-69 المؤرخ في 21 مارس 2020 وهي:
- غلق كل المقاهي والمطاعم والمحلات، باستثناء محلات المواد الغذائية (المخابز والملبنات والبقالات ومحلات الخضر والفواكه)
- غلق قاعات الحفلات والاحتفالات والأعراس العائلية وغيرها.
- يتعين احترام مسافة الأمان الإجبارية على الأقل 1 متر بين الأشخاص في كافة المؤسسات والفضاءات التي تستقبل الجماهير، بحيث يقع على عاتق الإدارات المعنية الحرص على احترام هذه المسافة واللجوء إلى القوى العمومية إن اقتضى الأمر.

### قيود السفر

#### تعليق الرحلات نحو الخارج
في 12 مارس  اتفقت الجزائر والمغرب بعد التشاور على وقف الرحلات الجوية بين البلدين مُؤقتًا كإجراء وقائي حسب بيان رئاسة الجمهورية الجزائرية. وكإجراء إحترازي دعت سفارة السعودية في الجزائر السعوديين الراغبين في العودة للسعودية، والذين يواجهون صعوبة في العودة التواصل مع سفارة المملكة بُغية ترتيب عودتهم.
في 13 مارس  قررت الخطوط الجوية الجزائرية إلغاء الرحلات من وإلى فرنسا نحو مدينة سطيف، تلمسان، باتنة، عنابة، بجاية، بسكرة، الوادي، وأبقت الرحلات فقط بشكل مُخفض من مطارات الجزائر، قسنطينة وهران مع تعليق دائم للرحلات من وإلى إسبانيا إلى غاية 4 أبريل 2020.
في 15 مارس 2020، أمر الوزير الأول الجزائري عبد العزيز جراد، بعد التشاور مع نظيره الفرنسي إدوارد فيليب، بوقف مؤقت لجميع الرحلات الجوية والبحرية بين الجزائر وفرنسا ابتداءًا من 15 مارس 2020.

#### تعليق الرحلات الجوية الداخلية
في 19 مارس 2020، أعلنت شركة الخطوط الجوية الجزائرية بتعليق جميع الرحلات الداخلية الجوية وذلك خلال الفترة الممتدة من 22 مارس 2020، إلى غاية 4 أبريل 2020، إلى جانب ذلك أعلنت شركة طيران الطاسيلي بتعليق الرحلات الداخلية بدءا من 22 مارس 2020.

#### وقف النقل الداخلي
في 17 مارس 2020، في إطار اجتماع تكميلي لجلسة العمل بخصوص تفشي فيروس كورونا في البلاد أصدر المجتمعون بالرئاسة في إطار الحد من انتشار الوباء عددا من القرارات وتطبيق العزل على حالات الإصابة سواء كانت مشبوهة أو مؤكدة، ومنها وقف جميع وسائل النقل الجماعي العمومية والخاصة داخل المدن وبين الولايات وكذلك حركة القطارات.
في 23 مارس 2020 قرر رئيس الجمهورية عبد المجيد تبون اثر انعقاد اجتماعاللمجلس الأعلى للأمن بجملة من الإجراءات الجديدة وتكملة للإجراءات المنصوص عليها في المرسوم التنفيذي رقم 20-69 المؤرخ في 21 مارس 2020 ومنها منع تنقل سيارات الأجرة عبر كافة التراب الوطني.

### تنصيب لجنة متابعة ورصد وباء كورونا
في 17 مارس 2020، في إطار اجتماع تكميلي لجلسة العمل بخصوص تفشي فيروس كورونا في البلاد أصدر المجتمعون بالرئاسة في إطار الحد من انتشار الوباء عددا من القرارات وتطبيق العزل على حالات الإصابة سواء كانت مشبوهة أو مؤكدة، ومنها تدعيم لجنة اليقظة والمتابعة الحالية بوزارة الصحة بلجنة علمية لمتابعة وباء كورونا، تشكل من كبار الأطباء الأخصائيين وتكون مهمتها متابعة تطور انتشار الوباء وإبلاغ الرأي العام بذلك يوميا وبانتظام.
في 21 مارس 2020، نَصَّب الوزير الأول عبد العزيز جراد لجنة متابعة ورصد وباء كورونا برئاسة عبد الرحمان بن بوزيد وزير الصحة والسكان وإصلاح المستشفيات اللجنة تتشكل من:
- عمار بلحيمر وزير الاتصال الناطق الرسمي للحكومة
- عبد الرحمان لطفي بن باحمد وزير منتدب لدى وزير الصحة مكلف بالصناعة الصيدلانية
- الدكتور جمال فورار الناطق الرسمي للجنة المدير العام للوقاية
- الدكتور محمد بقات بركاني رئيس مجلس عمادة الأطباء
- الدكتور طواهرية عبد الكريم رئيس مجلس عمادة الصيادلة
- الأستاذ مصباح إسماعيل خبير في الأمراض المعدية
- الأستاذ يوسف ندير مختص في علم الأوبئة
- الأستاذ مهياوي رياض مختص في التخدير والإنعاش
- الأستاذ فواتيح زوبير مختص في علم الأوبئة والطب الوقائي
- الدكتور أخموخ إلياس مختص في الأمراض المعدية
- يمكن للجنة أن تستعين بكل شخص يفيدها في سير أشغالها

### العزل الصحي المحلي

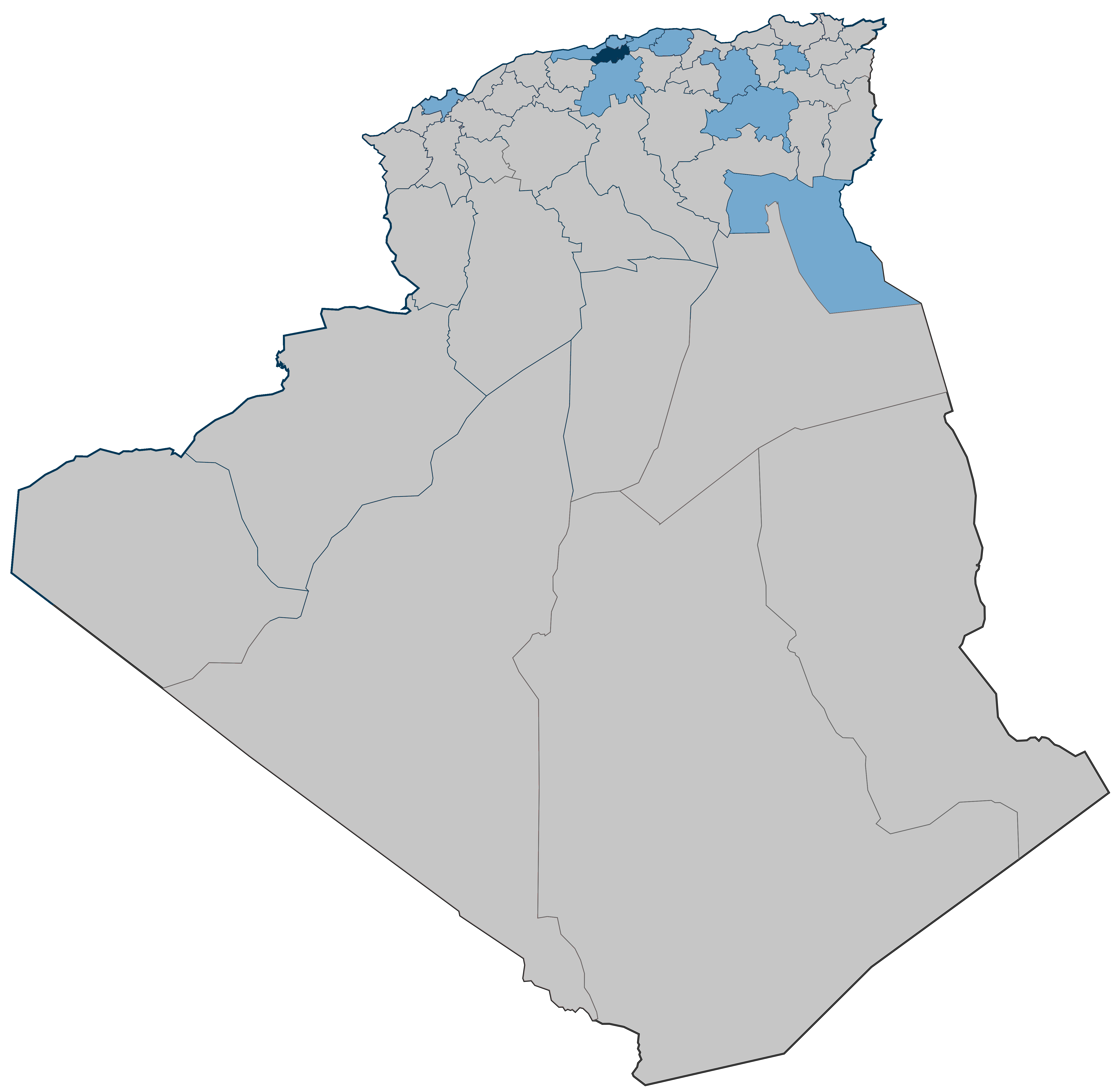
توزيع مناطق العزل الصحي الكلي والجزئي على ولايات الجزائر: الأزرق القاتم (حجر كلي) الأزرق الفاتح (حجر جزئي)

في 23 مارس 2020 قرر رئيس الجمهورية عبد المجيد تبون، حجرا صحيا كاملا على ولاية البليدة لعشرة أيام، وجزئيا في الفترة الليلية (من الساعة السابعة مساء (19 سا 00) إلى الساعة السابعة صباحا لليوم الموالي (07سا00)) على العاصمة، فعلى مستوى ولاية البليدة كانت القرارات التالية:
- حجر تام في البيوت لمدة عشرة (10) أيام قابلة للتمديد مع منع الحركة من وإلى هذه الولاية.
- يجب أن تكون الخرجات الاستثنائية مرخصا بها مسبقا من طرف السلطات المختصة للدرك الوطني أو الأمن الوطني.
- سيتم اتخاذ اجراءات استثنائية لضمان تموين السكان بالمستلزمات الطبية والمواد الغذائية.
- في هذا الإطار، سيتم وضع حواجز مراقبة أمنية.

توسيع اجراءات الحجر الجزئي إلى الولايات التسع التالية: باتنة، تيزي وزو، سطيف، قسنطينة، المدية، وهران، بومرداس، الوادي وتيبازة. ويطبق هذا الإجراء في الولايات التسع ابتداء من السبت 28 مارس 2020 وتخص الفترة الزمنية من الساعة ال 19 إلى غاية الساعة السابعة صباحا".

### إجراءات الجماعات المحلية
في 23 مارس 2020 قرر رئيس الجمهورية عبد المجيد تبون اثر انعقاد اجتماعاللمجلس الأعلى للأمن بجملة من الإجراءات الجديدة وتكملة للإجراءات المنصوص عليها في المرسوم التنفيذي رقم 20-69 المؤرخ في 21 مارس 2020 ومنها:
- يتعين على مسؤولي الجماعات المحلية القيام بأنشطة تعقيم وتطهير الأماكن العمومية على نطاق واسع.
- استحداث، لدى الوالي، لجنة ولائية مكلفة بتنسيق النشاط القطاعي للوقاية ومكافحة وباء فيروس كورونا.

#### سطيف
- في 16 مارس 2020 أصدر والي سطيف قرارات تتعلق بالغلق الفوري لكل من حديقة التسلية التي تتوسط مدينة عين الفوارة، وكذا، كل المراكز التجارية على غرار ماليزيا والرايس وبارك مول التجاري، وكل الأسواق الأسبوعية، على غرار سوق السيارات، وكذا، الحمامات المعدنية على غرار حمام قرقور وحمام السخنة، كما أصدر الوالي، قرارات تخص غلق قاعات الدروس الخصوصية وكذا قاعات الأفراح.[404]
- تقرر غلق الموقع الاثري «كويكول» والمتحف التابع له بمدينة جميلة (شرق سطيف) أمام العائلات.[405]

#### الشلف
- في 17 مارس 2020 قررت بلدية الشلف، عقب اجتماع موسع لأعضاء المجلس الشعبي، غلق جميع المرافق العمومية والمحلات التجارية المستقبلة للجمهور بما فيها قاعات الحفلات، المقاهي، قاعات الألعاب، محلات الحلاقة والتجميل للنساء والرجال والمسابح إضافة إلى سوق المواشي وحدائق التسلية بداية من اليوم إلى غاية 4 أبريل 2020.[406]

### التسهيلات الجمركية والضريبية
تم تكليف وزارة المالية في 17 مارس 2020 بتسهيل إجراءات جمركة المواد الغذائية المستوردة، مع التسريع في الإجراءات المصرفية المرتبطة بها تمشيا مع الحالة الاستثنائية التي تعيشها البلاد.
في 23 مارس 2020 قرر رئيس الجمهورية عبد المجيد تبون اثر انعقاد اجتماعا للمجلس الأعلى للأمن بجملة من الإجراءات الجديدة وتكملة للإجراءات المنصوص عليها في المرسوم التنفيذي رقم 20-69 المؤرخ في 21 مارس 2020 ومنها أمر مصالح الجمارك بتخفيف إجراءات جمركة التجهيزات الطبية والمنتجات الصحية المخصصة لمحاربة فيروس كورونا من خلال تخصيص رواق أخضر.
أعلنت المديرية العامة للضرائب في 17 مارس 2020 عن تأجيل تقديم الإقرارات ودفع الرسوم والضرائب، مضيفة أن هذا الإجراء استثنائي ولن يترتب عليه أي عقوبة تأخير.

## إجلاء المواطنين والحجر
أجْلت الجزائر في 2 فبراير 2020، 48 شخص من الصين بينهم 31 جزائري و 10 تونسيين، 3 ليبيين، 4 موريتانيين عبر طائرة خاصة، وُضعوا في الحجز الصحي لمدة 14 يوماً،
في 14 مارس 2020، قررت السلطات الجزائرية إجلاء الرعايا الجزائريين العالقين في المغرب بعد وقف الرحلات الجوية بين البلدين، من خلال تخصيص رحلات خاصة عبر الخطوط الجوية الجزائرية.
في 19 مارس 2020،
- سيتم إجلاء مواطنين من الخارج في عملية هي الأكبر على الإطلاق ستمتد عبر أربع قارات، حيث ستخصص فنادق ومنشآت صحية عمومية وخاصة لاستقبال العائدين.[411]
- وقد أفاد بيان لوزارة الداخلية بأنها أعدت مخططا لإجلاء 2278 رعية جزائري عالقين ببعض مطارات الدول إلى أرض الوطن عبر 9 رحلات جوية، حيث سيتم نقلهم مباشرة إلى مواقع الحجر الصحي التي خصصت لهم. وسيتم إجلاء هؤلاء الرعايا انطلاقا من مطارات باريس عبر 4 رحلات إلى كل من الجزائر العاصمة (رحلتان)، تلمسان وقسنطينة، ومن مرسيليا عبر رحلتين (2) إلى مدينة وهران، ومن ليون إلى وهران (رحلة واحدة) ومن الدار البيضاء المغربية إلى تلمسان ومن دبي (الإمارات) إلى الجزائر العاصمة.[412] والمواقع المخصصة للحجر الصحية هي:[412]
  - ماتاريس (تيبازة)
  - رونيسونس، الزيانيين (تلمسان)
  - الخيام وحسين (قسنطينة)
  - فندق آزاد، المنتزه، قصر المنصور (مستغانم)
  - فندق الواحات (الجزائر العاصمة)
- وُضَع 742 مسافر جزائري قادم من مرسيليا في الحجر الصحي بفندق مزفران (غرب العاصمة).[413]

| المنطقة            | مكان الحجر                               | عدد المحجورين | مكان القدوم                 | تاريخ بداية الحجر | تاريخ نهاية الحجر | ملاحظات |
| ------------------ | ---------------------------------------- | ------------- | --------------------------- | ----------------- | ----------------- | --- |
| الجزائر            | فندق الرايس                              | 48            | ووهان، الصين                | 2 فبراير 2020     | 15 فبراير 2020    | 48 شخص من الصين بينهم 31 جزائري و 10 تونسيين، 3 ليبيين، 4 موريتانيين عبر طائرة خاصة، وُضعوا في الحجز الصحي لمدة 14 يوماً |
| بحاسي مسعود، ورقلة | قاعدة الحياة «واد تاه»                   | 11            | روما (إيطاليا)              | 17 فيفري 2020     | 1 مارس 2020       | عزل 11 إيطاليا بقاعدة الحياة «واد تاه» بحاسي مسعود |
| أدرار              | المجمع الغازي برقان                      | 64            | أمحليين                     | 16 مارس 2020      | 29 مارس 2020      | حجر عمال بالمجمع الغازي برقان جاء كإجراء وقائي بعد تأكيد إصابة واحدة من بين عشرة (4 جزائريين وثلاث إسبان وفرنسي وإيراني ومغربي) مشتبهين بالكورونا بتاريخ 16 مارس 2020 تعود للرعية الإيراني القادم من إسبانيا جواً نحو أدرار بتاريخ 6 مارس 2020.                                             |
| الطارف             | طونغا ومركز التكوين في السياحة والفندقة  | 163           | تونس                        | 17 مارس 2020      | 31 مارس 2020      | عبر الحدود البرية |
| عنابة              | بيت الشباب سيدى إبراهيم                  | 150           | تونس                        | 18 مارس 2020      | 1 أبريل 2020      | عبر الحدود البرية |
| وهران              | مركب الأندلسيات                          | 648           | مرسيليا (فرنسا)             | 18 مارس 2020      | 1 أبريل 2020      | هيئت مديرية الصحة والسكان لوهران "مستشفى صغير" بمركب الأندلسيات حيث يتواجد في الحجر الصحي 648 راكبا من باخرة "الجزائر 2"، التي وصلت أمس الأربعاء من مرسيليا (فرنسا) |
| الجزائر            | فندق مزفران                              | 742           | مرسيليا (فرنسا)             | 19 مارس 2020      | 2 أبريل 2020      | 742 مسافر جزائري قادمين من مدينة مارسيليا الفرنسية وُجِهوا مباشرة إلى الحجر الصحي بفندق مزفران كإجراء وقائي للحد من انتشار فيروس كورونا، |
| سوق أهراس          | الإقامة الجامعية                         | 140           | تونس                        | 19 مارس 2020      | 2 أبريل 2020      | عبر الحدود البرية |
| تلمسان             | فندق الزيانيين                           | 81            | الدار البيضاء (المغرب)      | 19 مارس 2020      | 2 أبريل 2020      | 81 مسافرا جزائريا قدموا من مدينة الدار البيضاء (المغرب) ليلة الخميس. |
| وهران              | فندق الرئيس                              | 294           | اسطنبول (تركيا)             | 20 مارس 2020      | 3 أبريل 2020      | استقبلهم الوالي ورئيس المجلس الشعبي الولائي. |
| مستغانم            | فنادق صابلات                             | 278           | ليون ومرسيليا (فرنسا)       | 20 مارس 2020      | 3 أبريل 2020      | المسافرين قدموا على متن طائرتين من ليون ومرسيليا باتجاه مطار وهران الدولي ووضعوا في الحجر الصحي على مستوى مؤسستين فندقيتين بمنطقة صابلات (بلدية مزغران) غرب مستغانم. |
| مستغانم            | فندق الزهور                              | 273           | لندن (بريطانيا)             | 20 مارس 2020      | 3 أبريل 2020      | وضع 273 مسافرا قدموا من لندن في الحجر الصحي بفندق الزهور بمستغانم |
| بومرداس            | منتجع سياحي بزموري                       | 352           | اسطنبول (تركيا)             | 20 مارس 2020      | 3 أبريل 2020      | وُضع 352 مسافرا قدموا من إسطنبول عاصمة دولة تركيا بعد ظهر أمس الجمعة عبر المطار الدولي "هواري بومدين"في الحجر الصحي على مستوى منتجع سياحي ببلدية زموري شرق بومرداس للوقاية من انتقال عدوى فيروس كورونا (كوفيد-19)، حسبما أفادت به اليوم السبت مديرة الصحة والسكان بالولاية.                 |
| تلمسان             | فندق النهضة                              | 250           | باريس (فرنسا)               | 20 مارس 2020      | 3 أبريل 2020      | 250 وصلوا من مدينة باريس (فرنسا) ليلة الجمعة. |
| تيبازة             | مركب "القرن الذهبي"                      | 150           |                             | 20 مارس 2020      | 3 أبريل 2020      | 542 مسافرا كانوا عالقين بمطارات أجنبية. |
| تيبازة             | "مركب متاريس"                            | 272           |                             | 20 مارس 2020      | 3 أبريل 2020      | 542 مسافرا كانوا عالقين بمطارات أجنبية. |
| تيبازة             | وحدة فندقية بـــ"البلج"                  | 120           |                             | 20 مارس 2020      | 3 أبريل 2020      | 542 مسافرا كانوا عالقين بمطارات أجنبية. |
| سوق أهراس          | الإقامة الجامعية                         | 113           | تونس                        | 21 مارس 2020      | 4 أبريل 2020      | دفعة ثانية عبر الحدود البرية. |
| قسنطينة            | فنادق                                    | 343           | باريس (فرنسا)،القاهرة (مصر) | 21 مارس 2020      | 4 أبريل 2020      | إخضاع 343 رعية جزائري قادمين من مصر (322) وباريس (15) للحجر الصحي بقسنطينة. |
| سطيف               | سبع (7) فنادق بكل من مدينتي سطيف والعلمة | 324           | تونس                        | 21 مارس 2020      | 4 أبريل 2020      | 324 مسافرا قدموا من تونس في الحجر الصحي وصلوا إلى الجزائر عبر مطار 8 ماي 1945 على متن طائرتين تابعتين للخطوط الجوية الجزائرية في رحلتين متتابعتين (162 مسافرا في كل رحلة) قبل أن يتم نقلهم وتوزيعهم على متن عشر (10) حافلات إلى سبع (7) فنادق مخصصة لهذا الغرض بكل من مدينتي سطيف والعلمة. |
|                    | المجموع                                  | 3886          | /                           | /                 | /                 | / |

## الإحصائيات
الرسوم البيانية على أساس البيانات التي جُمعت من النشرات الصحفية والمراقبة اليومية التي نشرتها وزارة الصحة والسكان وإصلاح المستشفيات.
حالات مؤكدة
الوفيات

|  | الرسوم البيانية غير متاحةٍ مؤقتًا لأسبابٍ تقنيَّة. |

|  | الرسوم البيانية غير متاحةٍ مؤقتًا لأسبابٍ تقنيَّة. |

|  | الرسوم البيانية غير متاحةٍ مؤقتًا لأسبابٍ تقنيَّة. |

|  | الرسوم البيانية غير متاحةٍ مؤقتًا لأسبابٍ تقنيَّة. |

## عواقب الجائحة

### الإجتماعية والإقتصادية

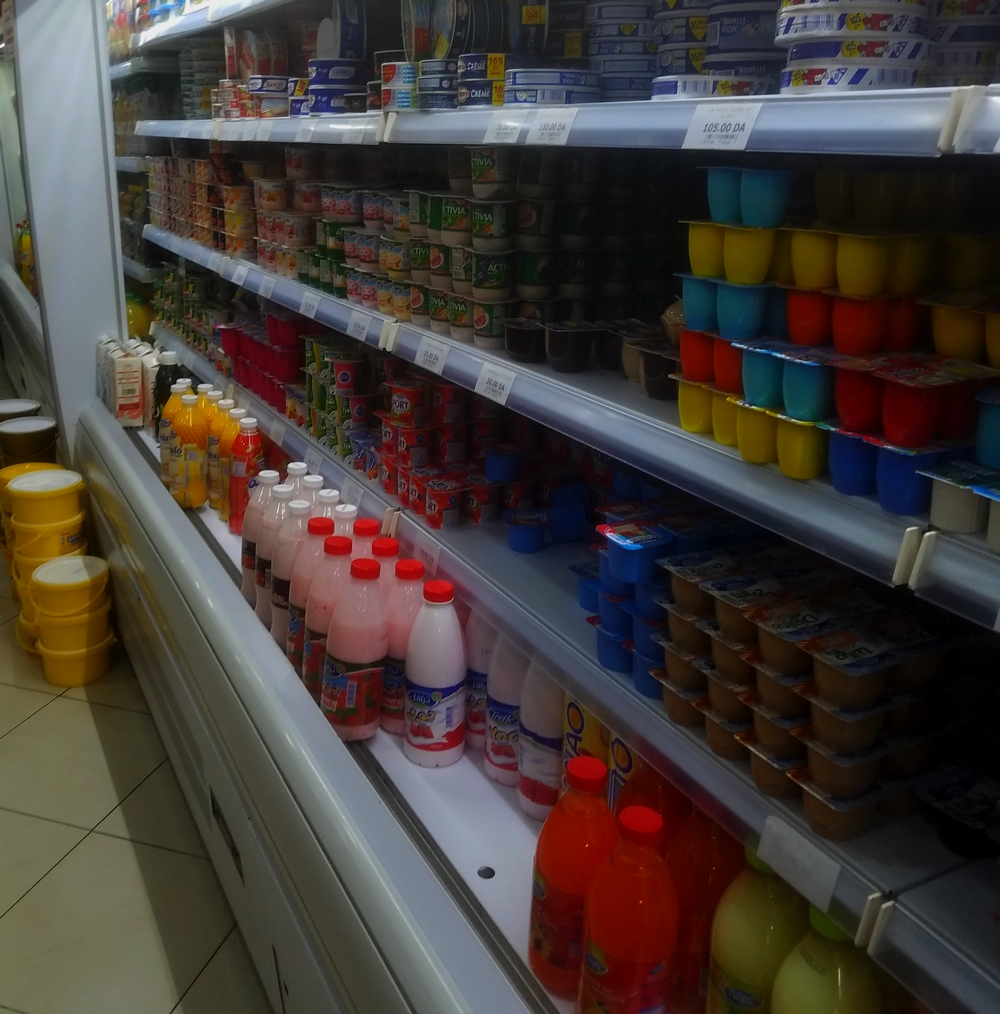
لا يوجد نقص في متاجر المواد الغذائية، سوبر ماركت في الجزائر في.

يتوقع الخبراء انخفاضًا في النمو بأكثر من 5٪ في 2020 في الجزائر انخفضت عائدات المحروقات حتى نهاية فبراير 2020 والمتوقعة عند 6 مليارات دولار بواحد مليار دولار لتستقر عند 5 مليارات دولار، ويرجع ذلك أساسًا إلى تأثير جائحة فيروس كورونا المستعجل على سوق النفط العالمي. تمثل عائدات المحروقات 90٪ من إيرادات الدولة الجزائرية. عند 30 دولاراً للبرميل تصبح 80٪ من الآبارالجزائرية غير مربحة. وفقًا لأحدث التقديرات من أوبك والوكالة الدولية للطاقة من المرجح أن تنخفض مداخيل الدول المصدرة للنفط والغاز الطبيعي بنسبة 50٪ إلى 85٪ إذا استمرت الأزمة الاقتصادية العالمية في سياق انتشار جائحة كوفيد-19.
من الجهة التجارية ومنذ بداية الوباء في الصين، تكبدت شركات الاستيراد والتصدير والتوزيع الجزائرية خسائر فادحة بسبب اعتمادها على الواردات من الصين بـ 25٪ من إجمالي واردات الجزائر أي 8 مليارات دولار. والقطاعات الأكثر تضررا كانت البناء والأشغال العامة. بدورها أعلنت الشركة الجزائرية للمعارض والصادرات (Safex) عن تأجيل جميع المعارض والفعاليات المقررة لشهري مارس وأبريل 2020، وهو معرض البيئة والطاقة المتجددة الدولي، والمعرض الدولي للزيتون وزيت الزيتون ومشتقات الزيتون، والمعرض الدولي لتقنيات المصاعد والسلالم المتحركة "Lift Expo"، والألعاب الكوميدية المغاربية، ومعرض الجزائر الدولي للسياحة. ومعرض باتيماتيك "Batimatec" للفاعلين في مجال المركبات الصناعية.
ارتفعت أسعار الخضار والفاكهة بشكل حاد في 17 مارس بعد الانتشار السريع لفيروس كورونا في البلاد. في 24 مارس، سجلت المحال التجارية ومحلات السوبر ماركت عبر الوطن نقصًا في السميد (القمح الصلب) والدقيق (القمح اللين) بسبب التوافد الكبير للمواطنين.
بعد التوجيهات التي تلقتها مصالح الدرك الوطني والشرطة وفرق مراقبة الجودة وقمع الغش من السلطات العليا، قامت بتكثيف حملاتها ضد المضاربين والمحتكرين في كامل الولايات وتمكنت من حجز مآت الأطنان من المواد التي كانت تشهد نذرة. كما زادت الجزائر إمدادات القمح اللين إلى المطاحن إلى 6.3 مليون قنطار في مارس مقارنة بـ 5.8 م.ق في فيفري و5.7 م.ق في جانفي.

### الطبية

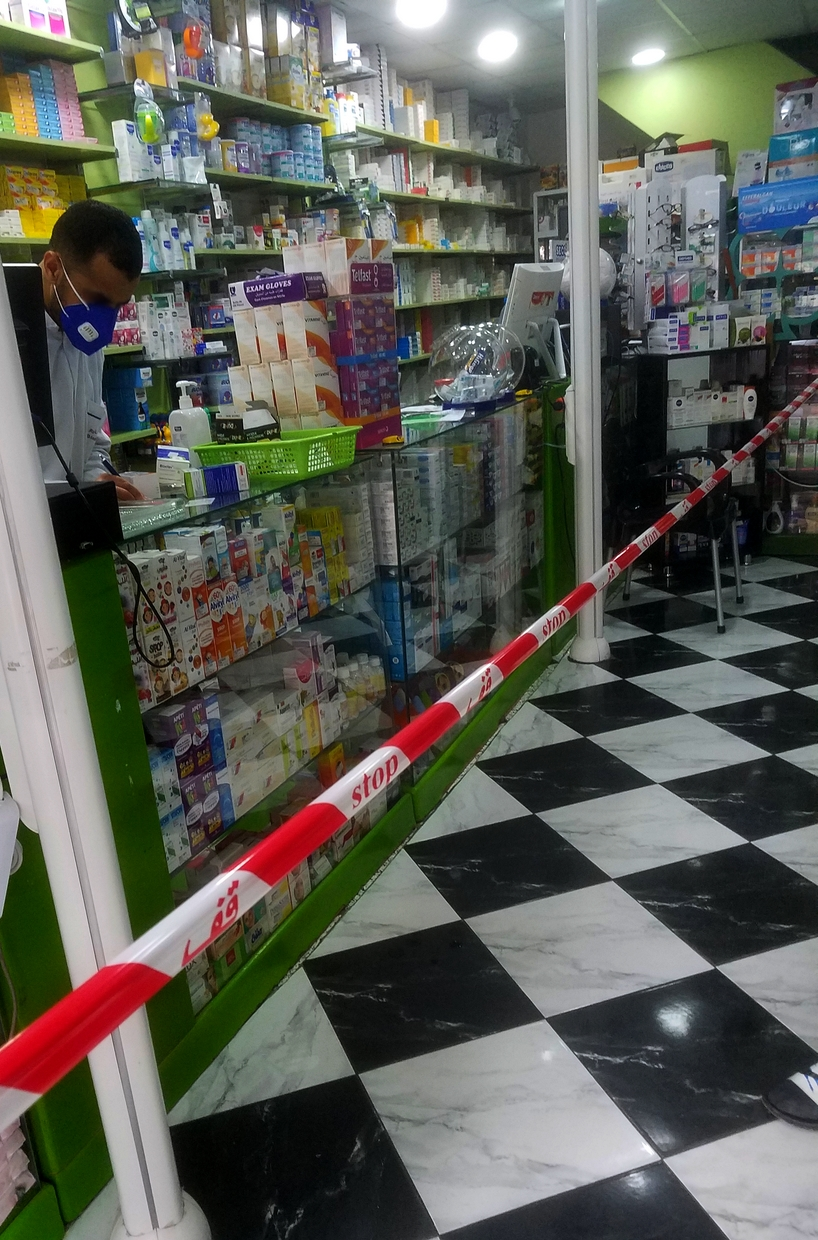
تطبيق إجراءات وقائية ضد كوفيد-19 في صيدليات الجزائر (التباعد الاجتماعي والأقنعة)

مع زيادة عدد الحالات المؤكدة لـ كوفيد-19 ساد الشعور بالقلق الجماعي والذعر بين المواطنين، مما سبب زيادة كبيرة في الطلب على الأقنعة القفازات والهلام الكحولي المائي، مما أدى لنقص هذه المنتجات على مستوى الصيدليات.
في 1 مارس، منعت الحكومة الشركات المصنعة المحلية للأقنعة الواقية من تصدير منتجاتها لاحتمال الطلب الوطني المرتقب. قال الوزير المنتدب للصناعة الصيدلانية يوم 21 مارس في تصريح له على شاشة التلفزيون العمومي أن الجزائر لديها مخزون من 45 مليون وحدة من الأقنعة الواقية، تم استنفاد جزء منها مع بداية جائحة كورونا بالبلاد، كما صرح أن العدد سيصل إلى 50 مليون وحدة باستيراد 15 مليون وحدة والإنتاج المحلي لـ 11 مليون وحدة. في مواجهة هذا الوضع، ضاعفت العديد من الشركات العامة والخاصة قدراتها الإنتاجية في منتجات التطهير من أجل تلبية طلب المؤسسات الصحية والصيدليات والمواطنين.
في 21 مارس 2020 قال رئيس قسم الطب النفسي للبالغين بمستشفى فرانز فانون بالبليدة وهي الولاية الأكثر تضرراً من الوباء في الجزائر، أن العاملين الطبيين المساعدين في خدمة الإنعاش في هذا المستشفى قد أضربوا لمدة سبع ساعات إحتجاجاً على نقص وسائل الحماية (القفازات والكمامات والمواد الكحولية المطهرة والمآزر وحيدة الاستعمال). وفي 22 مارس أمر الرئيس بتخصيص 100 مليون دولار لتسريع استيراد جميع الأدوية ومستلزمات الحماية والاختبارات الكافية للأطباء والممرضات والمهنيين الصحيين للتعامل مع انتشار فيروس كورونا في الجزائر.

### السياسية
في 13 مارس 2020 اتخذ رئيس المجلس الشعبي الوطني سليمان شنين قرارًا بتأجيل جميع النشاطات العامة للمجلس إلى وقت لاحق. كما تم تأجيل الجلسة العامة المكرسة لانتخاب ممثل مكتب مجلس الأمة في المجلس الدستوري المقرر في 18 مارس والدورة المخصصة للأسئلة الشفوية الموجهة لأعضاء الحكومة المقررة في 19 مارس إلى أجل غير مسمى.

أدى تفشي كوفيد-19 في البلاد إلى تأجل توزيع مشروع وثيقة الدستور على الشخصيات الوطنية وقيادات الأحزاب السياسية والنقابات وجمعيات ومنظمات المجتمع المدني ووسائل الإعلام إلى أجل غير محدد، وذلك بعد استقبال الرئيس عبد المجيد تبون يوم 24 مارس 2020 للأستاذ أحمد لعرابة رئيس لجنة الخبراء المكلفة بصياغة مقترحات مراجعة الدستور، الذي سلمه المشروع التمهيدي للتعديلات التي اقترحتها اللجنة.

### الرياضية
قرر وزير الرياضة سيد علي خالدي أنه ابتداءً من 10 مارس 2020، ستجري جميع المسابقات الرياضية الوطنية بدون جمهور إلى غاية 31 مارس، بالإضافة إلى تأجيل جميع الأحداث الرياضية الدولية المخطط لها في الجزائر باستثناء المسابقات التأهيلية للمسابقات الدولية والقارية والإقليمية.
في 15 مارس 2020 أعلنت وزارة الشباب والرياضة تعليق جميع الأحداث الرياضية، في جميع التخصصات دون استثناء، وإغلاق جميع المنشآت الرياضية والشبابية والترفيهية حتى 5 أبريل.
في 1 أبريل 2020، أعلنت وزارة الشباب والرياضة عن تمديد تعليق كل المنافسات الرياضية إلى غاية 19 أفريل، بعدما تم تأجيلها في وقت سابق إلى الخامس من نفس الشهر، في إطار مخطط الحكومة المتعلق بالوقاية ومحاربة وباء كورونا .
في 18 أبريل 2020 أعلنت وزارة الشباب والرياضة في الجزائر تمديد تعليق الأنشطة الرياضية في البلاد لمدة عشرة أيام أخرى، حتى يوم 29 أبريل الجاري، في إطار التدابير الوقائية التي تهدف إلى احتواء تفشي فيروس وباء كورونا المستجد.
في 29 أبريل 2020، أعلنت وزارة الشباب و الرياضة، عن تمديد تعليق كل المنافسات الرياضية إلى غاية 14 مايو المقبل.
في 14 مايو 2020، أعلنت وزارة الشباب والرياضة عن تمديد تعليق كل المنافسات الرياضية إلى غاية 29 مايو المقبل
في 22 مايو 2020، اقترح الاتحاد الجزائري لكرة القدم، لِإنهاء موسم البطولة الوطنية، التي أوقفت منذ أكثر من شهرَين، بِسبب تفشّي جائحة “كورونا” ثلاثة خيارات حيث بقي في السباق 8 جولات عن إسدال ستار بطولة القسم الأوّل، و7 جولات في بطولة القسم الثاني، بينما بلغت منافسة كأس الجمهورية الدور ربع النهائي إياب هذه الخيارات تتمثل في:
- إنهاء المنافسة قبل الآوان (موسم أبيض)،
- استئنافها بِإجراء باقي الجولات بعد نهاية فترة الحجر الصحّي،
- استئنافها بِتنظيم بطولتَين مُصغّرتَين: الأولى تُشارك فيها بعض فرق طليعة الترتيب لِنيل اللقب، والأخيرة تحضرها نوادي مُؤخّرة الترتيب لِتحديد الفرق التي تنزل إلى القسم الثاني.

### السياحية
في 24 أبريل، كشف إلياس سنوسي، الأمين العام للنقابة الوطنية للوكالات السياحية بأن الوضع الذي تعيشه الوكالات السياحية ازداد خطورة وذلك بانهيار رقم أعمال الوكالات السياحية بـ 100% وتسريح 30 ألف عامل في حال استمرار كورونا.

## النظام الصحي الوطني
بحسب تصريحات وزير الصحة على إذاعة الجزائر الثالثة في 16 مارس فإن الجزائر بها أكثر من 400 سرير إنعاش. بعد ثلاثة أيام صرح نفس المسؤول حول العدد المشار إليه، مشددًا على أن القدرة النظرية لخدمات الإنعاش الموزعة عبر الأراضي الوطنية في «الظروف العادية» تقدر بـ 400 سرير، مع إمكانية رفعها إلى 6000 سرير مؤكداً:
- الجزائر لديها 2500 جهاز تنفس صناعي.
- 2500 جهاز تخدير وتنفس صناعي آخر.
- 220 عيادة خاصة لكل منها 3 إلى 4 أسرة إنعاش.

قال وزير الصحة في العرض الذي قدمه لمجلس الوزراء برئاسة رئيس الدولة في 22 مارس 2020، أن القطاع الصحي في الجزائر يضم 82,826 سريرًا على المستوى الوطني، منها 2,500 مخصصة للتكفل بالمرضى على مستوى 64 قسم للأمراض المعدية و 247 قسم للأمراض الباطنية و 79 قسم للطب الرئوي و 100 قسم من التخصصات المختلفة و 24 قسم للإنعاش التي تحتوي على 460 سرير بالإضافة إلى 64 سيارة إسعاف طبية مجهزة بـ أجهزة التنفس الاصطناعي.

### مراكز الكشف
كان لدى الجزائر في بداية الوباء مختبر تشخيص واحد هو معهد باستور الجزائر، قادر على إجراء ما يصل إلى 130 اختبارًا في اليوم.
في 23 مارس تم افتتاح مختبر فحص جديد لكوفيد-19 تحت إشراف معهد باستور في وهران لتقليل الضغط على العاصمة الجزائر. مكن المركز الجديد من إعطاء نتائج التحليلات خلال 3 أو 4 ساعات. دخل ملحق ثالث لمعهد باستور الخدمة في قسنطينة في 25 مارس.
حسب تصريحات المدير العام لمعهد باستور بالجزائر يوم 25 مارس فقد حلل المركز 2500 عينة مشتبهة لفيروس كورونا المستجد منذ ظهور الوباء في الجزائر. كما أثبت البحث العلمي الذي قام به المعهد أن الفيروس الذي ينتشر في الجزائر هو من نفس سلالة الفيروس الذي يؤثر على فرنسا، الأمر الذي يدعم فكرة استيراد الفيروس من هذا البلد.

### بروتوكول العلاج

عدد الحالات (الزرقاء) وعدد الوفيات (الحمراء) على مقياس لوغاريتمي. يتطور المنحنى ان بالتوازي حتى بداية مارس، مما يعكس تغيرًا في النهج العلاجي.

اعتمدت الجزائر منذ 23 مارس بروتوكول علاج جديد ضد كوفيد-19 وهو الكلوروكين، مضاد للملاريا يستخدم بشكل شائع في علاج أمراض الروماتيزم وأظهر نتائج أولية مشجعة إلى حد ما في الصين وفرنسا. وبحسب البروفيسور إسماعيل مصباح (عضو اللجنة العلمية) فإن الفحوصات ستجرى على المرضى الذين يدخلون إلى المستشفى في البليدة، حيث يتركز معظم المصابين بالسارس-كوف-2 وفي القطار بالجزائر العاصمة. الجزائر لديها مخزون كاف يقدر بـ 110,000 وحدة من هذا الدواء متاحة بالفعل في الصيدلية المركزية للمستشفيات و 190,000 وحدة أخرى من المقرر استيرادها.
في 30 مارس، أذنت اللجنة العلمية باستخدام الكلوروكين في الحالات المؤكدة الخفيفة من كوفيد-19.

### الإمدادات الطبية
وصلت في 5 أبريل 2020 أول طلبية لوسائل الحماية من فيروس كورونا إلى مطار هواري بومدين الدولي (الجزائر العاصمة) قادمة من مدينة شانغهاي الصينية، تتمثل في 8.5 مليون كمامة من نوع ثلاث طبقات و 100.000 كمامة مرشحة من نوع «اف اف أف بي 2» (FFP2).
وصلت يوم الجمعة 10 أبريل 2020، إلى مطار هواري بومدين الدولي بالعاصمة قادمة من بكين، ثاني طلبية من المعدات الطبية وتشمل الشحنة التي تقدر بـ 30 طن وسائل الحماية (500 ألف كمامة من نوع اف أف بي 2 (FFP2)) وأجهزة تشخيص فيروس كورونا (40 ألف مشخص) وأجهزة تنفس اصطناعي (100 جهاز) على متن طائرتين تابعتين للقوات الجوية للجيش الوطني الشعبي، في ظرف 38 ساعة.

## المساعدات والتبرعات

### جهود جمع التبرعات المحلية
- أعلنت وزارة الاتصال يوم 25 مارس 2020 بعد إطلاق العديد من مبادرات التبرع الفردية من بعض رجال الأعمال الجزائريين، عن فتحها المجال للمواطنين الجزائريين الراغبين في إيداع تبرعاتهم بالعملة الوطنية أو العملة الصعبة من خلال بريد الجزائر والخزينة العمومية وبنك الجزائر الخارجي للمساعدة في مكافحة فيروس كورونا (كوفيد-19).[460]
- بتاريخ 28 مارس، أعلن رجل الأعمال الجزائري جيلالي مهري بالتبرع بنصف مليون دولار في إطار مواجهة تفشي فيروس كورونا في الجزائر، إلى جانب ذلك تعهد بإجراء مفاوضات لتوفير التجهيزات والمعدات الطبية للمستشفيات.[461][462][463]
- 28 مارس، نواب حركة البناء الوطني بالمجلس الشعبي الوطني يقررون التبرع براتب شهري لجهود مكافحة كورونا تحت عنوان التضامن الوطني.[463][464]
- بادر حزب التحالف الوطني الجمهوري بتاريخ 28 مارس، بالتبرع بنصف الراتب الشهري الخاص بنوابه في المجلس الشعبي الوطني ومجلس الأمة وكذا منتخبيه في المجالس الشعبية البلدية والولائية في سياق مكافحة وباء كورونا .[465][466]
- بتاريخ 1 أبريل، في اجتماع المجلس الشعبي الوطني برئاسة سليمان شنين قرر المجلس تخصيص 45 مليار سنتيم (حوالي 355,000 دولار) في الحساب المخصص لمكافحة جائحة كورونا، والمبلغ المخصص هو رصيد متبقي من ميزانية المجلس.[467][468]
- بتاريخ 4 أبريل، قرر رئيس الجمهورية عبد المجيد تبون التبرع براتب شهري لمواجهة فيروس كورونا، إلى جانب ذلك اتخذ نفس القرار من قبل إطارات رئاسة الجمهورية،[469][470] وكذلك أعضاء حكومة جراد وذلك للمساهمة في الجهود الوطنية للحد من آثار الأزمة الصحية على المواطنين نتيجة جائحة فيروس كورونا.[471][472]
- بتاريخ 6 أبريل قررالضباط السامون للحماية المدنية من مديرين مركزيين ومديدري الولايات التبرع براتب شهر لدعم جهود الدولة لمواجهة وباء كورونا.[176]
- تبرع ما لايقل عن 40 ألف عامل على مستوى الصندوق الوطني للضمان الإجتماعي “كناص” بيوم واحد من راتبهم الشهري لفائدة صندوق مجابهة وباء كورونا (ما يعادل 20 مليار سنتيم أو 1,58 مليون دولار).[473]

### المساعدات الدولية
- في 27 مارس، أرسلت الصين فريقا طبيا إلى الجزائر مكونا من 21 شخصا، من بينهم 13 طبيبًا و 8 ممرضات، بالإضافة إلى مجموعة من المعدات الطبية والتي تشمل 500 ألف كمامة طبية و2000 ملابس واقية طبية إلى جانب 50 ألف كمامة من نوع N95، وكمية معتبرة من القفازات وأجهزة التنفس الاصطناعي.[474][475]
- في 1 أبريل، تبرعت شركة صينية لبناء السكك الحديدية بـ 100 جهاز تنفس صناعي للجزائر عن طريق السفارة الجزائرية في بيجين.[476]

## الرفع التدريجي

### تخفيف توقيت نظام الحجر
- في 23 أبريل 2020، في بيان صادر اليوم عن مصالح الوزير الأول، عّدل توقيت نظام الحجر الجزئي المطبق حاليا على مستوى تسع (9) ولايات الساري المفعول من الساعة الثالثة (15:00) بعد الزوال، ليصبح هذا الحجر مطبقا من الساعة الخامسة (17:00) مساء إلى الساعة السابعة (07:00) صباحا، في حين رفع الحجر الشامل على ولاية البليدة، لتصبح خاضعة لنظام الحجر الجزئي من الساعة الثانية (14:00) زوالا إلى غاية السابعة (07:00) ابتداء من أول يوم لشهر رمضان المصادف لغد الجمعة.[215][216]
- في 24 أبريل 2020، صرح البروفيسور بن بوزيد وزير الصحة والسكان وإصلاح المستشفيات بأن أسباب رفع الحجر الصحي الشامل عن البليدة، وكذا تخفيفه على الولايات الأخرى من بينهم العاصمة جاء بعد تحسن الوضعية الصحية، وكذا انخفاض عدد الوفيات.[218]

### توسيع قطاعات النشاط وفتح محلات تجارية
- في 25 أبريل 2020، أصدر الوزير الأول، عبد العزيز جراد، تعليمة إلى الدوائر الوزارية الـمعنية وكذا إلى ولاة الجمهورية من أجل توسيع قطاعات النشاط وفتح محلات تجارية.[221] وأعلند ان استئناف نشاط سيارات الأجرة داخل المحيط الحضري مؤجل إلى غاية إشعار آخر.[222]

ويتعلق الامر بالنشاطات والـمحلات التجارية الآتية:
- سيارات الأجرة الحضرية.
- قاعات الحلاقة؛
- الـمرطبات والحلويات والحلويات التقليدية؛
- الـملابس والأحذية.
- تجارة الأجهزة الكهرومنزلية.
- تجارة أدوات وأواني الـمطبخ.
- تجارة الأقمشة والخياطة والـمنسوجات.
- تجارة الـمجوهرات والساعات.
- تجارة مستحضرات التجميل والعطور.
- تجارة الأثاث والأثاث الـمكتبي.
- الـمكتبات وبيع اللوازم الـمدرسية.
- تجارة الجملة والتجزئة لـمواد البناء والأشغال العمومية (الـمنتجات الخزفية، والـمُعدات الكهربائية والأدوات الصحية، والرُكام والـروابط.
- مواد الطلاء، والـمنتجات الخشبية، والقنوات والأنابيب … إلخ).
- بينما أنشطة الحلاقة وكذا تجارة الـملابس والأحذية، فيتعين على الولاة تحديد شروط الوقاية الصحية التي يجب احترامها بكل صرامة.

### خارطة طريق لرفع الحجر
- في 4 يونيو 2020، حدد الوزير الأول الجزائري، السيد عبد العزيز جراد ، خارطة طريق لرفع الحجر، بصفة تدريجية ومرنة في آن واحد على مرحلتين تبدأ المرحلة الأولى يوم 7 جوان والثانية يوم 14 من الشهر نفسه، أعطيت فيها الأولوية لعدد من الأنشطة وفق أثرها الاقتصادي والاجتماعي وخطر انتقال عدوى (كوفيد ـ 19) ، وتتضمن علاوة على إعداد دليل للقواعد الصحية التي يتعين الامتثال لها، بالنسبة لكل قطاع و/أو نشاط، على وضع نظام معزز للمراقبة الصحية يقوم على أساس إستراتيجية للكشف الـمبكر والـمدعم بفحص استهدافي.

#### رفع الحجر الصحي و/أو تعديل توقيتاته
، سيأخذ في الحسبان تطور الوضعية الوبائية على الـمستوى الوطني وحسب كل ولاية من خلال الـمؤشرات ذات الصلة، ولاسيما: – معدل التكاثر “R1” أدنى من 1 والتدفق اليومي لحالات العدوى الجديدة الـمُسجّلة، وسيتم تقييم قائمة الولايات الـمعنية برفع الحجر الصحي الجزئي ومراجعتها كل15 يومًا، بغرض التحقق من أن التدابير التي وُضعت لا تشجع خطر انتقال الـمرض.

#### استئناف النشاطات الإقتصادية والتجارية والخدماتية
سيتم في البداية، تطبيق هذا المخطط تدريجيا على مرحلتين:
- الـمرحلة الأولى التي ستنطلق يوم الأحد 07 جوان 2020 تمس استئناف النشاط على مستوى قطاع البناء والأشغال العمومية والري، واستئناف النشاط التجاري والخدماتي سيخصالنشاطات التالية
  - حرفيي الخزف والترصيص والنجارة والصباغة…؛
  - وكالات السفر؛
  - الوكالات العقارية؛
  - بيع الـمنتجات التقليدية؛
  - نشاطات إصلاح الأحذية والخياطة؛
  - نشاط الصيانة والتصليح،
  - تجارة الأدوات الـمنزلية والديكور؛
  - تجارة اللوازم الرياضية؛
  - تجارة الألعاب واللُّعب؛
  - الـمرطبات والحلويات؛
  - بيع الـمثلجات والـمشروبات عن طريق حملها؛
  - تجارة الأفرشة وأقمشة التأثيث؛
  - تجارة الأجهزة الكهرومزلية؛
  - بيع مستحضرات التجميل والنظافة؛
  - تجارة الورود، والـمشاتل والأعشاب؛
  - استوديوهات التصوير الفوتوغرافي ونشاطات سحب الـمخططات ونسخ الوثائق؛
  - الـمرشات، باستثناء الحمامات؛
  - صيانة السيارات وإصلاحها وغسلها؛
  - الـمعارض الفنية؛
  - تجارة الأدوات الـموسيقية؛
  - تجارة التحف والأمتعة القديمة؛
  - الـمكتبات والوراقات؛
  - قاعات الحلاقة الخاصة بالرجال؛
  - أسواق الـمواشي.
- الـمرحلة الثانية التي ستنطلق ابتداء 14 جوان 2020. تخص أنشطة أخرى سيتم فرزها وتحديدها من قبل السلطات العمومية وفق تطور الوضعية الصحية وسلوك الـمرتفقين. وسيتعلق الأمر خصوصا ببعض نشاطات النقل بسيارات الأجرة وكذا المطاعم ومحلات بيع الـمشروبات.

## شخصيات
- 19 مارس 2020 توفي عثمان تيجاني لاعب الجودو الجزائري السابق توفي عن عمر 47 سنة بعد إصابته بمرض فيروس كورونا.[68][69]
- 23 مارس 2020 إصابة محمد كلالاش النائب في حزب جبهة القوي الاشتراكية عن ولاية تيزي وزو بفيروس كوفيد-19.[478]
- سفيان نمشة المدير الفني لنادي اتحاد البليدة، وُضع في الحجر الصحي وتحت عناية مشدّدة في مستشفى القطار، بالعاصمة الجزائر. حيث أصيب يوم 24 مارس 2020 المدرب الجزائري وزوجته بالفيروس، والعدوى انتقلت إليه بعد لقائه بأحد أقاربه القادمين من فرنسا.[479][480][480]
- 30 مارس 2020
  - وفاة سيد أحمد مهدي رئيس مصلحة الجراحة العامة بمستشفى فرانس فانون بالبليدة عن عمر 67 سنة بعد إصابته بمرض فيروس كورونا.[390][391]
  - رحيل الأستاذ نور الدين زيدوني اثر إصابته بفيروس كورونا، الراحل كان أستاذا بالمعهد العالي لمهن فنون العرض والسمعي بصري ببرج الكيفان وكان يدرس مقياس السينوغرافيا.[135][136][137]
  - إصابة والي ولاية معسكر عبد الخالق صيودة بفيروس كورونا.[143]
- 1 أفريل 2020 وفاة عبد القادر زغيمي نائب بالمجلس الشعبي الوطني عن كتلة حزب التجمع الوطني الديمقراطي وهو رجل أعمال صاحب مجمع الصناعات الغذائية سيم توفي عن عمر ناهز 75 عاماً.[481]
- في 17 يوليو 2020 توفي الفنان الجزائري عبد الرحمان ياموني المعروف باسم “ببوعجاج الصغير”، عن عمر ناهز 57 سنة بعد إصابته بفيروس كورونا.[482][483]
- في 17 يوليو 2020، توفي وزير البريد والمواصلات الجزائري الأسبق موسى بن حمادي بمستشفى مصطفى باشا بفيروس كورونا.[484][485]
- في 19 يوليو 2020، توفي الطبيب الجزائري محمد توات، المعروف بـ«طبيب الفقراء»، إثر إصابته بفيروس كورونا المستجد.[486]

### وفاة طبيبة حامل
- في 15 مايو، شُيعت جنازة الطبيبة بوديسة وفاء (28 عاما) زوجة سمارة شوقي بمستشفى عين الكبيرة، بولاية سطيف والتي وافتها المنية أمس بفيروس كورونا وهي حامل في شهرها السابع وتؤدي مهنتها طبيبةً بمستشفى راس الوادي.[266] وعلى خلفية هذه الوفاة قرر وزير الصحة بتاريخ 17 مايو، إنهاء مهام مدير المؤسسة العمومية الإستشفائية رأس الوادي.[267] ونشر الروائي الجزائري واسيني الأعرج -في صفحته على فيسبوك- رثاء للفقيدة، تحت عنوان «الذين قتلوك، قتلونا جميعا.. مأساة الطبيبة بوديسة». قائلًا «أَبْكِيك يَا وَفَاءَ هَذَا اَلْمَسَاءِ وَأَنْتِ تَمُوتِينَ بِشَكْلٍ ظَالِمٍ ، وَكَانَ يُمْكِنُ إِنْقَاذُكَ بِقَلِيلٍ مِنْ اَلتَّفَهُّمِ لِوَضْعِكَ اَلصِّحِّيِّ.»[487]
- في 18 مايو، سجلت عائلة الطبيبة المتوفية إصابة ابنة الفقيدة وأمها وأخ زوجها بفيروس كورونا وهم الآن يخضعون للعلاج، وذلك بعد إخضاع أقارب الفقيدة بوديسة لاختبارات الكشف والتي أظهرت ثلاث حالات ايجابية من نفس العائلة، وقد تم على الفور تحويل المصابين إلى مستشفى عين الكبيرة بولاية سطيف لمتابعة العلاج الضروري والدخول في حالة حجر إجباري، والجدير بالذكر أن وزير الصحة ووزيرة التضامن كانا على احتكاك مباشر بابنة الفقيدة خلال زيارتهما لبيت الطبيبة يوم السبت الماضي لأداء واجب العزاء، وقد قامت الوزيرة باحتضان الطفلة الصغيرة التي كانت بدون كمامة كما قام وزير الصحة عبد الرحمان بن بوزيد بملامسة خدها والاحتكاك بها.[488]

## ألبوم صور

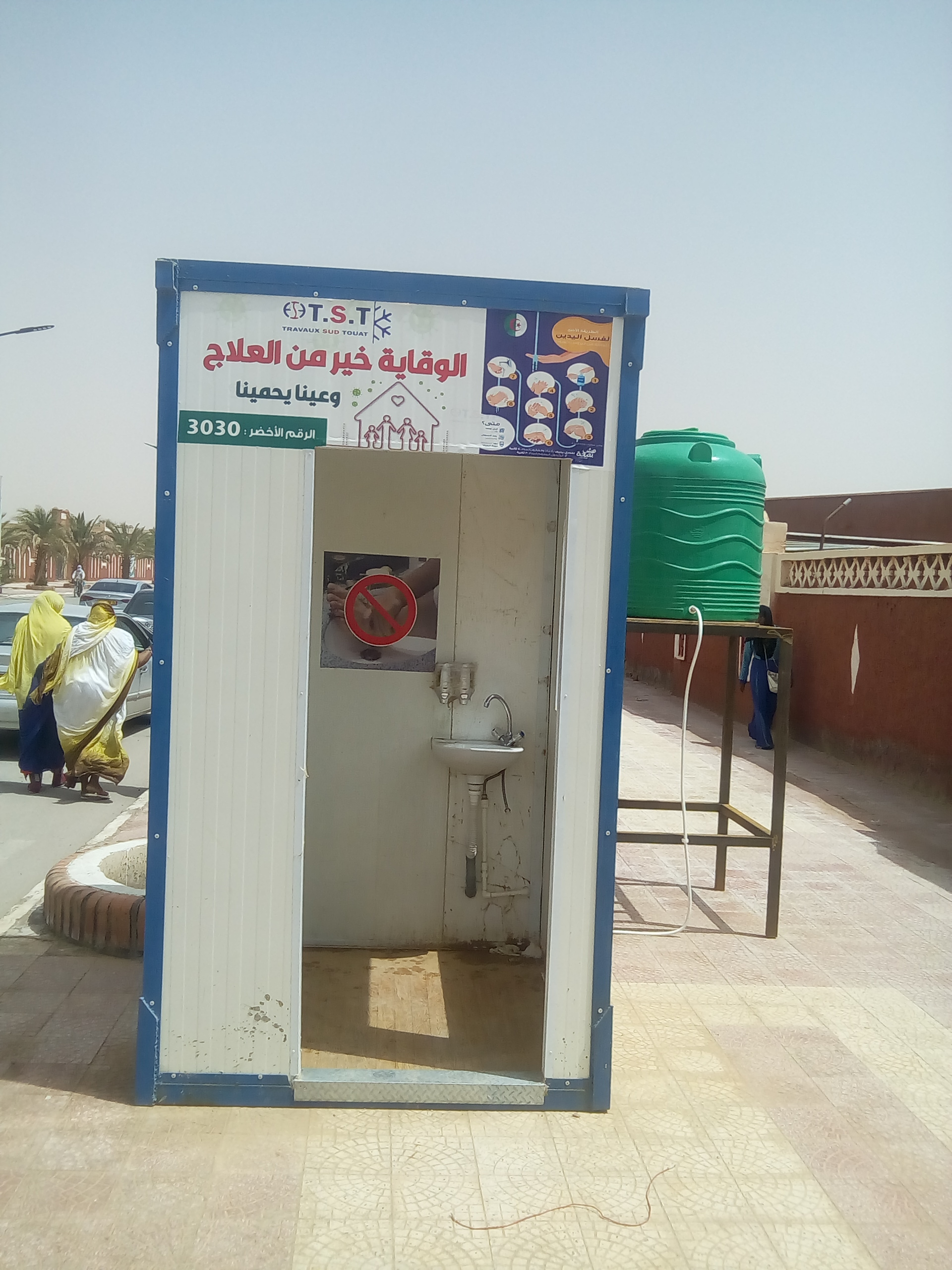
مكان لغسل اليدين بأحد شوارع أدرار
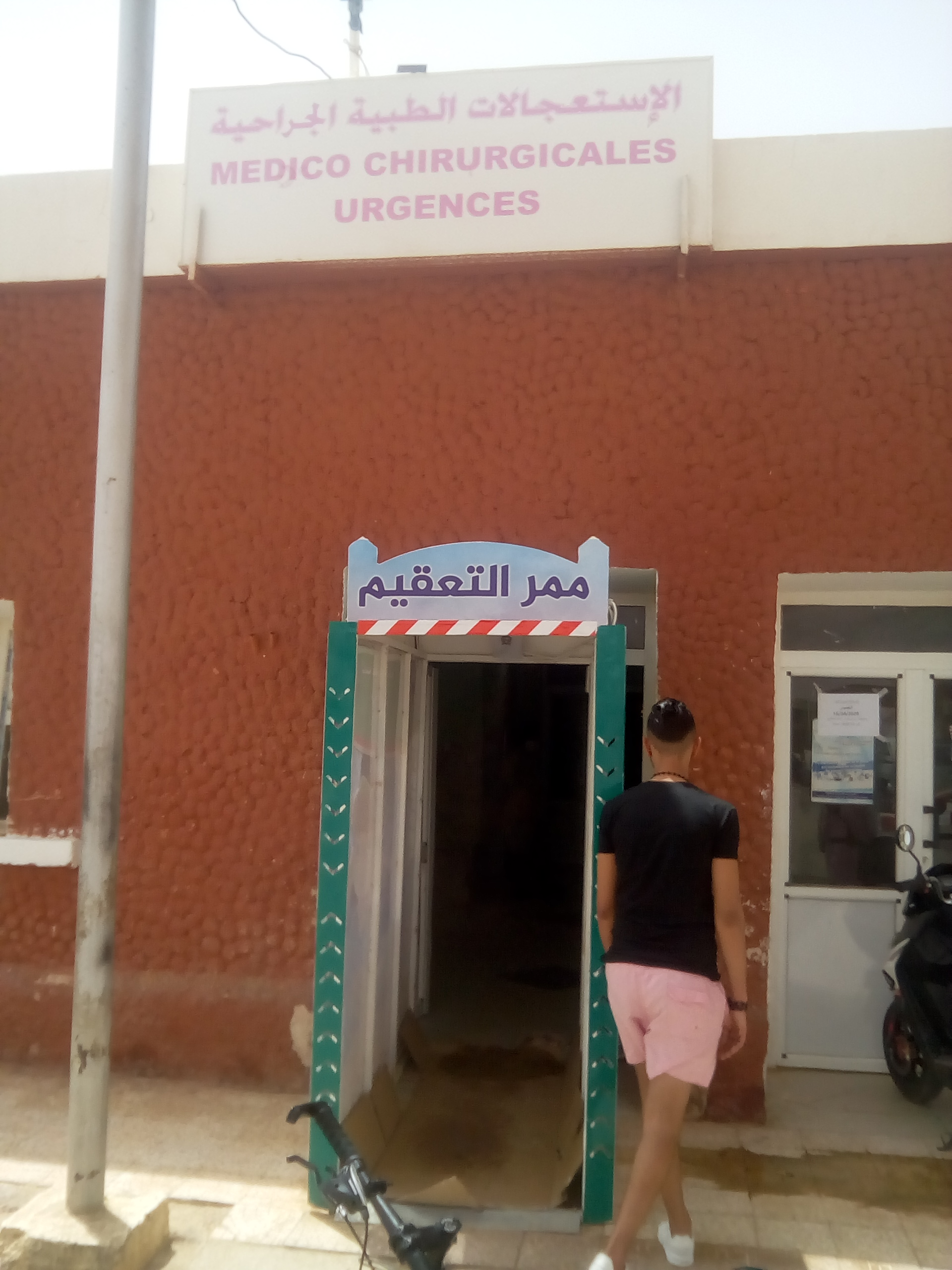
ممر تعقيم في مدخل الإستعجالات الطبية بمستشفى مدينة أدرار
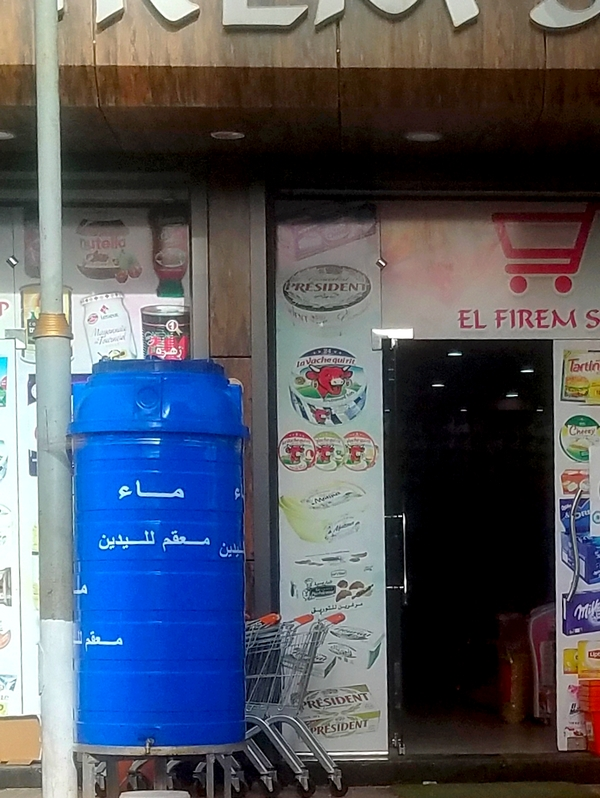
ماء معقم بجافيل لغسل اليدين أمام محل بقالة بمدينة الشلف

## مزيد من المعلومات
- ملصق توعوي للوقاية من كورونا

## وصلات خارجية
- الموقع الرسمي لوزارة الصحة والسكان وإصلاح المستشفيات الجزائرية